# F-35
F-35 Lightning II — семейство малозаметных многофункциональных истребителей «пятого поколения», разработанное корпорацией Lockheed Martin в трёх вариантах:
- F-35A (CTOL — conventional take-off and landing, обычный взлёт и посадка);
- F-35B (STOVL — Short take-off and vertical landing, короткий взлёт и вертикальная посадка);
- F-35C (CV — Carrier variant, палубный вариант).

В консорциум во главе с Lockheed Martin вошли также Northrop Grumman Corporation, Pratt & Whitney, Rolls-Royce plc, Allison и British Aerospace; в разработке отдельных узлов приняли участие Skunk works и Aeronautical Systems.

## Программа JSF

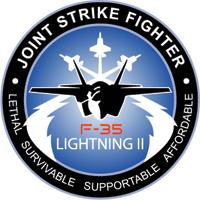
Логотип программы JSF (Joint Strike Fighter)

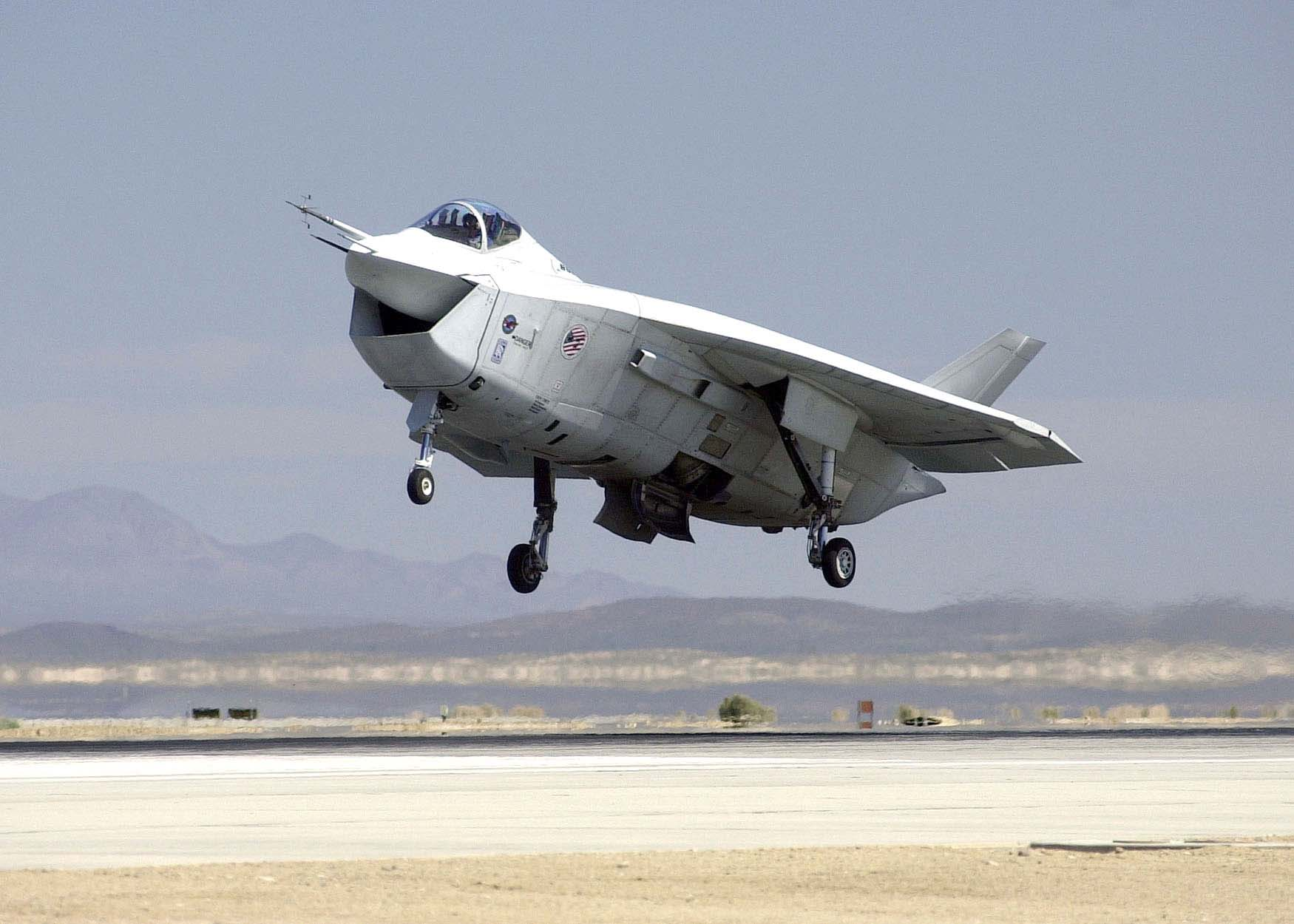
Boeing X-32

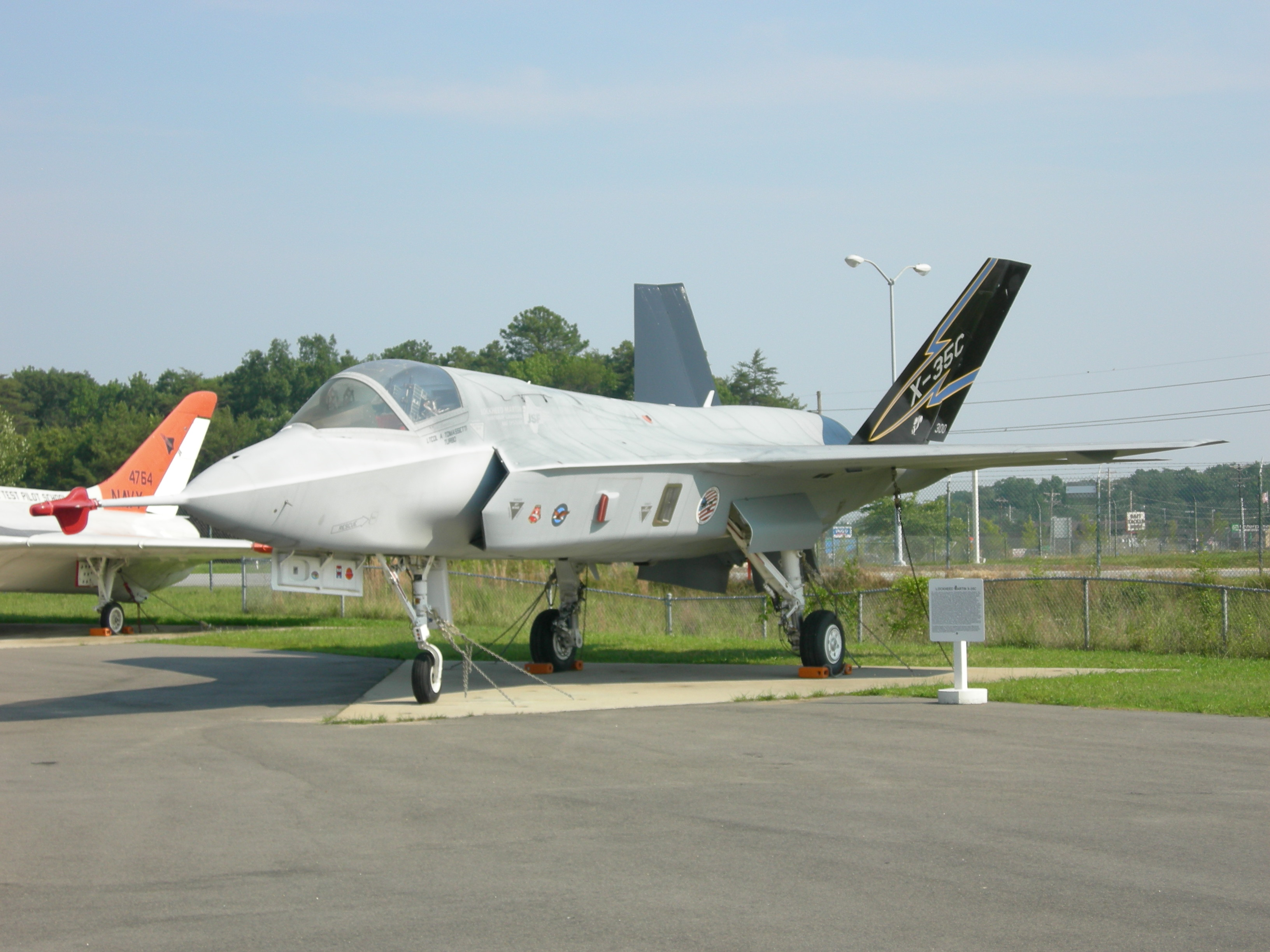
Lockheed Martin X-35 (победитель)

Выбор конструкции F-35 сделан в 2001 году в результате конкурса по программе JSF (англ. Joint Strike Fighter — единый ударный истребитель) между компаниями Боинг (модель X-32) и Lockheed Martin (модель X-35). Программа предусматривала создание единой модели истребителя для ВВС, ВМС и КМП с возможностью укороченного взлёта, а также вертикального взлёта и посадки для замены AV-8B, A-10, F-16, F/A-18; также предполагалась замена британского Sea Harrier. Третья модель, компании McDonnell Douglas, отвергнута из-за сложности конструкции.
Совместные испытания X-32 и Х-35 показали явное преимущество последнего: он продемонстрировал взлёт с площадки длиной 150 м, развил сверхзвуковую скорость, приземлялся и взлетал вертикально. Одним из главных преимуществ был назван метод создания вертикальной тяги: особый подъёмный вентилятор на X-35, а не отбор потока воздуха внешнего контура основных двигателей, как на X-32, что вынуждало устанавливать двигатель в центре масс, а сопла оказывались близко к воздухозаборникам, что приводило к опасности попадания в двигатель выхлопных газов и значительному уменьшению тяги.
В итоге было решено разработать унифицированные проекты истребителей-бомбардировщиков стран НАТО для базирования на суше и на море. Программу финансировали совместно США и Великобритания (2,5 млрд долларов), Италия (1,0 млрд долларов), Нидерланды (800 млн долларов), Канада (440 млн долларов), Турция (175 млн долларов), Австралия (144 млн долларов), Норвегия (122 млн долларов) и Дания (110 млн долларов). На разработку и приобретение самолётов планировалось потратить 233 млрд долларов, но программа значительно затянулась и вышла за пределы бюджета. По прогнозам затраты США на протяжении следующих 15 лет составят 379 млрд долларов. Из-за высокой цены, большого количества приобретаемых самолётов и планов по их длительной эксплуатации, суммарные расходы на обслуживание и модернизацию F-35 в итоге через 50 лет могут превысить 1 трлн долларов.
Существует три уровня международного участия. Уровни обычно отражают финансовую долю в программе JSF.

Страны-участники:
Основной клиент: США
Партнёр 1 уровня: Великобритания
Партнёры 2 уровня: Италия и Нидерланды
Партнёры 3 уровня: Австралия, Канада, Дания, Норвегия
Участники сотрудничества в области безопасности: Израиль и Сингапур
Иностранные участники военных продаж: Бельгия, Финляндия, Япония, Польша, Корея, Германия

### Испытания
В январе 2012 года в открытом доступе, на веб-ресурсе f-16.net, появились подробности доклада министерства обороны США от ноября 2011 года, согласно которому причиной неудачи всех восьми посадок третьего прототипа F-35C на имитатор палубы авианосца на базе авиации ВМС США Лейкхёрст в ходе первых испытаний в августе 2011 года (ни в одном из восьми случаев гак F-35C не смог зацепить тросы аэрофинишёра) являются серьёзные конструктивные просчёты, а именно малое расстояние между точкой касания гака и основными стойками шасси. Во время более поздних испытаний было совершенно не менее трёх удачных зацепов (3 на начало ноября 2011), тем не менее очевидно, что без внесения серьёзных изменений в конструкцию самолёт неспособен к надёжной посадке на авианосец. В качестве наиболее вероятного решения обсуждалось использование удлинённого телескопического гака, но в таком случае технологически трудно будет обеспечить требуемую прочность.
Комментарии представителей корпорации Lockheed Martin по данному вопросу были опубликованы 17 января на новостном ресурсе Defense News. Руководитель программы, Том Бербедж подтвердил серьёзные трудности, возникшие во время испытаний 2011 года, но категорически отверг заявления, что «F-35C никогда не сможет сесть на авианосец», заявив, что это «очевидно не соответствует действительности». По его словам, проблема возникла из-за серьёзных требований по снижению заметности в радиолокационном диапазоне — тормозной гак был намеренно спроектирован компактным, чтобы полностью убираться в свой отсек, который, в свою очередь, не должен сильно выделяться в хвостовой части самолёта. Бербедж заявил, что в конструкцию гака уже вносятся необходимые изменения, и новая система будет готова к установке на самолёты и испытаниям во втором квартале 2012 года, отдельно отметив, что данные изменения не только не потребуют серьёзного изменения конструкции F-35C в целом (о неизбежности которых говорилось в статье на ресурсе f-16.net), но и не затронут конструкцию отсека тормозной системы.
Испытания на авианесущих кораблях
Первый полёт палубной версии самолёта, F-35C состоялся в 2009 году.
3 октября 2011 года F-35B (б/н BF-2) под управлением подполковника Корпуса морской пехоты Фреда Шенка впервые совершил посадку на находящийся в море универсальный десантный корабль «Уосп» (USS Wasp). В тот же день было выполнено несколько взлётов и посадок на палубу, а в общей сложности за первые два дня — 6 взлётов и посадок, не считая ещё одной посадки при прибытии на корабль. Второй самолёт, б/н BF-4, прибыл на испытания 6 октября.
21 октября 2011 года первый из трёх запланированных раундов морских испытаний модификации F-35B был успешно завершён. В общей сложности было совершено 72 взлёта и посадки на корабль. В следующий раз F-35B должен вернуться на палубу в 2013 году, в ходе серии испытании DT-2.
3 ноября 2014 года в ходе программы испытаний один из опытных образцов F-35C впервые совершил посадку на палубу авианосца «Нимиц». Посадку с полноценным зацеплением за аэрофинишёр авианосца совершил третий прототип F-35C (борт CF-3), за ним на палубу сел пятый лётный прототип F-35C (борт CF-5)).
Испытания версии для ВМФ в конце 2015 выявили ошибки на стадии проектирования и изготовления машины.

## Конструкция
На F-35 использованы многие технологические решения, отработанные на F-22.
Обозначения серийных вариантов:
F-35A (со стандартным взлётом и посадкой),
F-35B (с коротким взлётом и вертикальной посадкой) и
F-35C (взлёт с палубы авианосца при помощи катапульты, а посадка на палубу — с использованием аэрофинишёра).
F-35 авианосного базирования
Отличительными особенностями F-35C, по сравнению с вариантами F-35A (со стандартным взлётом и посадкой) и F-35B (с коротким взлётом и вертикальной посадкой), является то, что взлёт истребителя осуществляется при помощи катапульты, а посадка на палубу авианосца — с использованием аэрофинишёра. В связи с повышенными нагрузками внутренняя конструкция F-35C упрочнена. Хвостовая часть самолёта содержит элементы, изготовленные из титана. По сравнению с другими вариантами, F-35C имеет на 30 % большую площадь крыла, увеличенную площадь хвостового оперения и поверхностей управления, оснащён концевыми элеронами для обеспечения высокой управляемости при малых скоростях посадки на палубу авианосца.

### Силовая установка

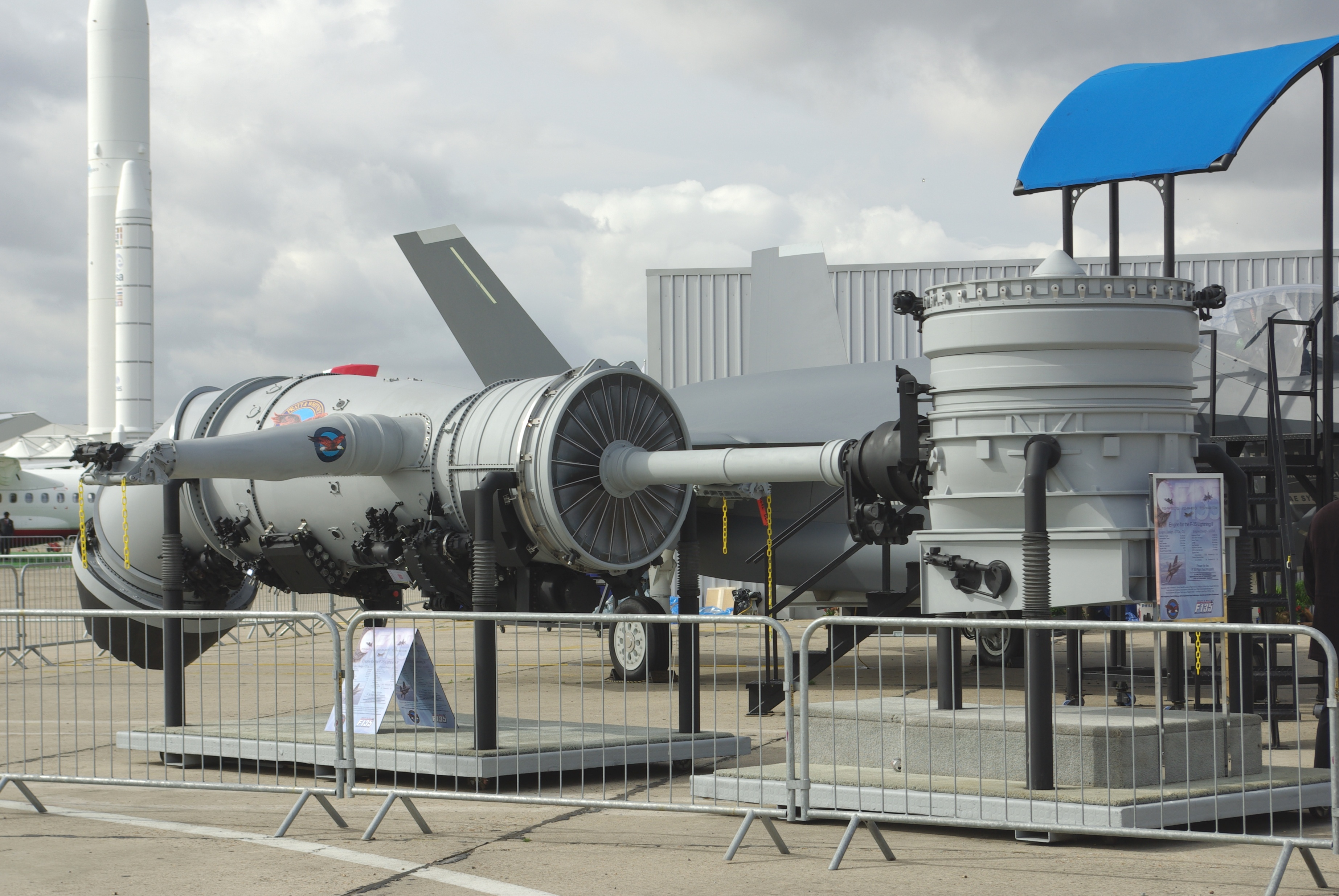
Двигательная установка вертикального взлёта F-35B

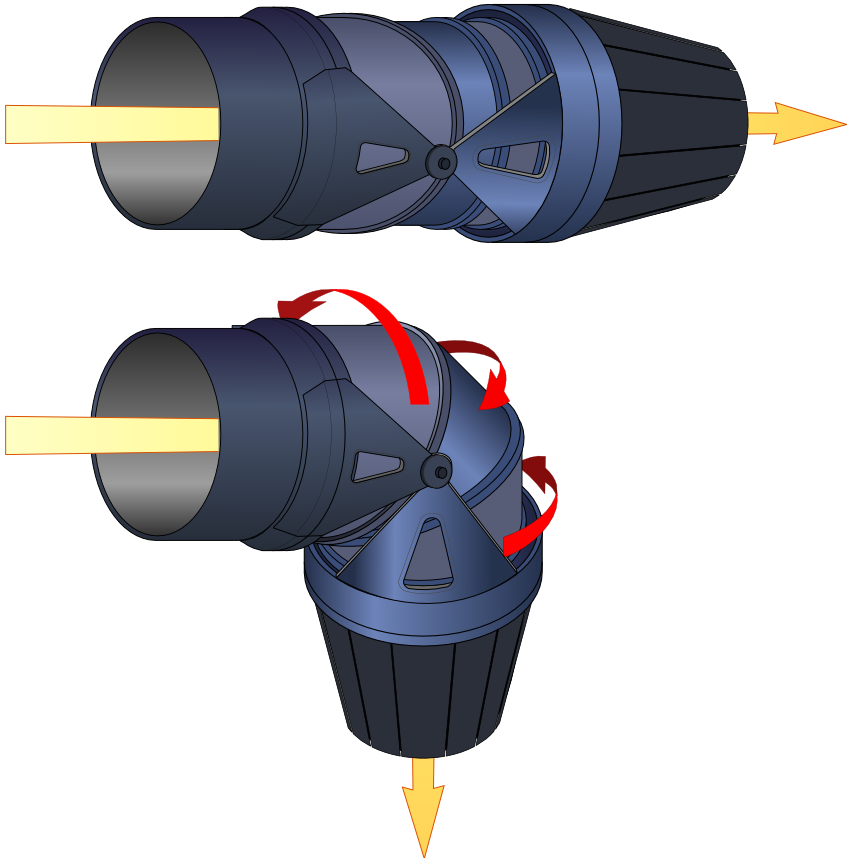
Сопло с управляемым вектором тяги для варианта F135-PW-600 STOVL

F-35A и F-35C оснащаются двигателем Pratt & Whitney F135, который является развитием двигателя F119, установленного на F-22. Двигатель для F-35B разработан с участием Rolls-Royce Defence. По утверждению производителя, благодаря данной установке и конструкции планера полностью вооружённый F-35A с заполненными топливными баками способен производить манёвры с перегрузкой в 9 g.

#### Бесфорсажный сверхзвуковой полёт
Согласно формально заявленным характеристикам, F-35 не имеет возможности крейсерского полёта на сверхзвуковых скоростях без использования форсажа. Однако по утверждению вице-президента Lockheed Martin Стивена О’Брайена (Stephen O’Bryan), истребитель способен совершать полёт со скоростью, соответствующей M=1,2 ( то есть в 1,2 раза превышающей скорость звука), на протяжении ≈240 км без включения форсажной камеры.

#### Вертикальный взлёт и посадка
Вариант истребителя с коротким взлётом и вертикальной посадкой (СВП) F-35B, предназначенный для базирования на авианесущих кораблях, не оснащённых катапультами (лёгких авианосцах, крупных десантных кораблях), способен выполнять и вертикальный взлёт.
Для этого сопло двигателя F-35B поворачивается вниз на 95°, а за кабиной пилота вертикально установленный и связанный с главным двигателем жёсткой передачей вентилятор создаёт подъёмную тягу. В крейсерском полёте подъёмный вентилятор останавливается и закрывается створками. Управление по рысканию во время зависания обеспечивают дополнительные сопла двигателя, способные отклоняться влево и вправо. Для управления по крену в каждой консоли крыла имеются дополнительные сопла, питающиеся от основного двигателя. Тангаж изменяется разнотягом подъёмного вентилятора и двигателя.
Положение самолёта во время зависания полностью контролируется бортовым компьютером. Это позволяет значительно упростить управление самолётом в сравнении с аналогами. Кроме того, в аварийной ситуации компьютер способен принять решение о катапультировании гораздо раньше человека.
Вертикальная тяга позволяет F-35B при малой боевой нагрузке и неполных топливных баках вертикально взлетать и садиться. При большей нагрузке вертикальной тяги для взлёта недостаточно и взлёт осуществляется с небольшим разбегом (так называемый укороченный взлёт). Так же может осуществляться и посадка. На практике из-за необходимости полной заправки и загрузки взлётная масса самолёта оказывается значительно больше посадочной. Поэтому, как правило, взлёт выполняется укороченным, а посадка вертикальной. Ввиду этого самолёты, подобные F-35B, называют в англоязычной литературе Short Take-Off and Vertical Landing (STOVL) aircraft — самолёт с коротким взлётом и вертикальной посадкой. В русскоязычных источниках сокращение «СКВВП» не используется, а «самолёт укороченного взлёта и посадки» обозначает лёгкие самолёты для эксплуатации с неподготовленных площадок. Поэтому F-35B зачастую называют СВВП или СВП, хотя возможности вертикального взлёта реализуются только лишь при уменьшенной загрузке самолёта.

### Авионика

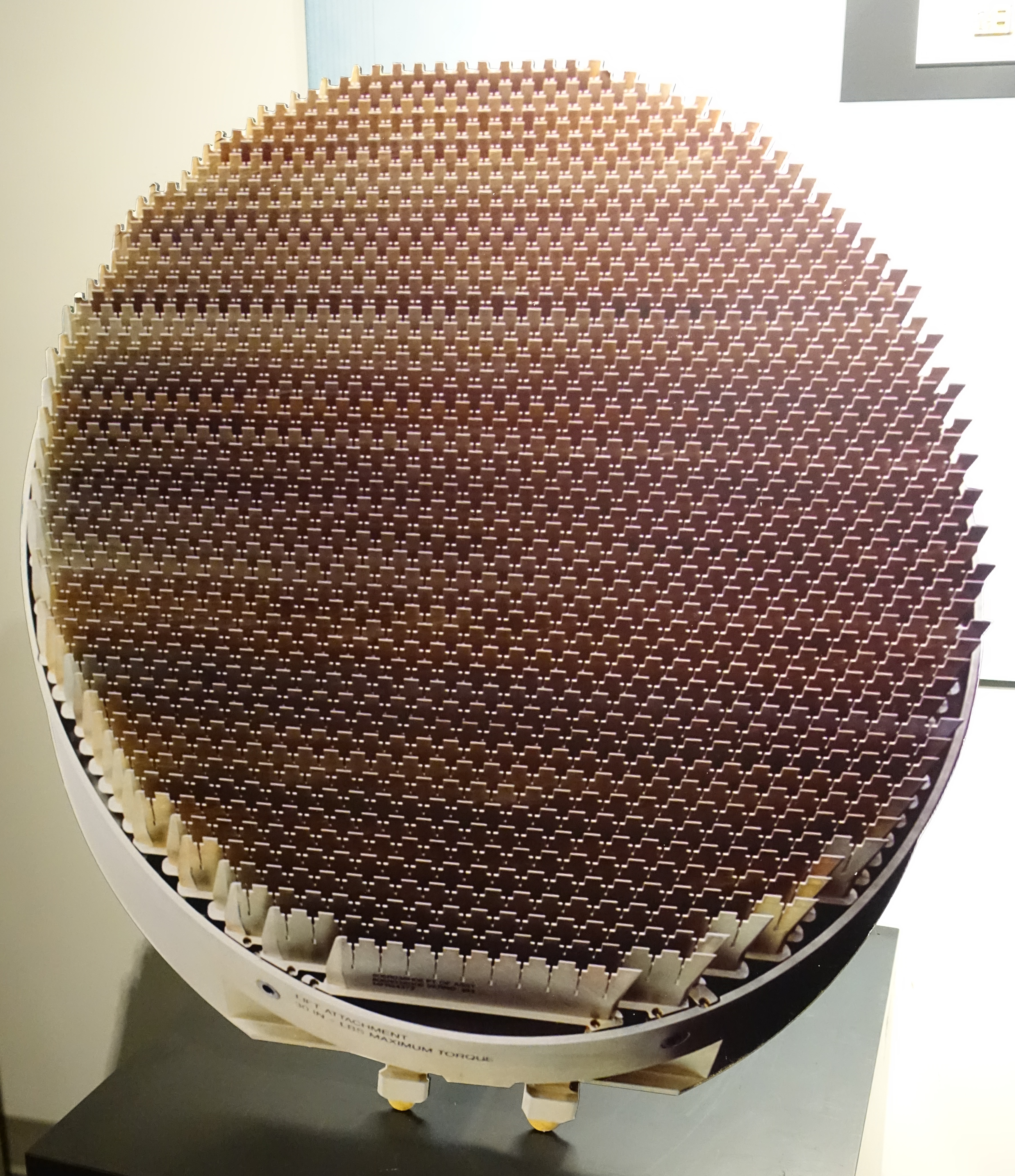
Радар AN-APG-81, изготовленный с использованием технологии АФАР

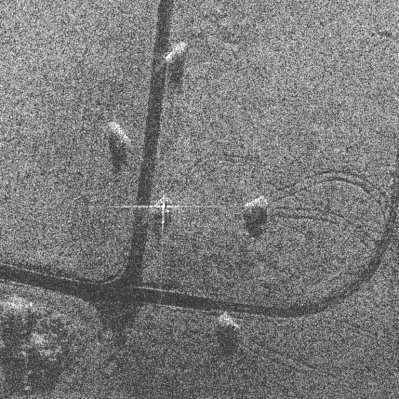
APG-81

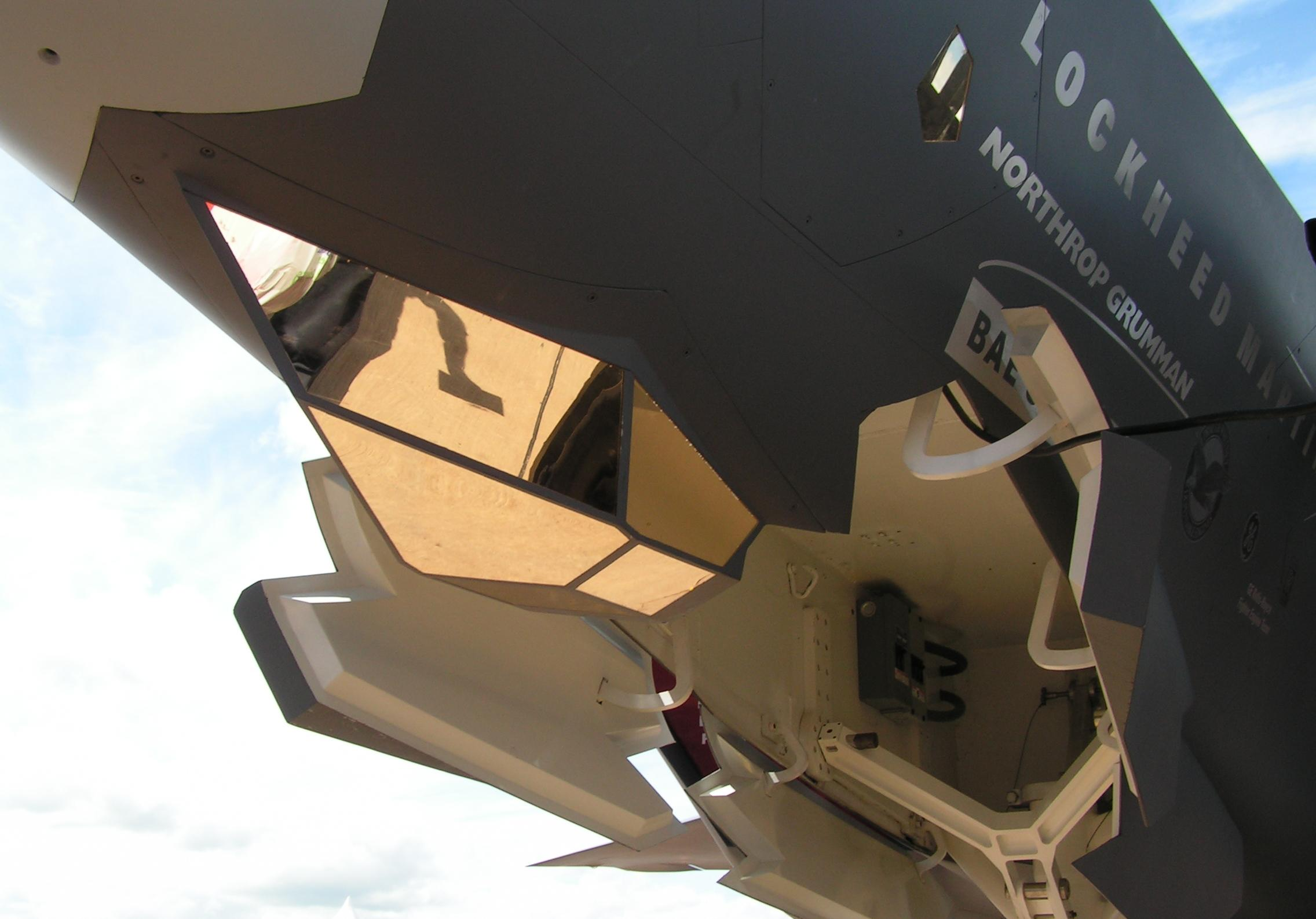
Оптиколокационные станции F-35 с германиевыми линзами Френеля

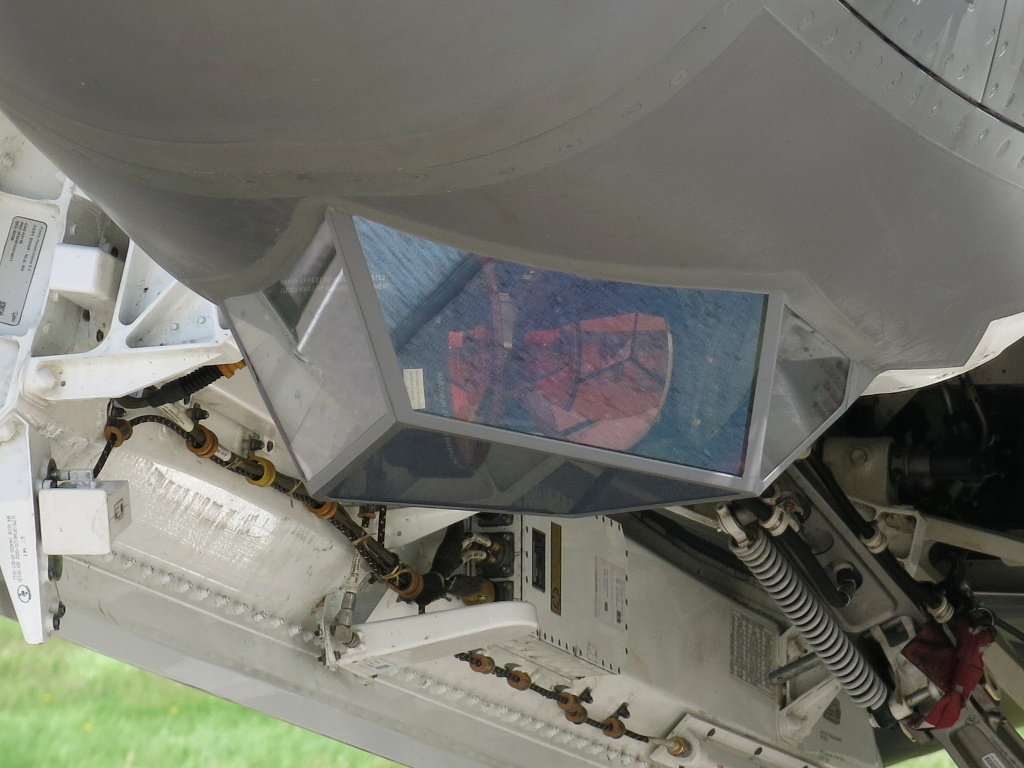
Инфракрасные детекторы

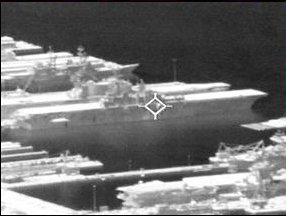
Тепловизор датчика

- Радиолокационная станция с активной фазированной антенной решёткой AN/APG-81 производства Northrop Grumman Electronic Systems.
- AN/AAQ-37 — электронно-оптическая система (ЭОС) с распределённой апертурой (DAS), состоящая из 6 ИК датчиков, расположенных на фюзеляже c диапазоном обзора 360 градусов[24][25]. Система позволяет:
  - Выявлять групповые пуски баллистических ракет на дальности до 1300 км, сопровождать данные цели и выдавать целеуказание по каждой из них в автоматическом режиме[26][27].
  - Обнаруживать иные наземные и воздушные цели
  - Осуществлять навигацию при полёте днём/ночью
  - Предупреждать о ракетной атаке самолёта
  - Обнаруживать точки пуска ракеты, позиции работающей зенитной артиллерии
  - Производить пуск ракеты воздух-воздух по цели, летящей за самолётом
- AAQ-40 — всенаправленная инфракрасная CCD-TV камера высокого разрешения, предназначенная для обзора и целеуказания. Она обеспечивает захват и сопровождение любых наземных, надводных и воздушных целей. Полностью пассивная, она способна обнаруживать и сопровождать цели в автоматическом режиме и на большом расстоянии, а также сообщать о лазерном облучении самолёта[25].
- AN/ASQ-239 (Barracuda) — станция радиоэлектронных помех (РЭП)
- HMDS — Helmet-Mounted Display System. Нашлемная система целеуказания и индикации, возможно управление взглядом и поворотом головы.
- PCD — panoramic cockpit display, широкоформатный сенсорный дисплей отображения информации (50 на 20 сантиметров), также возможно управление голосом.

#### Бортовая РЛС
На самолёте установлена многофункциональная РЛС с АФАР AN/APG-81, эффективно действующая как по воздушным, так и по наземным целям.

#### Каналы передачи данных
В качестве основного канала передачи данных в F-35 используется MADL (Multifunction Advanced Data Link).

Данный широкополосный канал работает в Ku-диапазоне, с применением множества средств по повышению помехоустойчивости и защиты канала, таких, как псевдослучайная перестройка рабочей частоты (ППРЧ), направленный радиосигнал и т. п.

#### Шлем пилота

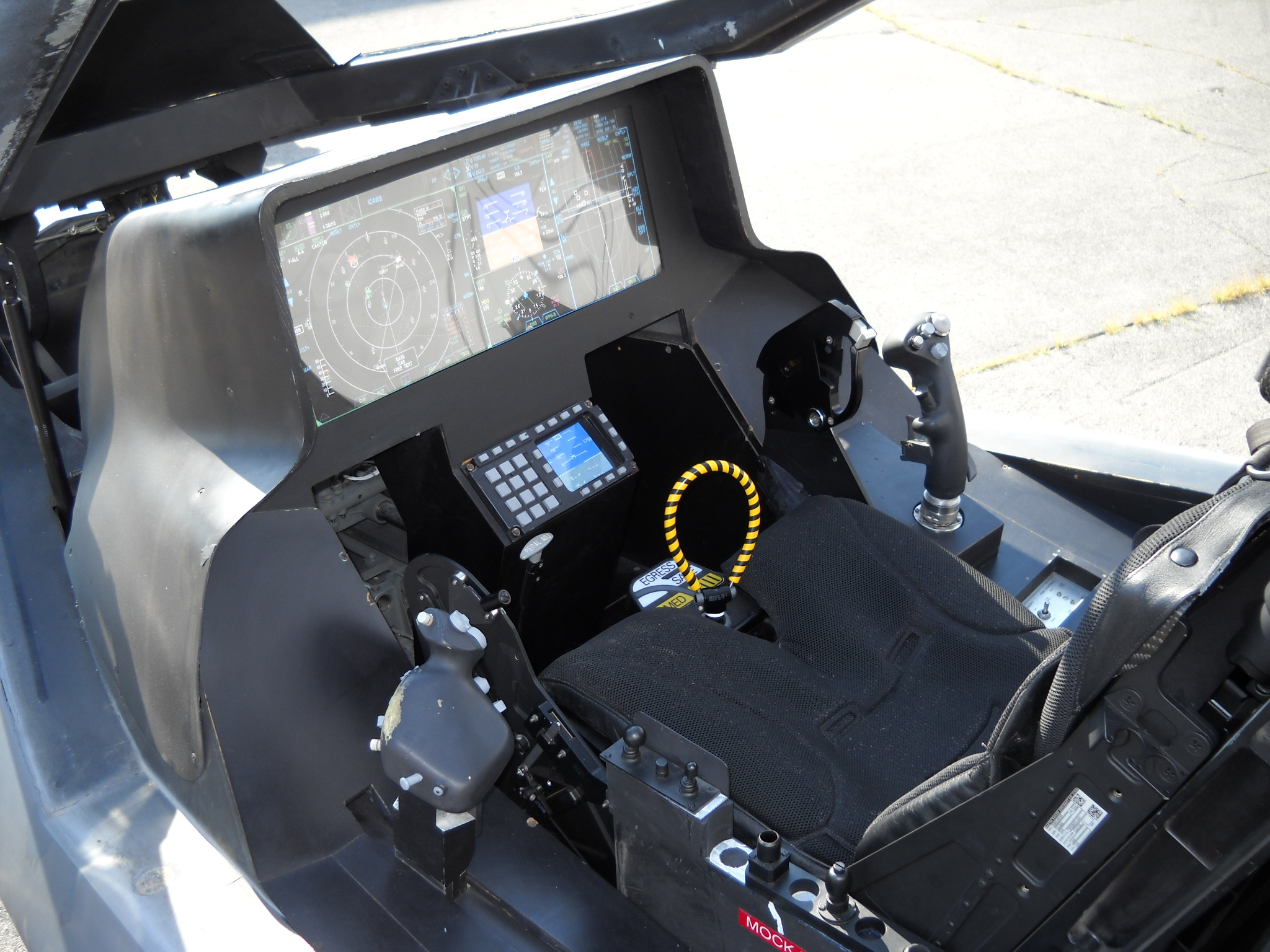
Стеклянная кабина пилота F-35

Это шлем, который позволит пилотам реактивных истребителей будущего поколения «видеть через кабину» самолёта. Снаряжение разработано для истребителя-бомбардировщика F-35 и в настоящее время испытывается научно-исследовательским отделом Министерства обороны Великобритании в Уилтшире.

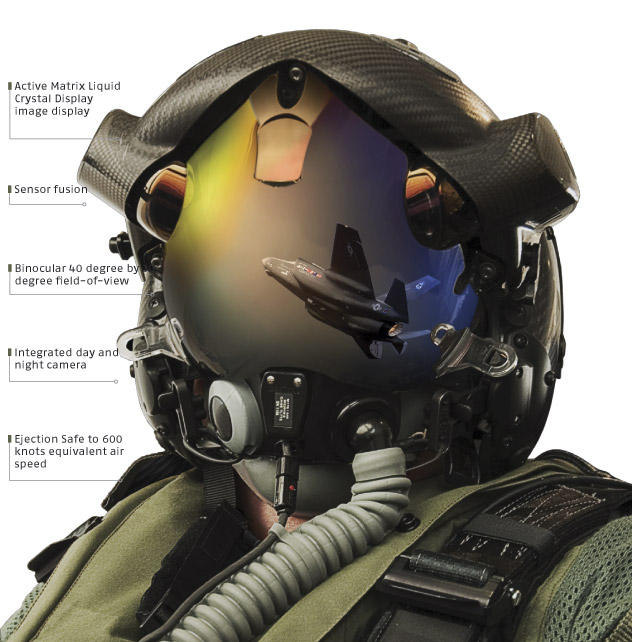
Дисплейный шлем для пилота F-35 Helmet Mounted Display System (HMDS)

Вместо обычного дисплея на приборной панели синтезированное компьютером изображение будет подаваться прямо на визоры пилота, снабжая его также подсказками, необходимыми для полёта, навигации и ведения боя. Принципиально новой технологией стала реализация возможности видения в инфракрасном диапазоне, то есть с помощью шлема пилот сможет видеть даже ночью. Шлем позволяет автоматически переключаться между видеорежимами. Фактически, самолёт сможет стать «прозрачным» для пилота. Также шлем является своеобразным командным центром: высокоточное целеуказание всего бортового оружия завязано на движения головы и глаз лётчика.
Пока создан только опытный образец. Разработкой модели занимаются британские компании Vision Systems International и Helmet Integrated Systems Limited.
Израильская компания Elbit Systems, специализирующаяся на разработке и модернизации различных видов вооружений, и её американский партнёр, компания Rockwell Collins, будут выпускать пилотские шлемы для истребителей F-35C. Шлемы будут добавлены в стандартную комплектацию самолётов с 2016 года.

### Вооружение

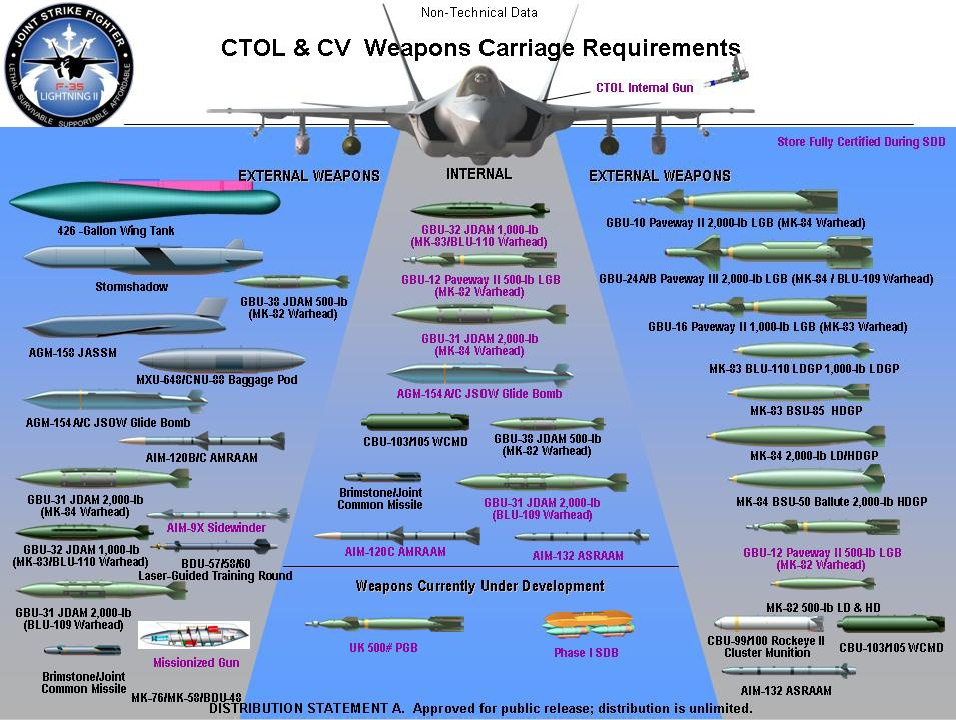
Схема подвески вооружения на F-35A и F-35C

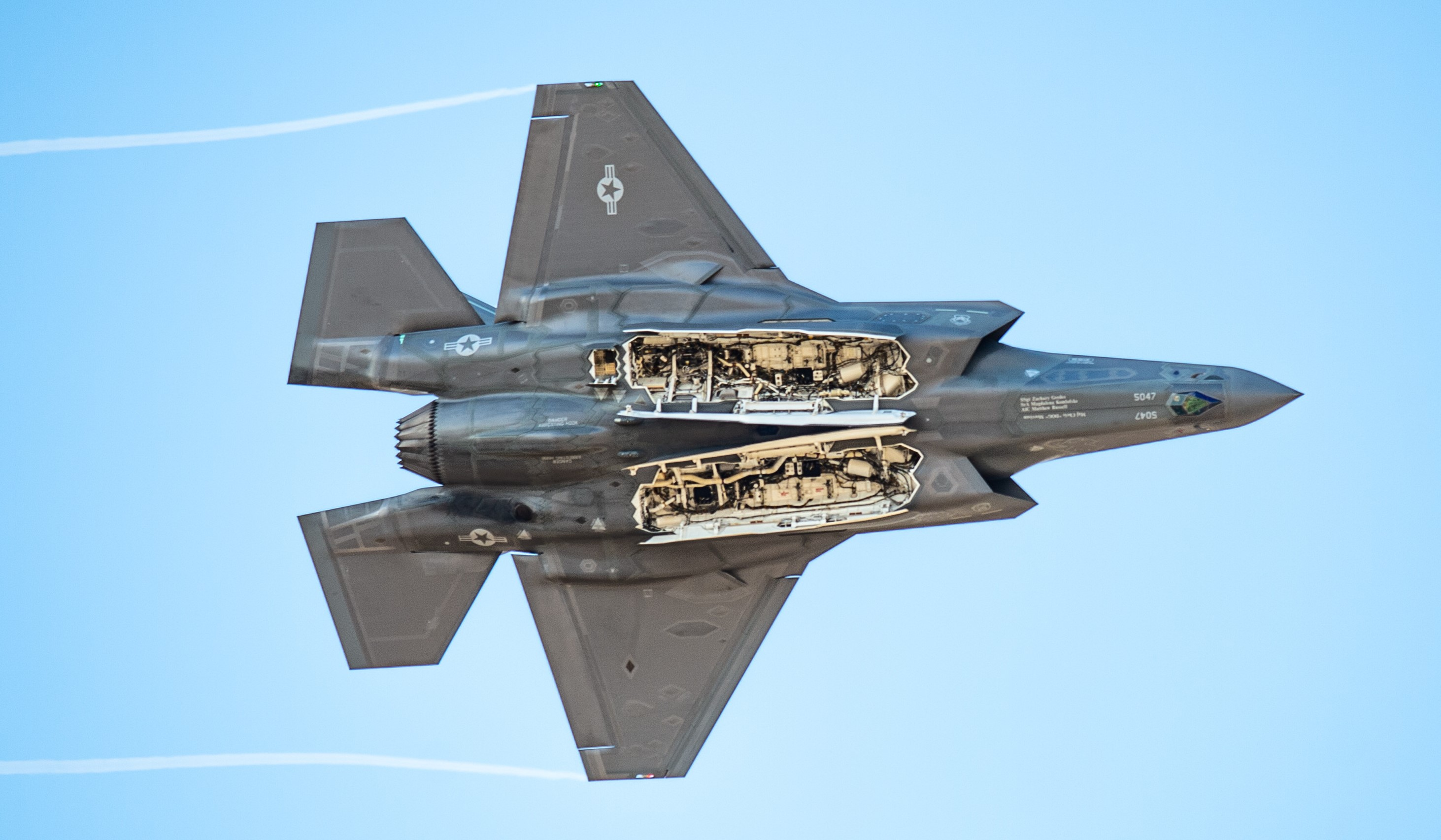
F-35A с открытыми бомбоотсеками

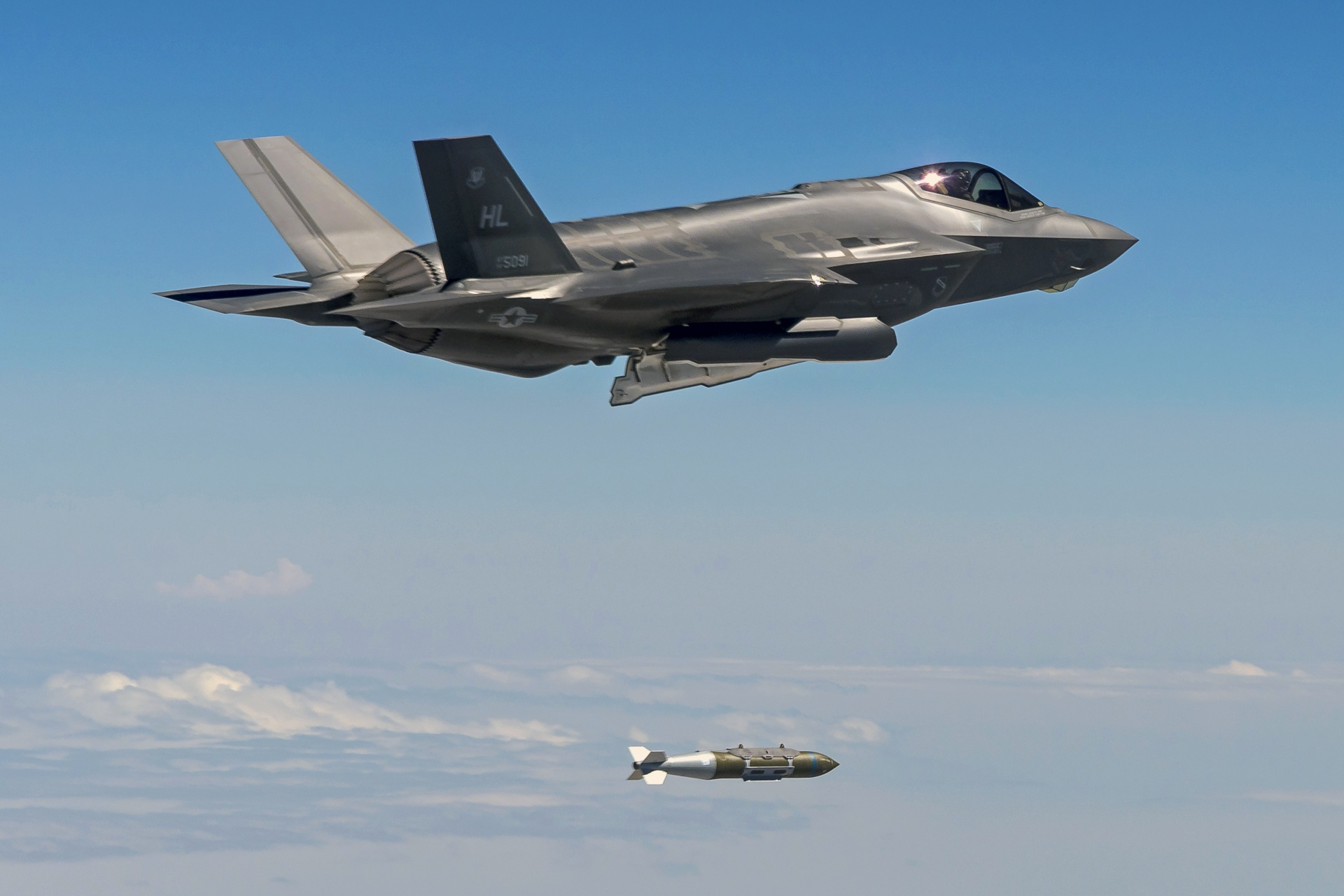
F35A с бомбой GBU-31

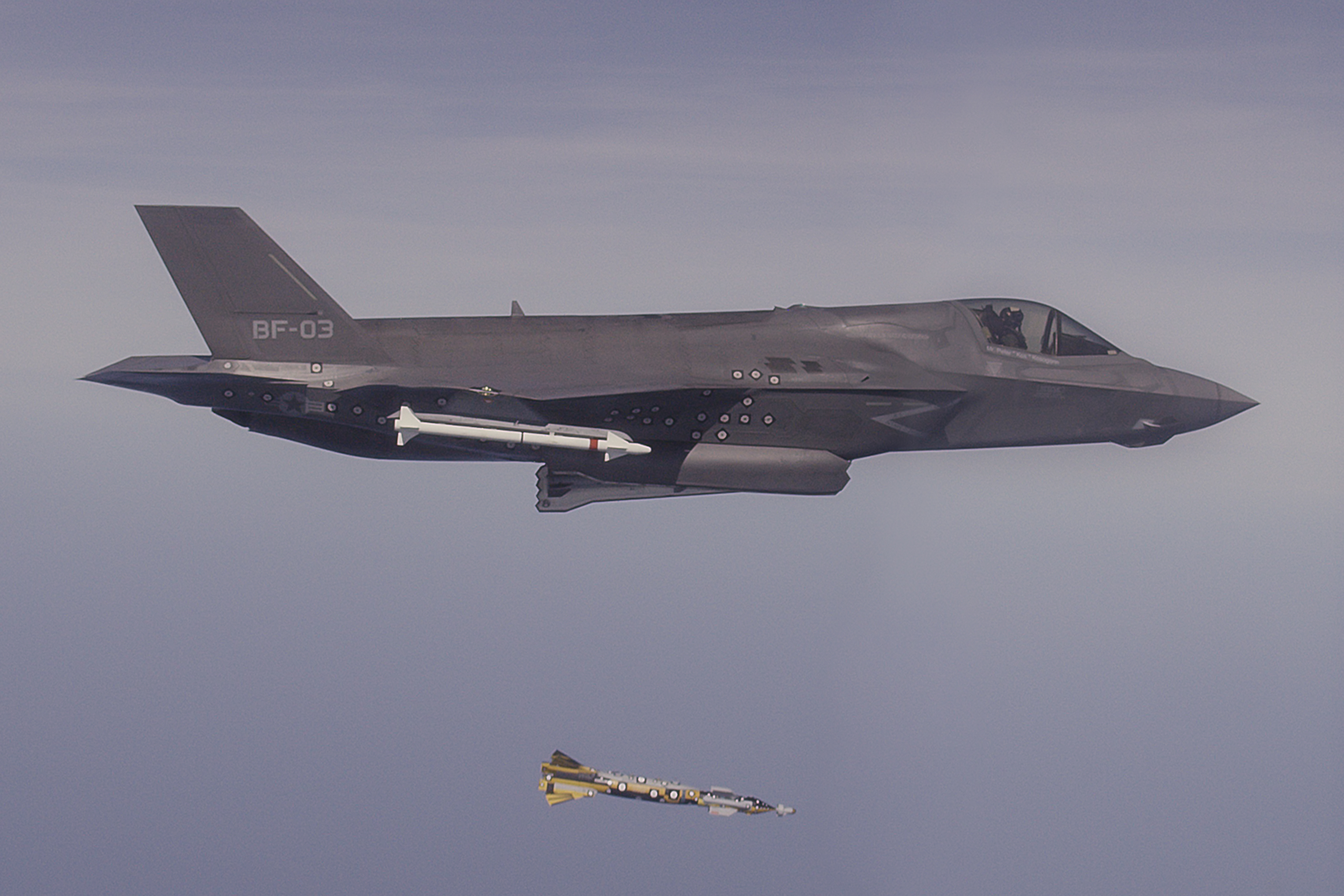
F-35B С бомбой Paveway IV

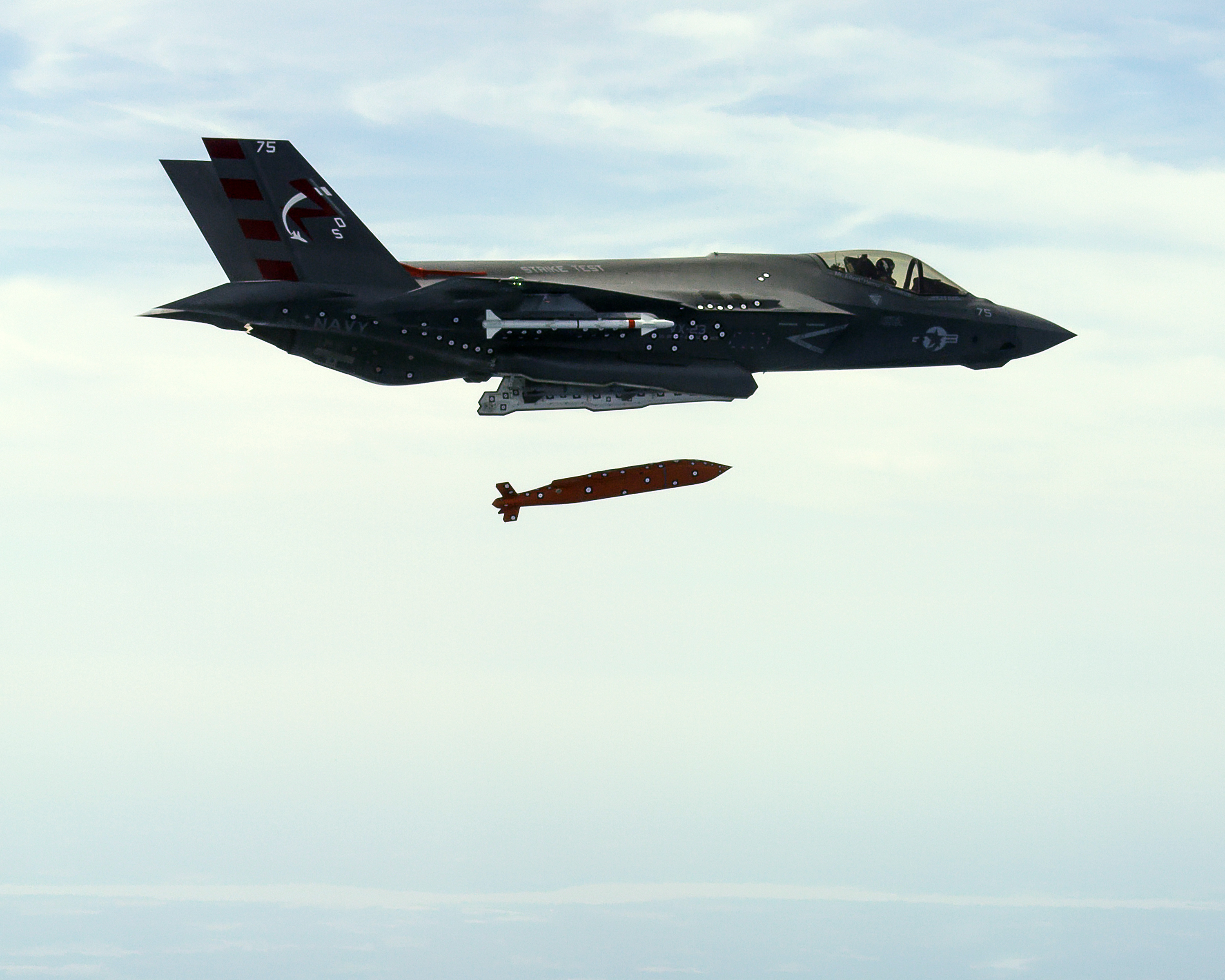
F-35 с бомбой AGM-154

Номенклатура: ракеты класса воздух-воздух AIM-9 Sidewinder, AIM-132 ASRAAM и AIM-120 AMRAAM, а также крылатые ракеты Storm Shadow и AGM-158 JASSM, корректируемые бомбы JDAM весом до 910 кг, кластерные бомбы CBU-103, CBU-104 и CBU-105 WCMD (Wind-Corrected Munitions Dispencer), управляемые авиационные бомбы AGM-154 Joint Standoff Weapon и противотанковые ракеты Brimstone.
В дополнение к базовым требованиям Норвегия и Австралия финансируют работы по приспособлению к F-35 перспективной противокорабельной ракеты Naval Strike Missile (NSM), которая получит название Joint Strike Missile (JSM).
По утверждению производителя, F-35 сможет запускать ракеты и корректируемые бомбы из внутренних отсеков на своих максимальных сверхзвуковых скоростях.

#### Ядерное оружие
К 2017 году, по достижении уровня развития ПО и БРЭО block 4, F-35 планируется вооружить тактической ядерной бомбой B61. Самолёт будет иметь возможность нести два боеприпаса мощностью от 0,3 до 340 кТ в тротиловом эквиваленте на внутренней подвеске. Изначально это требование было предъявлено только к F-35A, чётких сведений о других модификациях по этому вопросу нет. F-35A заменит истребитель F-16 в качестве основного носителя тактического ядерного оружия НАТО.

#### Пушечная установка
Специально для истребителя-бомбардировщика F-35 фирмой General Dynamics создана авиационная четырёхствольная пушка GAU-22/A калибра 25 мм. Пушка разработана на основе GAU-12, используемой на самолётах AV-8 Harrier II. Количество стволов уменьшено с пяти до четырёх, что позволило примерно на 20 кг уменьшить массу, объём на 20 % и повысить точность.
На модификации F-35A орудие установлено внутри самолёта, над и чуть позади левого воздухозаборника, боекомплект 180 снарядов.
Для модификаций F-35B и F-35C разработан подвесной контейнер с боекомплектом 220 снарядов, крепящийся под фюзеляжем, в задней части. При создании контейнера использовались технологии понижения заметности.
Истребители F-35A будут вооружены снарядами производства компании Rheinmetall — 25×137 мм Frangible Armour Piercing (FAP), (в ВВС США имеют маркировку PGU-48/B). Снаряды предназначены для уничтожения наземных и воздушных целей, в том числе бронированных. Внутри PGU-48/B находится вольфрамовый сердечник, который, проникая через препятствие, дробится на мелкие элементы, таким образом расширяя область поражения.
Характеристики авиапушки GAU-22/A:
| Масса без снарядов (орудия/встроенной системы/подвесного контейнера), кг | 104,3/189/334 |
| Скорострельность, выстр./мин                                             | 3000—3300     |
| Начальная скорость снаряда (HEI/API), м/с                                | 1085/1036     |
| Масса снаряда (HEI/API), граммов                                         | 184/215       |

## Модификации

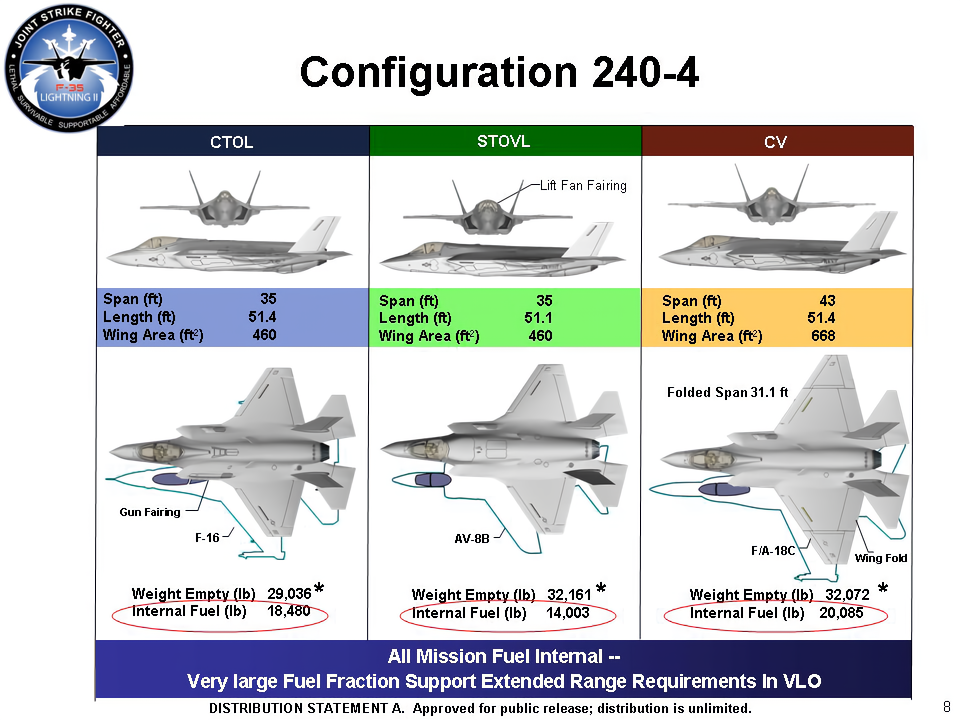
Три модификации F-35

Самолёт создаётся в трёх основных вариантах. 
Все варианты унифицированы на 70—90 %. Кроме того, на F-35 использованы многие технологические решения, отработанные на F-22.

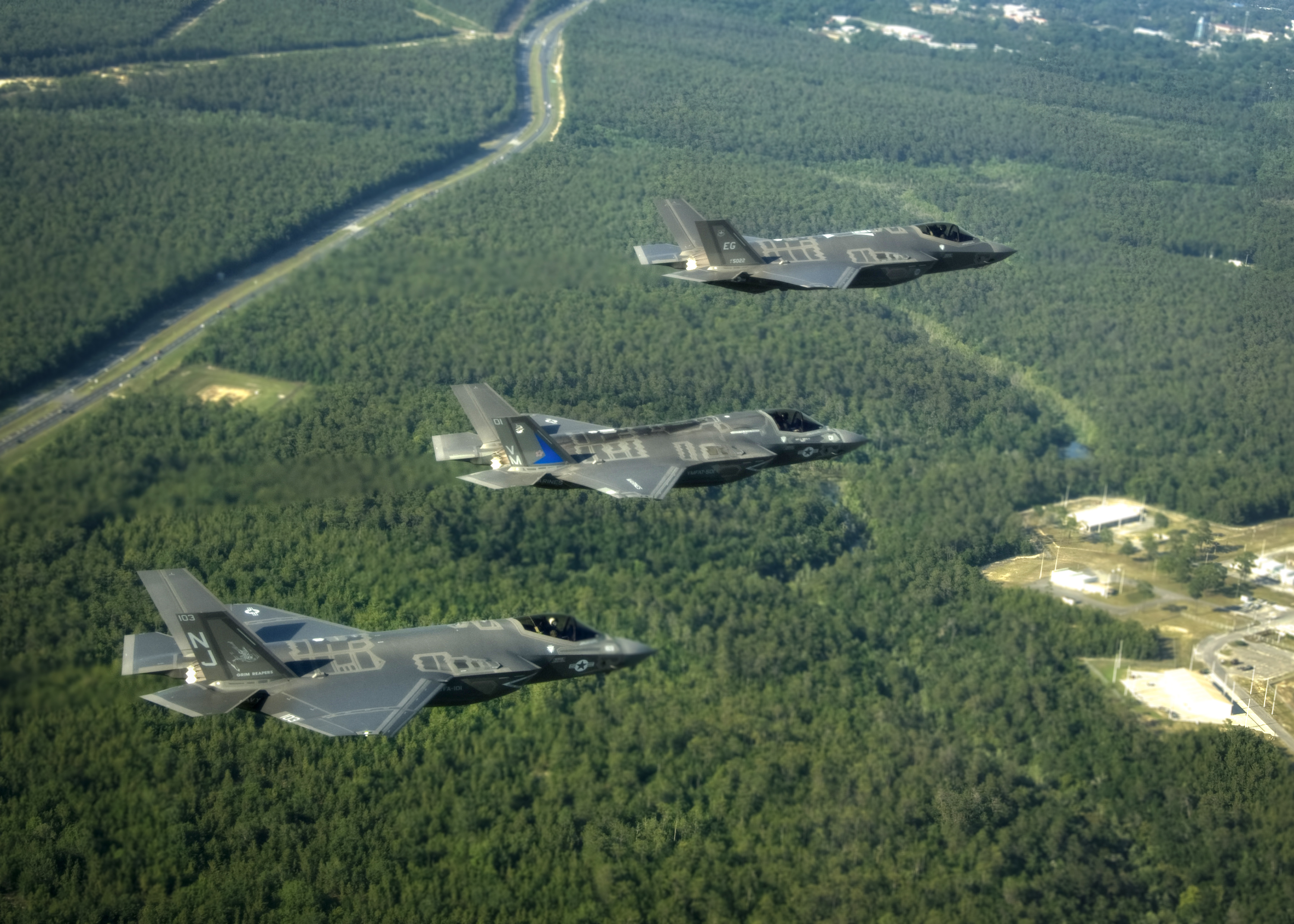
F-35A, F-35B и F-35C (сверху вниз) пролетают около авиабазы Эглин, май 2014 г.

### F-35A
F-35A — самолёт для ВВС США, самая технологически простая и, соответственно, облегчённая и дешёвая версия F-35. Именно она составит основу закупок странами-партнёрами и ожидаемого массового экспорта. Оснащён встроенной четырёхствольной 25-мм пушкой GAU-22/A.
- F-35I — самолёт для ВВС Израиля. После присоединения к программе JSF Израиль озвучил планы создания модификации F-35A с значительным количеством БРЭО собственного производства, в частности систем РЭБ и оборудования кабины, и интеграцией в СУО оружия собственного производства[39][40]. Степень того, насколько глубоко израильским инженерам будет позволено углубиться в модификацию самолёта зависит в первую очередь от объёмов закупок[41]. Израильские специалисты планировали установить на приобретаемые истребители целый ряд дополнительных систем из собственных разработок в области авионики и вооружений[42]. Командование ВВС ЦАХАЛа утвердило название израильской версии истребителя F-35I, которое было выбрано из 1700 предложенных имён. Самолёт было решено называть «Ади́р», что переводится как могучий, великий, сильный[43].
- CF-35 — самолёт для ВВС Норвегии. CF-35 будет отличаться от американского F-35A наличием тормозного парашюта, необходимого из-за опасности эксплуатации с обледенелых ВПП, и системы дозаправки топливом в полёте аналогичной той, которая установлена на F-35B/C — с помощью шланга, а не штанги, принятой в ВВС США[44]. Тормозной парашют устанавливается и на версии (планируемых ранее к поставке) машин для ВВС Канады, по той же причине.

### F-35B
F-35B — самолёт для Корпуса морской пехоты США и Королевского флота Великобритании. Корпус ВМФ Великобритании сформировал требования к очередной версии самолёта, что и стало его отличительной особенностью - короткий и вертикальный взлет. Технология была взята с советского истребителя Як-141 и британского истребителя BAE Harrier II. Только они имели технологии вертикального взлета/посадки. Эта главная отличительная черта — возможность укороченного взлёта и вертикального взлета/посадки. Оснащается подвесным контейнером с 25-мм пушкой GAU-22/A. В будущем должен составить основу авиагрупп новых УДК типа «Америка», по сути представляющих собой лёгкие авианосцы с ограниченными возможностями для высадки десанта и значительно расширенными, по сравнению с кораблями прошлого поколения «Уосп», возможностями авиагруппы.

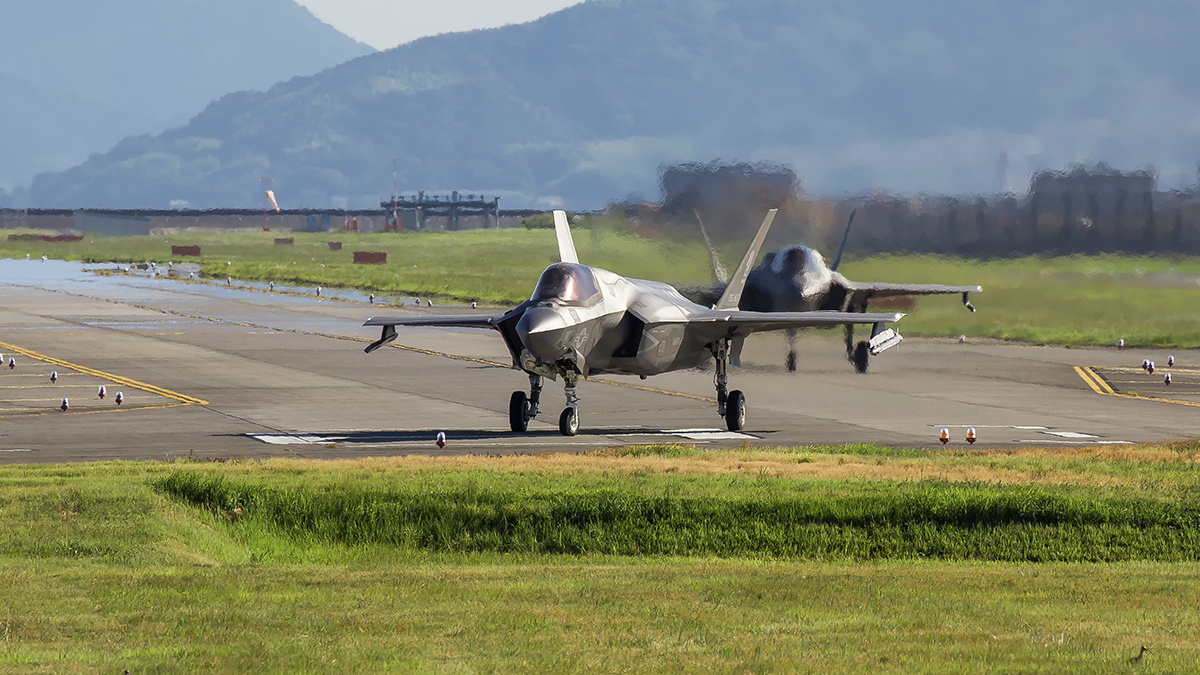
Пара F-35B на авиабазе КМП Ивакуни, 2019 г.

Также планируется базирование на авианосцах Великобритании класса «Куин Элизабет» и итальянском авианосце «Кавур».

### F-35C
F-35C — (палубный) самолёт для ВМС США. Вариант имеет увеличенную площадь крыла и хвостового оперения, позволяющего маневрировать на небольших скоростях при полётах с авианосцев; крыло большего размера позволяет также увеличить полезную нагрузку. Добавлен посадочный крюк.
По сравнению с F/A-18C, F-35C будет иметь вдвое больший боевой радиус действия.
В октябре 2010 года премьер-министр Великобритании Дэвид Кэмерон объявил о решении предпочесть для вооружения строящихся авианосцев Королевского флота Великобритании вместо F-35B версию с катапультным взлётом. Как причины были названы «большие боевые возможности и большая дальность полёта при меньшей цене», но 9 мая 2012 года было объявлено о решении вернуться к планам закупки F-35B. Основной причиной этого решения было нежелание нести крупные расходы (около 3 млрд долл.) на модернизацию своих авианосцев.
Обнаруженная у F-35C проблема состоит в неспособности к продолжительному полёту на сверхзвуковых скоростях на экстремально больших высотах, в противном случае самолёт может получить повреждения и потерять незаметность для противника (эта проблема может сделать невозможным сверхзвуковой перехват ВМС США самолётов противника с помощью этой модификации) — в случае продолжительного полёта на сверхзвуковой скорости на очень больших высотах потенциальный ущерб может быть нанесён не только корпусу самолёта и его обшивке, но и множеству антенн, находящихся в хвостовой части борта. О проблеме было известно ещё в 2019 году, в декабре этот вопрос был закрыт с пометкой «нет планов по исправлению».
До конца 2023 года компания Raytheon осуществит интеграцию в платформу F-35C новейшего авиационного боеприпаса JSOW-ER. Включение в арсенал F-35C новейшей бомбы даст флоту США принципиально новые возможности: за счёт оснащения бомбы турбореактивным двигателем Hamilton-Sundstrand TJ-150 удалось повысить её дальность полёта с примерно 100—130 километров (у базовой версии) до 560 километров; с помощью JSOW-ER можно поражать хорошо защищённые объекты без опасения входа самолёта-носителя в зону поражения ПВО.

## Производство
25 февраля 2011 года впервые поднялся в воздух первый серийный F-35 — AF-6, а 6 мая первый серийный самолёт (им оказался следующий серийный — AF-7, AF-6 был передан неделей позднее) был передан ВВС США. Самолёт был приписан к авиабазе Эдвардс в Калифорнии (поставка истребителя, находящегося в разработке, в войска состоялась раньше принятия его на вооружение, на базе Эдвардс лётчики-испытатели ВВС проводили заключительные испытания истребителя).
Крылья для F-35 Lightning II будут производиться в Израиле на заводах IAI (Israel Aerospace Industry). Контракт с компанией Локхид-Мартин будет подписан на 10—15 лет; сумма контракта — 2,5 миллиарда долларов. В 2013 году IAI уже приступила к организации конвейера для сборки крыльев F-35. К 2016 году на долю израильских производителей будет приходиться треть от общего числа производимых в мире крыльев для F-35; речь идёт примерно о восьмистах единицах в год.
| Страны           | F-35A | F-35B | F-35C | F-35I | Итого |
| ---------------- | ----- | ----- | ----- | ----- | ----- |
| Австралия        | 72    | —     | —     | —     | 72    |
| Бельгия          | 34    | —     | —     | —     | 34    |
| Великобритания   | —     | 138   | —     | —     | 138   |
| Германия         | 35    | —     | —     | —     | 35    |
| Греция           | 40    | —     | —     | —     | 40    |
| Дания            | 27    | —     | —     | —     | 27    |
| Израиль          | —     | —     | —     | 75    | 75    |
| Италия           | 75    | 40    | —     | —     | 115   |
| Канада           | 88    | —     | —     | —     | 88    |
| Нидерланды       | 52    | —     | —     | —     | 52    |
| Норвегия         | 52    | —     | —     | —     | 52    |
| Польша           | 32    | —     | —     | —     | 32    |
| Республика Корея | 65    | —     | —     | —     | 65    |
| Сингапур         | 8     | 12    | —     | —     | 20    |
| США              | 1763  | 280   | 413   | —     | 2456  |
| Турция           | 100   | —     | —     | —     | —     |
| Финляндия        | 64    | —     | —     | —     | 64    |
| Чехия            | 24    | —     | —     | —     | 24    |
| Швейцария        | 36    | —     | —     | —     | 36    |
| Япония           | 105   | 42    | —     | —     | 147   |
| Итого            | 2572  | 512   | 413   | 75    | 3572  |

В середине марта 2010 года появились сообщения, что Дания отказалась от планов по закупке самолётов F-35, но позднее стало известно, что на 2012 год запланировано проведение открытого конкурса, в котором в качестве основных соперников F-35 выступят F/A-18E/F «Super Hornet» фирмы Боинг и Saab JAS 39 Gripen. В июне 2016 года Парламент Дании согласился выделить 20 миллиардов крон (3 млрд долларов) на покупку 27 самолётов F-35 для замены стареющего авиапарка истребителей.
В 2011 году в Австралии шли переговоры об отказе от покупки сотни истребителей F-35A Lightning II. Австралия отложила покупку истребителей на два года. В соответствии с отчётом Австралийского института стратегической политики главными отрицательными факторами планировавшейся сделки стали завышение стоимости F-35 почти в два раза и задержка поставок самолётов на срок до 7 лет. Предполагалось, что за это отложенное время покупки Австралия закупит дополнительную партию из 24 самолётов F/A-18F Super Hornet, а половину уже имеющихся F/A-18F на вооружении переконвертирует в самолёты РЭБ EA-18 Growler.
В апреле 2021 года пентагон подтвердил исключение Турции из программы F-35 Причиной послужило покупка турецкой стороной российского ЗРК С-400, сказала РИА Новости представитель Пентагона Джессика Максвелл. "Наша позиция не изменилась. С-400 несовместимы с F-35, и участие Турции в программе (производства) было прекращено. Мы продолжаем продвигаться с процессом формального исключения Турции из партнерства по F-35, как и было объявлено в июле 2019 года", - сказал представитель Пентагона.
В октябре 2010 года ВВС Израиля договорились о закупке первой партии из 20 истребителей F-35 (96 млн долларов за самолёт, общая сумма сделки 2,75 млрд долларов). Израиль запросил от США разрешение на установку целого ряда дополнительных систем из собственных разработок в области авионики и вооружений на приобретаемые истребители; в конце сентября 2010 такое частичное разрешение было получено. При этом США поставили условие, что если Министерство обороны Израиля увеличит заказ на F-35, то ему будет позволено использовать на них бо́льшее число собственных систем и вооружений. В конце июня 2011 ВВС Израиля направили своих специалистов в США, где они возглавят группу, занимающуюся разработкой израильской версии самолёта — F-35I. Сообщалось, что они будут работать вместе с представителями Пентагона и компании Локхид-Мартин по вопросам, касающимся интеграции израильских технологий в истребитель. 
В рамках проходящего согласование в Генеральном штабе ВС страны долгосрочного плана закупки вооружений планировалась закупка ещё как минимум 20 истребителей, с тем, чтобы довести их количество до 40 единиц к 2020 году.
Поставку истребителей в Израиль планировалось начать во второй половине 2016 года, отправив в Израиль первые два самолёта для первой эскадрильи F-35. Израильские ВВС рассчитывали получить от Пентагона разрешение на начало обучения своих лётчиков ВВС раньше 2016 года — тогда же, когда американские лётчики начнут обучение на новом истребителе.
20 ноября 2011 года первый «международный» F-35 (им стал F-35B б/н BK-1, предназначенный для ВВС Великобритании) покинул сборочный цех. Его первый полёт планировался в ближайшие месяцы, а передача заказчику — в 2012 году. В Англии самолёт предполагалось использовать как для заключительных испытаний, так и для обучения лётного и технического личного состава.
13 апреля 2012 года совершил первый полёт самолёт с серийным номером BK-1 — первая машина для Великобритании и первая для зарубежных партнёров вообще.
6 августа 2012 года совершил первый полёт F-35A с серийным номером AN-1 — первый самолёт для Нидерландов и первая из «зарубежных» машин этой модификации.
К началу декабря компания Локхид-Мартин производила окончательную сборку машин четвёртой производственной серии, и уже десять машин совершили свои первые полёты. Сообщалось, что до конца 2012 года база ВВС США Эглин должна получить 20 серийных истребителей F-35 для обучения лётчиков и наземного технического персонала.
19 июня 2013 года вице-президент концерна Локхид-Мартин Стив О’Брайен заявил на авиасалоне в Ле-Бурже: «Израиль будет первой страной, после США, которая приобретёт истребители нового поколения F-35». Первая партия прибудет в Израиль уже в конце 2016 года. В ходе визита в США в октябре 2014 года министр обороны Израиля Моше Яалон договорился о закупке второй эскадрильи боевых самолётов пятого поколения F-35. Компания Локхид-Мартин обязалась поставить Израилю ещё 25 экземпляров F-35. Таким образом, общее число самолётов этого типа на вооружении ЦАХАЛа должно было составить 44. 28 ноября 2016 года Кабинет безопасности Израиля одобрил закупку 17 единиц F-35; общее количество заказанных самолётов составило 50 единиц.
Италия всего планирует закупить 60 истребителей F-35A, запланирована поставка 8 единиц. Помимо F-35A Италия заказала 30 истребителей F-35B — 15 для ВВС Италии и 15 для ВМФ Италии; на 2018 год Италия получила 1 истребитель F-35B.
Не так давно военно-промышленная корпорация «Локхид Мартин» заключила контракт с министерством обороны США на общую сумму 6,6 млрд долларов, согласно которому компания взяла обязательства по обслуживанию истребителей «F-35 Лайтнинг-2».
27 января 2024 года Пентагон сообщил, что госдеп одобрил продажу на $8,6 млрд истребителей F-35 Греции.

### За границей
Итальянский завод по производству F-35 в Новаре (FACO (Final Assembly and Check Out) вблизи авиабазы Камери, Северная Италия). 
В начале марта 2015 года со сборочного конвейера в Италии сошёл первый собранный за пределами США истребитель F-35, обозначенный как AL-1 — он стал первой из восьми машин, собранных на этом заводе. В мае 2017 года в Италии выпустили первый из 119 истребителей, который впоследствии был отправлен в Мэриленд (США), для сертификации и обучения персонала.
Италия намеревалась выполнять сборку как своих F-35 (ранее планировавшийся заказ в 131 истребитель был сокращён до 90 машин), так и предназначенных для ВВС Нидерландов истребителей этого типа.
Японская корпорация Mitsubishi Heavy Industries имея лицензию в 2013 году на сборку F-35. Крупноузловая сборка первого первого истребителя F-35, предназначенного для воздушных сил самообороны стартовало в декабре 2016 года, на предприятии корпорации в Нагое, самолёт собирают из готовых частей: — консолей крыла, фюзеляжа, хвостового оперения. Первый истребитель сборка которого началась в Японии, получил номер АХ-5, это пятый самолёт такого типа, предназначенный для Японии; первые четыре F-35 в настоящее время собираются в США на предприятии компании Lockheed Martin. Япония стала второй страной в которой производят самолёты F-35 за пределами США.

### Стоимость
На разработку самолёта на апрель 2011 года было затрачено свыше 56 млрд долларов. Согласно заявлению президента Д. Трампа, полная стоимость проекта составила 400 миллиардов (вместо 380 в 2013), стоимость одной машины в среднем превысила 150 миллионов, без вооружения и обслуживания (24 000 в час что близко к лётному часу F-16), под полной стоимостью понимается план на закупку всех (более чем 2000) самолётов, и только отказ от закупок может сократить сумму.
Стоимость как мелкосерийных (LRIP), так и крупносерийных (FRP) образцов:
| Дата контракта     | Партия  | Кол-во и вариант                            | Стоимость единицы (млн долл.)                                 | Примечания |
| Апрель 2007 года   | LRIP-1  | F-35A — 2 ед.                               | 221,2 (без двигателя)                                         | |
| Июль 2007 года     | LRIP-2  | F-35A — 6 ед.                               | 161,7 (без двигателя)                                         | Стоимость партии повысилась с 771 млн до 1,15 млрд. |
| Май 2008 года      | LRIP-3  | F-35A — 9 ед. F-35B — 12 ед.                | 128,2 (в среднем за ед.) (без двигателя)                      | Согласно отчётам Пентагона, стоимость двигателей (LRIP-3): F-35A — 16 млн, F-35B — 38 млн Партия содержит 2 F-35B для ВВС Великобритании и 1 F-35A для ВВС Нидерландов.                           |
| Ноябрь 2009 года   | LRIP-4  | F-35A — 13 ед. F-35B — 15 ед. F-35C — 4 ед. | F-35A — 111,6 F-35B — 109,4 F-35C — 142,9 (без двигателя)     | Первая партия с фиксированной ценой. Общая стоимость партии — 3,4 млрд |
| Декабрь 2011 года  | LRIP-5  | F-35A — 22 ед. F-35B — 3 ед. F-35C — 7 ед.  | F-35A — 107 F-35B — ? F-35C — ? (без двигателя)               | Общая стоимость партии — 4 млрд |
| Сентябрь 2013 года | LRIP-6  | F-35A — 23 ед. F-35B — 6 ед. F-35C — 7 ед.  | F-35A — 103 F-35B — 109 F-35C — 120 (без двигателя)           | Общая стоимость партии — 4,4 млрд |
| Сентябрь 2013 года | LRIP-7  | F-35A — 24 ед. F-35B — 7 ед. F-35C — 4 ед.  | F-35A — 98 F-35B — 104 F-35C — 116 (без двигателя)            | Общая стоимость партии — 3,9 млрд |
| Ноябрь 2014 года   | LRIP-8  | F-35A — 19 ед. F-35B — 6 ед. F-35C — 4 ед.  | F-35A — 94,8 F-35B — 102 F-35C — 115,7 (без двигателя)        | Общая стоимость партии 4,6 млрд. Включает в себя 14 единиц для Израиля, Японии, Норвегии, Британии и Италии.                                                                                      |
| Ноябрь 2015 года   | LRIP-9  | F-35A — 42 ед. F-35B — 13 ед. F-35C — 2 ед. | F-35A — 102,1 F-35B — 131,6 F-35C — 132,2 (включая двигатель) | Общая стоимость партии — 6.1 млрд. Включает 23 единицы для Британии, Норвегии, Италии, Японии и Израиля.                                                                                          |
| 2016 год (план)    | LRIP-10 | F-35A — 76ед. F-35B — 12ед. F-35C — 42ед.   | F-35A — 94,6 F-35B — 122,8 F-35C — 121,8 (включая двигатель)  | Общая партия составляет — 9,5 млрд. 3 F-35B для Великобритании,6 F-35A Норвегии,35 F-35A Австралии,4 F-35A Японии,6 F-35A Израиля,6 F-35A Южной Кореи.                                            |
| 2017 год (план)    | LRIP-11 | F-35A — 102ед. F-35B — 25ед. F-35C — 14ед.  | F-35A — 89,2 F-35B — 115,5 F-35C — 107,7 (включая двигатель)  | Партия включает: 48 F-35A для ВВС США,18 F-35B для КПМ США,8 F-35C для ВМС США,8 F-35A для Нидерландов,6 F-35A для Норвегии, 8 F-35A для Австралии,1 F-35A для Италии,1 F-35B для Великобритании. |
| 2018 год (план)    | LRIP-12 | 107 (план)                                  | F-35A — 82,4 F-35B — 108 F-35C — 103,1 (включая двигатель)    | Партия включает: 64 F-35A для ВВС США,26 F-35B для КПМ США,16 F-35C для ВМС США. Первоначально LRIP-12 должен был стать первым лотом FRP — это было отложено Пентагоном.                          |
| 2019 год (план)    | LRIP-13 | н/д                                         | F-35A — 83,4 F-35B — 108,1 F-35C — 93,3 (включая двигатель)   | Лоты 12,13,14 будут включать в себя: 478 самолётов (291 для вооруженных сил США,121 для международных партнёров и 60 для клиентов FMS).Общая стоимость заказа 34 млрд.                            |
| 2020 год (план)    | LRIP-14 | н/д                                         | F-35A — 77,9 F-35B — 101,3 F-35C — 94,4 (включая двигатель)   | Ожидаемая стоимость по состоянию на март 2012. |
| 2021 год (план)    | FRP     | н/д                                         |                                                               | Ожидаемая стоимость по состоянию на март 2012. |

15 февраля 2012 года было объявлено о решении министерства обороны США отложить покупку в общей сложности 179 истребителей F-35. В тот же день Джампаоло Ди Паола, министр обороны Италии, объявил о планах сократить заказ с 131 до 90 F-35. По словам министра, Италия потратила на программу F-35 в общей сложности 2,5 млрд евро.
В ноябре 2014 года корпорация Локхид-Мартин и минобороны США заключили контракт на поставку очередной партии самолётов F-35. Сумма сделки — 4,7 миллиарда долларов. Всего закуплено 43 самолёта, 29 из которых для американских ВВС. Остальные будут поставлены Израилю, Японии, Норвегии, Великобритании и Италии.
Средняя цена самолёта на 3,5 % ниже, чем в предыдущем контракте и на 57 % ниже, чем у первой партии. Один самолёт модификации A будет стоить 94,8 миллиона долларов, модификации B — 102 миллиона, модификации C для морской авиации — 115,7 миллиона. Все эти цены не включают цену двигателя, учитывая контракт в 1,05 миллиарда долларов с компанией Pratt & Whitney на поставку авиационных двигателей для этой партии самолётов, цена каждой модификации возрастает на примерно 24,4 миллиона долларов, составляя: 119,2 млн долларов для F-35A; 126,4 млн долларов для F-35B и 140,1 млн долларов для F-35C.
После того как в конце 2016 года избранный президент Д. Трамп подверг критике программу создания новейшего боевого самолёта из-за её стоимости, корпорация Локхид-Мартин объявила о снижении стоимости истребителей F-35 до 85 млн долларов в 2019 году.
На рубеже производства 200 машин цена за F-35 упадёт до 85 млн за шт.
В сентябре 2018 года Министерство обороны США и компания Локхид-Мартин финализировали контракт на сумму 11,5 млрд долл США на производство и поставку 11-й партии истребителей F-35 в количестве 141 самолёта по самой низкой цене за единицу за всю историю программы. Стоимость самолёта снижается 11-й год подряд. Цена одного F-35A, включая планер и двигатель, составляет 89,2 млн долл (на 5,4 % ниже, чем в предыдущей партии — 94,3 млн). Цена F-35B снижена до 115,5 млн (было 122,4 млн), F-35C — 107,7 млн (было 121,2 млн). Ставится задача к 2020 году снизить стоимость одного F-35A до 80 млн долл.
По заявлению Министерства обороны США стоимость F-35A будет составлять 82,4 миллиона долларов в 2020 году, 79,17 миллиона долларов в 2021 году и 77,9 миллиона долларов в 2022 году.

## Операторы

Операторы варианта/ов:
F-35A, F-35B, F-35C (США);
F-35A, F-35B (Италия);
F-35A (Австралия, Дания, Нидерланды, Норвегия, Республика Корея, Япония);
F-35B (Великобритания);
F-35I (Израиль);
Возможные операторы (Бельгия, Германия, Греция, Канада, Польша, Сингапур, Финляндия, Чехия, Швейцария).

### Текущие

#### Австралия
- КВВС Австралии — обладают 63 F-35A из запланированных 72.[128]
  - Авиационное командование
    - Авиационная боевая группа
      - 81-е крыло (авиабаза Уильямтаун, Ньюкасл, Австралия)
        - 2-е подразделение оперативного преобразования
        - 3-я эскадрилья
        - 75-я эскадрилья (авиабаза Тиндал, Кэтрин, Австралия)
        - 77-я эскадрилья

#### Великобритания
- Королевские военно-воздушные силы — разделяют с ВМФ 36 F-35B (1 утерян в аварии).[129] Запланирована покупка 138 F-35B.[58]
  - Авиационное командование
    - 1-я группа
      - Авиабаза Мархэм (Кингс-Линн, Великобритания)
        - 207-я эскадрилья  — эскадрилья оперативного преобразования, обучает персонал для F-35B.
        - 617-я эскадрилья (авианосцы типа «Куин Элизабет»)

      - Центр воздушно-космической войны
        - Лётная дивизия
          - XVII испытательно-оценочная эскадрилья (авиабаза Эдвардс, Розамонд, Калифорния) — 3 F-35B находятся на авиабазе Эдвардс, США, в рамках программы разработки F-35.
- Королевский военно-морской флот — разделяет с ВВС 34 F-35B.[129]
  - Воздушные силы флота
    - 809-я авиационная эскадрилья ВМС (Авиабаза Мархэм, Кингс-Линн, Великобритания; авианосцы типа «Куин Элизабет») — истребители эскадрильи обслуживаются совместно с ВВС.

#### Дания
- КВВС Дании — обладают 4 F-35A, и ещё 6 находятся на авиабазе Люк, США, для подготовки датского персонала.[130] Запланирована покупка 27 F-35A в 2023—2027 гг.[61]
  - Истребительное крыло Скрюдструп (авиабаза Скрюдструп, Войенс, Дания)
    - 727-я эскадрилья — эксплуатирует F-35A вместе с F-16, пока Дания не получит больше машин.

#### Израиль
- ВКС Израиля — обладают 39 F-35I, из них номер AS-15 — испытательный.[131] Запланирована покупка 75 F-35I.[62]
  - Авиабаза Неватим (Беэр-Шева, Израиль)
    - 116-я эскадрилья
    - 117-я эскадрилья — эксплуатирует 2 F-35I из 116-й и 140-й эскадрилий, пока Израиль не получит больше машин.
    - 140-я эскадрилья

  - Авиабаза Тель-Ноф (Реховот, Израиль)
    - 5601-я эскадрилья лётно-испытательного центра — располагает испытательным F-35I номер AS-15.

#### Италия
- ВВС Италии — обладают 24 F-35A, из них 2 находятся на авиабазе Люк, США, для подготовки итальянского персонала, и 2 F-35B.[132][133] Для ВВС запланирована покупка 60 F-35A и 15 F-35B.[63]
  - Командование боевых сил
    - 6-е крыло (авиабаза Геди, Геди, Италия)
      - 102-я эскадрилья

    - 32-е крыло (авиабаза Амендола, Фоджа, Италия)
      - 13-я эскадрилья — эксплуатирует F-35A и 2 F-35B.
- ВМС Италии — обладают 6 F-35B из запланированных 15 для ВМС.[133]
  - Военно-морская авиация
    - Группа палубных самолётов (авиабаза Гротталье, Гротталье, Италия)

#### Нидерланды
- КВВС Нидерландов — обладают 29 F-35A, ещё 8 находятся на авиабазе Люк, США, для подготовки нидерландского персонала.[134] Запланирована покупка 52 F-35A до 2025 г.[66]
  - Авиабаза Леуварден (Леуварден, Нидерланды)
    - 322-я эскадрилья

  - Авиабаза Фолкл (Уден, Нидерланды)
    - 313-я эскадрилья

#### Норвегия
- КВВС Норвегии — обладают 35 F-35A, ещё 9 находятся на авиабазе Люк, США, для подготовки норвежского персонала.[135] Запланирована покупка 52 F-35A.
  - 132-е авиакрыло (авиабаза Эрланн, Брекстад, Норвегия)
    - 331-я эскадрилья
    - 332-я эскадрилья

#### Республика Корея
- ВВС Республики Корея — обладают 39 F-35A (1 утерян в аварии), полученными в 2019—2022 гг., и планируют дополнительно закупить до 25 F-35A с возможностью модернизации авиапарка до Block 4.[70][136][137]
  - Оперативное командование ВВС
    - Боевое авиационное командование
      - 17-е истребительное крыло (авиабаза Чхонджу, Чхонджу, Республика Корея)
        - 151-я истребительная эскадрилья
        - 152-я истребительная эскадрилья

#### США
- ВВС США — обладают 334 F-35A по состоянию на 30.9.2022.[138] Запланировано производство 1763 F-35A, которое при нынешних темпах будет длится до 2040-х годов.[72][139]
  - Боевое авиационное командование — 122 F-35A.
    - 53-е крыло
      - 53-я испытательно-оценочная группа (авиабаза Неллис, Лас-Вегас, Невада)
        - 422-я испытательно-оценочная эскадрилья

      - 753-я испытательно-оценочная группа (авиабаза Эдвардс, Розамонд, Калифорния)
        - 31-я испытательно-оценочная эскадрилья

    - 57-е крыло (авиабаза Неллис, Лас-Вегас, Невада)
      - 57-я оперативная группа
        - 65-я эскадрилья агрессоров

      - Оружейная школа ВВС США
        - 6-я оружейная эскадрилья

    - 325-е истребительное крыло (авиабаза Тиндалл, Панама-Сити, Флорида)
      - 325-я оперативная группа
        - 95-я истребительная эскадрилья

    - 388-е истребительное крыло (авиабаза Хилл, Солт-Лейк-Сити, Юта)
      - 388-я оперативная группа
        - 4-я истребительная эскадрилья
        - 34-я истребительная эскадрилья
        - 421-я истребительная эскадрилья

    - 495-я истребительная группа
      - 315-я истребительная эскадрилья (авиабаза Берлингтон, Саут-Берлингтон, Вермонт)
      - 378-я истребительная эскадрилья (авиабаза Труакс Филд, Мадисон, Висконсин)

  - Военно-воздушные силы Соединённых Штатов в Европе — Военно-воздушные силы Африки
    - 48-е истребительное крыло (Лейкенхит, Кембридж, Великобритания)
      - 48-я оперативная группа
        - 493-я истребительная эскадрилья
        - 495-я истребительная эскадрилья

  - Командование материально-технического обеспечения военно-воздушных сил — 2 F-35A.
    - 412-е испытательное крыло (авиабаза Эдвардс, Розамонд, Калифорния)
      - 412-я оперативная группа
        - 461-я лётно-испытательная эскадрилья

  - Командование резерва военно-воздушных сил
    - 419-я истребительное крыло (авиабаза Хилл, Солт-Лейк-Сити, Юта)
      - 419-я оперативная группа
        - 466-я истребительная эскадрилья

    - 944-е истребительное крыло (авиабаза Люк, Финикс, Аризона)
      - 944-я оперативная группа
        - 52-я истребительная эскадрилья

  - Тихоокеанские военно-воздушные силы — 54 F-35A.
    - 354-е истребительное крыло (авиабаза Эйлсон, Фэрбанкс, Аляска)
      - 354-я оперативная группа
        - 355-я истребительная эскадрилья
        - 356-я истребительная эскадрилья

  - Учебно-тренировочное авиационное командование — 140 F-35A.
    - 33-е истребительное крыло (авиабаза Эглин, Валпарайсо, Флорида)
      - 33-я оперативная группа
        - 58-я истребительная эскадрилья
        - 60-я истребительная эскадрилья

    - 56-е истребительное крыло (авиабаза Люк, Финикс, Аризона)
      - 56-я оперативная группа
        - 61-я истребительная эскадрилья
        - 62-я истребительная эскадрилья
        - 63-я истребительная эскадрилья
        - 308-я истребительная эскадрилья
        - 310-я истребительная эскадрилья
- Воздушная национальной гвардия — обладают 20 F-35A по состоянию на 30.9.2022.[138]
  - Воздушная национальная гвардия Алабамы
    - 187-е истребительное крыло (авиабаза Дэннелли Филд, Монтгомери, Алабама)
      - 187-я оперативная группа
        - 100-я истребительная эскадрилья

  - Воздушная национальная гвардия Вермонта
    - 158-е истребительное крыло (авиабаза Берлингтон, Саут-Берлингтон, Вермонт)
      - 158-я оперативная группа
        - 134-я истребительная эскадрилья

  - Воздушная национальная гвардия Висконсина
    - 115-е истребительное крыло (авиабаза Труакс Филд, Мадисон, Висконсин)
      - 115-я оперативная группа
        - 176-я истребительная эскадрилья
- ВМС США — обладают 96 F-35C по состоянию на март 2023 г.[140] Запланирована покупка 273 F-35C.[72]
  - Тихоокеанский флот Соединённых Штатов
    - Третий флот Соединённых Штатов
      - Авианосная ударная группа 1 (флагман — Карл Винсон (CVN-70))
        - Палубное авиакрыло 2
          - VFA-97 (авиабаза ВМС Лемор, Лемор, Калифорния)

    - Крыло Joint Strike Fighter (авиабаза ВМС Лемор, Лемор, Калифорния)
      - VFA-125
      - VFA-147

    - VX-9 (оружейная авиабаза ВМС Чайна Лейк, Риджкрест, Калифорния)

  - Командование системами ВМС США
    - Командование авиационными системами ВМС (авиабаза Патаксент Ривер, Мэриленд)
      - Центр воздушной войны ВМС
        - VX-23
- КМП США — обладает 190 F-35B и 19 F-35C по состоянию на 2023 г.[141] Запланирована покупка 353 F-35B и 67 F-35C.[72]
  - Авиационный боевой элемент
    - 1-е авиакрыло морской пехоты
      - 12-я авиагруппа морской пехоты (авиабаза КМП Ивакуни, Ивакуни, Япония)
        - VMFA-121
        - VMFA-242

    - 2-е авиакрыло морской пехоты
      - 14-я авиагруппа морской пехоты (авиабаза КМП Черри Пойнт, Хэвлок, Северная Каролина)
        - VMFA-542

      - 31-я авиагруппа морской пехоты (авиабаза КМП Бьюфорт, Бьюфорт, Южная Каролина)
        - VMFAT-501

    - 3-е авиакрыло морской пехоты
      - 11-я авиагруппа морской пехоты (авиабаза КМП Мирамар, Сан-Диего, Калифорния)
        - VMFA-311 — эксплуатирует F-35C.
        - VMFA-314 — эксплуатирует F-35C. Находится под командованием 11-й авиагруппы морской пехоты, но развёртывается с Палубным авиакрылом 9 из Авианосной ударной группы 3 (флагман — Авраам Линкольн (CVN-72)).
        - VMFAT-502

      - 13-я авиагруппа морской пехоты (авиабаза КМП Юма, Юма, Аризона)
        - VMFA-122
        - VMFA-211
        - VMFA-214
        - VMFA-225

  - VMX-1 (авиабаза КМП Юма, Юма, Аризона)

#### Япония
- Воздушные силы самообороны Японии — обладают 39 F-35A (1 утерян в аварии).[142] Запланирована покупка 105 F-35A и 42 F-35B (Первый должен быть поставлен в 2025 г.).[78][143]
  - Командование ПВО
    - Северные силы ПВО
      - 3-е авиакрыло (авиабаза Мисава, Мисава, Япония)
        - 3-я авиагруппа
          - 301-я тактическая истребительная эскадрилья
          - 302-я тактическая истребительная эскадрилья

### Возможные

#### Бельгия
- Воздушный компонент Бельгии — запланирована покупка 34 F-35A с началом поставок в 2024 г.[144]

#### Германия
- Люфтваффе — запланирована покупка 35 F-35A с поставкой первых 8 в 2026 г.[145]

#### Греция
- ВВС Греции — запланирована покупка до 40 F-35A с началом поставок в 2027—2028 г.[146]

#### Канада
- КВВС Канады — запланирована покупка 88 F-35A с началом поставок в 2026 г.[147]

#### Польша
- ВВС Польши —  32 F-35A Block 4 в 2024—2030 гг. с началом поставок в Польшу в 2026 г.[68][148]

#### Сингапур
- ВВС Сингапура — запланирована покупка 8 F-35A и 12 F-35B с началом поставок F-35B в 2026 г. и F-35A в 2030 г.[71]

#### Финляндия
- ВВС Финляндии — запланирована покупка 64 F-35A Block 4 в 2026—2030 гг.[149]

#### Чехия
- ВВС Чехии — запланирована покупка 24 F-35A Block 4 с началом поставок в 2031 г.[76][150]

#### Швейцария
- ВВС Швейцарии — запланирована покупка 36 F-35A в 2027—2030 гг.[151]

## Эксплуатация
Оценочная долгосрочная стоимость эксплуатации 2443 самолётов F-35, по данным аналитической группы при Министерстве Обороны США переданным в Конгресс 15 апреля 2011 года, в течение 30 лет при налёте в 8000 часов на каждый самолёт, с учётом инфляции может превысить 1 триллион долларов (ранее, в 2009 году она оценивалась в 915 млрд долларов США).
Час полёта F-35 обойдётся в 30,7 тыс. долларов (2011), что сопоставимо с аналогичным показателем истребителя четвёртого поколения F-15; к 2017 году расходы на боевое применение машины выросли до 44 тыс. долларов в час. В январе 2020 года было заявлено, что затраты на содержание одного самолёта продолжают снижаться четвёртый год подряд (с 2015 года на 35 %).
Полная стоимость создания и обслуживания самолёта до утилизации составит, по подсчётам, 670 млн долларов, что намного дороже равной массы золота.
В январе 2019 года стало известно о планах списания первых истребителей укороченного взлёта и вертикальной посадки F-35B к 2026 году, когда самолёты преодолеют порог налёта в 2100 часов; при этом требования к данному типу истребителей, прописанные в проектной документации, предполагают предельно возможный налёт не менее 8000 часов. Планируется[когда?] внесение изменений в конструкцию ранних истребителей, которые позволят продлить срок их эксплуатации до проектной.

### Боевое применение

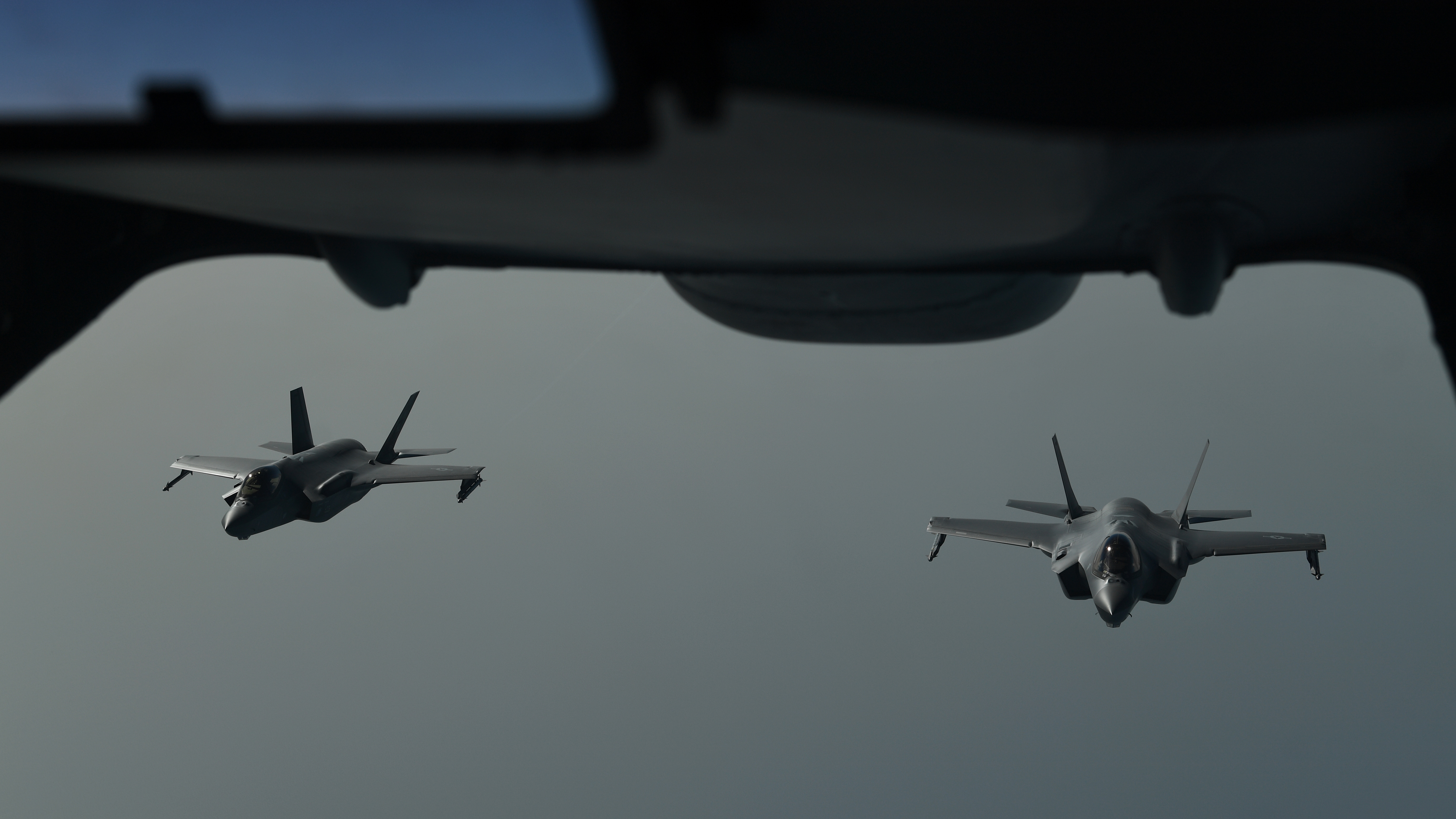
Два F-35A ВВС США в патрулировании над Ираком. 26 апреля 2019 года.

Впервые в боевой обстановке, для атаки целей в Сирии, F-35 был применён Армией обороны Израиля в мае 2018 года. В 2019 году Израиль продолжил нанесение ударов посредством F-35.
27 сентября 2018 года пресса сообщила, что КМП США впервые нанесли удар самолётами F-35В по позициям группировки «Талибан» в Афганистане. Сообщалось о «более, чем 100 боевых вылетов» в Афганистан, Ирак и Сирию в ходе развёртывания в регионе универсального десантного корабля типа «Уосп» LHD-2 «Essex».
15 апреля 2019 года Министерство обороны США сообщило о первом развёртывании на Ближнем Востоке истребителей F-35A ВВС США из состава 388-го и 419-го Истребительных авиакрыльев. Самолёты были развёрнуты на американской авиабазе в Эд-Дафра, ОАЭ.
26 апреля они начали полёты на боевое патрулирование, а 30 апреля одна из машин нанесла авиаудар корректируемой авиабомбой семейства JDAM по туннелю боевиков ИГИЛ со складом боеприпасов неподалёку от Вади Ашай, Ирак.
ВВС США впервые использовали F-35А в боевых условиях 30 апреля 2019 года. Два самолёта совершили авиаудар в операции «Непоколебимая решимость» для уничтожения сети туннелей в Хамрине, используемой ИГ для хранения и транспортировки оружия
15 марта 2021 года F-35I ВВС Израиля уничтожил два иранских беспилотника, которые «попытались проникнуть в Израиль»

## Аварии, крушения
28 сентября 2018 года в 11:45 F-35B (с/н BF-21, р/н 168719), приписанный к 501-й учебной эскадрилье морских ударных истребителей КМП США, потерпел крушение в 8 км к западу от станции авиации «Бьюфорт» в Южной Каролине. Пилот катапультировался. По данным CBS News, это первый случай крушения для всего семейства истребителей F-35.
9 апреля 2019 года в 19:30 F-35А (с/н AX-05, р/н 79-8705), приписанный к 302-й эскадрилье ВВС Японии, потерпел крушение над Тихим океаном в 135 км к востоку от базы «Мисава» в префектуре Аомори Японии при выполнении тренировочного полёта.
19 мая 2020 года в 21:26 F-35A (с/н AF-64, р/н 12-5053), приписанный к 58-й истребительной эскадрилье ВВС США, разбился при заходе на посадку на авиабазу «Эглин» во Флориде. Пилот катапультировался.
29 сентября 2020 года в 16:00 F-35B КМП США разбился недалеко от базы морской авиации «Эль-Сентро» после столкновения над Калифорнией с воздушным танкером KC-130J, приписанным к 352-й транспортной эскадрилье. Лётчик катапультировался.
17 ноября 2021 года в 10:00 F-35B (с/н BK-18, р/н ZM152), приписанный к 617-й эскадрилье Королевских ВВС Великобритании, упал в Средиземное море. Пилот катапультировался и был спасен экипажем авианосца «Куин Элизабет», с которого он выполнял взлёт.
24 января 2022 года F-35C (с/н CF-30, р/н 169304), приписанный к 147-му истребительному авиакрылу ВМС США, потерпел крушение при посадке на авианосец «Карл Винсон». Самолёт ударился о палубу и упал в Южно-Китайское море. Лётчик катапультироваться.
19 октября 2022 года в 18:15 F-35A, приписанный к 388-му истребительному авиакрылу ВВС США, разбился на северном конце взлетно-посадочной полосы авиабазы «Хилл» в Огдене штата Юта. Пилот катапультировался.
15 декабря 2022 года в 10:00 F-35B (с/н BF-148, р/н 170061), предназначенный для передачи КМП США, потерпел аварию на авиабазе «Форт-Уэрт» в штате Техас при попытке вертикальной посадки. Самолёт ударился передней частью о посадочную полосу, пилот катапультировался.
17 сентября 2023 года F-35B, приписанный к эскадрилье VMFAT-501 КМП США, взлетевший с авиационной станции «Бьюфорт», разбился в 70 милях к северу от Чарльстона, в округе Флоренс штата Южная Каролина.
28 мая 2024 года, в 13:48 F-35B вскоре после взлёта разбился к юго-западу от авиабазы «Киртланд», недалеко от международного аэропорта «Альбукерке» в штате Нью-Мексико. Пилот госпитализирован с серьёзными травмами.
28 января 2025 года, в 12:49 F-35 354-го истребительного крыла разбился во время учебного полёта при посадке на авиабазе Эйлсон на Аляске. Пилот катапультировался и выжил.
30 июня 2025, F-35C 125-го истребительного крыла разбился во время учебного полёта на базе военно-морской авиации Лемур в штате Калифорнии. Пилот катапультировался и выжил.

## Лётно-технические характеристики
Источники:

### Габариты

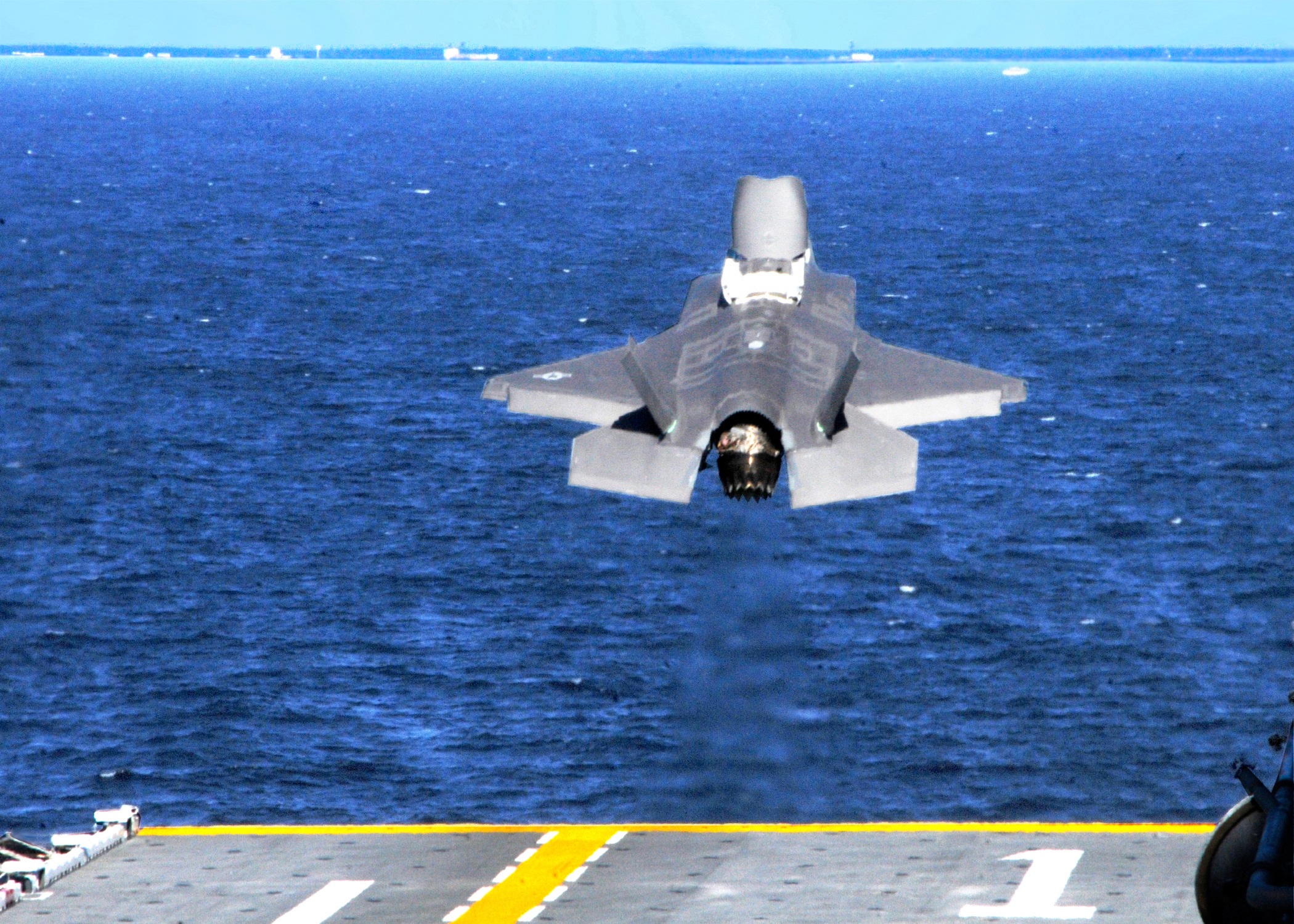
F-35B в процессе вертикального взлёта

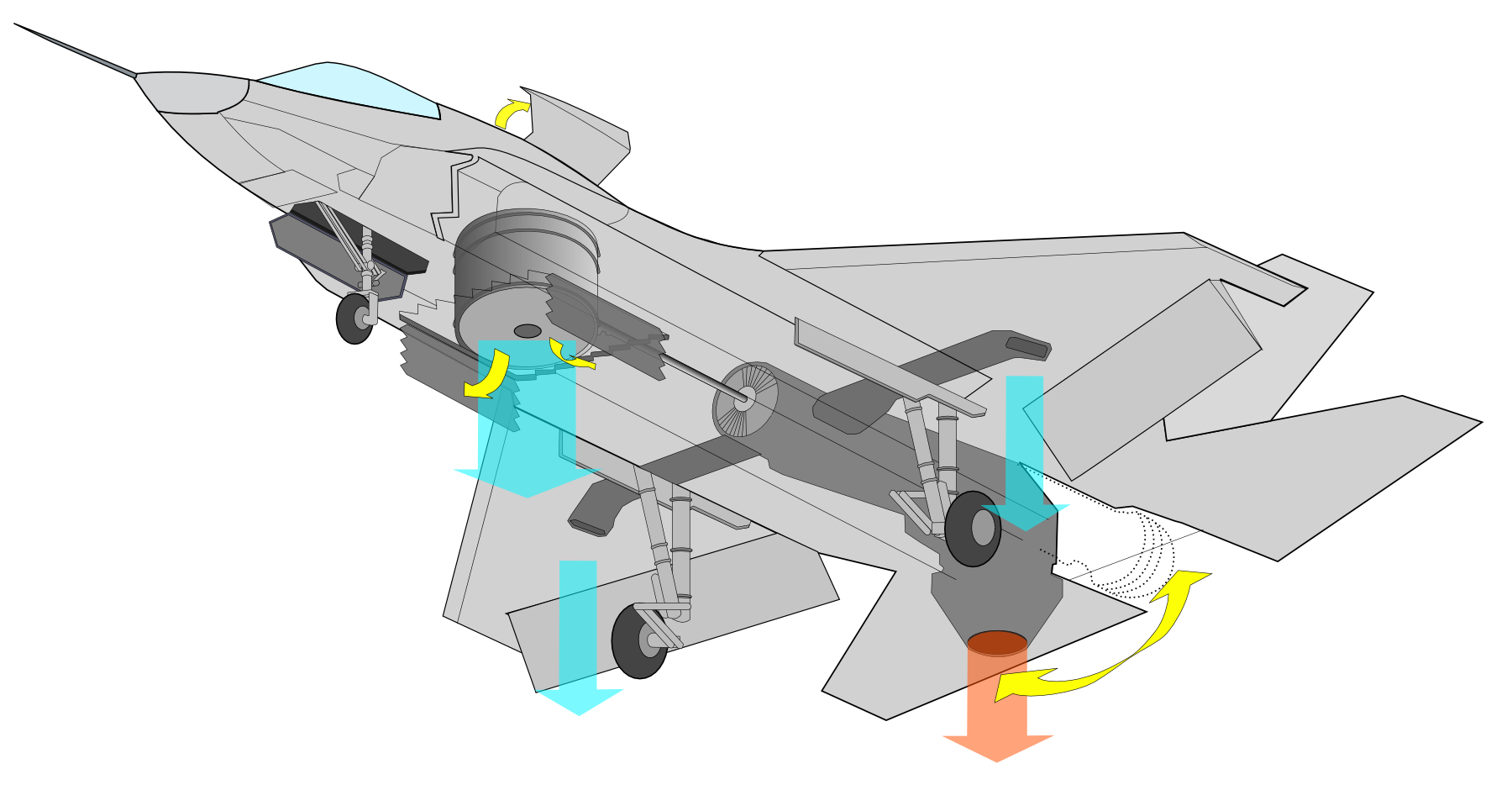
Принципиальная схема двигательной установки вертикального взлёта F-35B

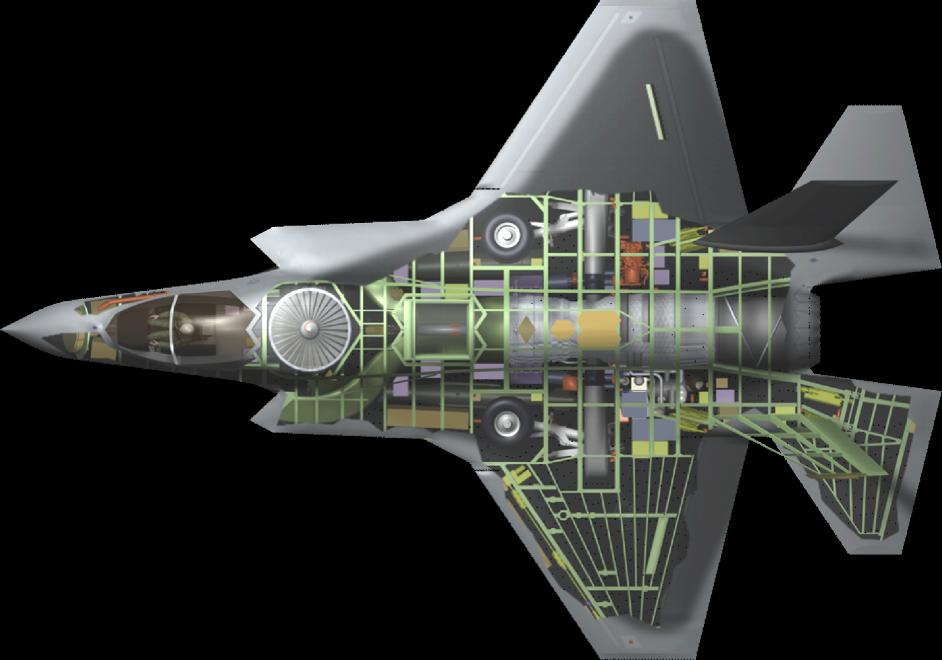
Схематичное изображение конструкции F-35B

Трёхсторонний вид F-35A
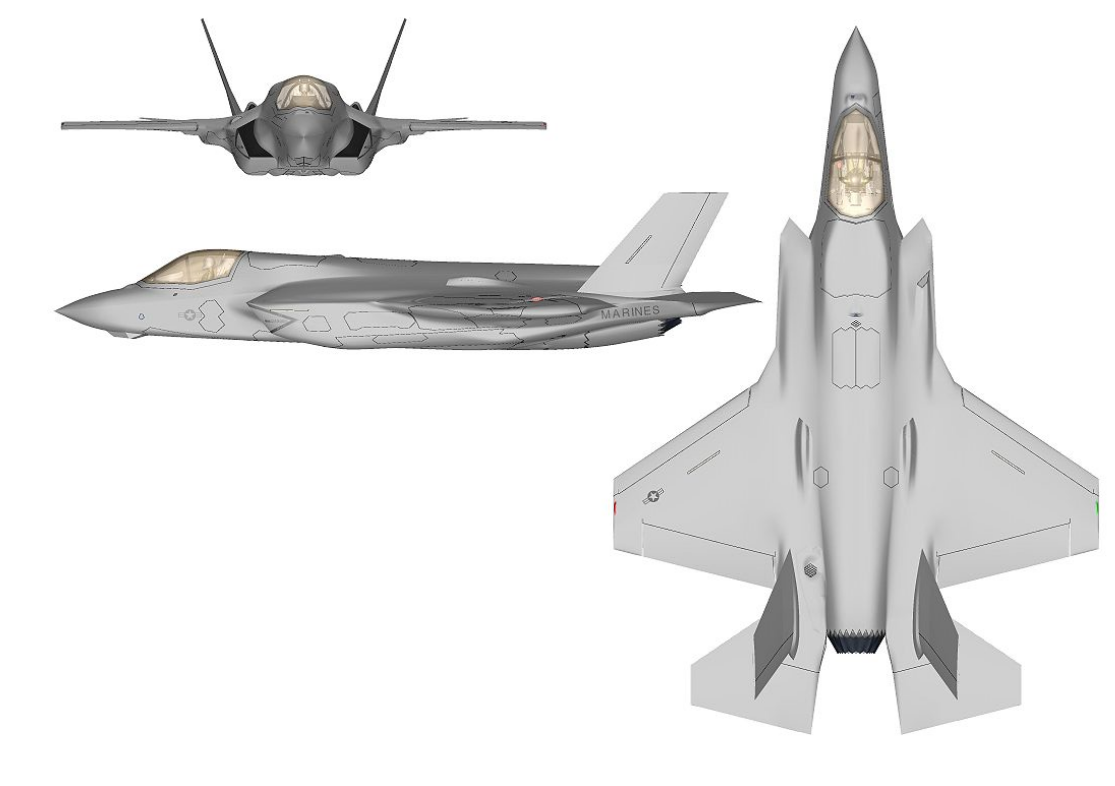
Трёхсторонний вид F-35B
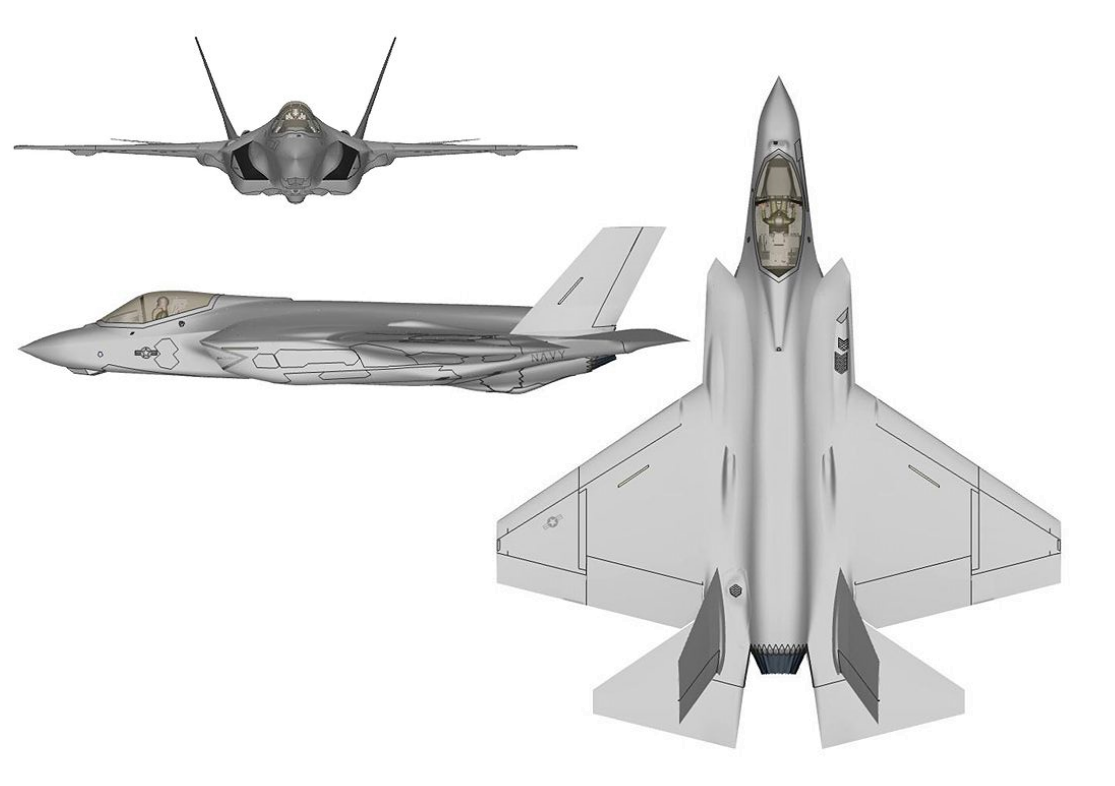
Трёхсторонний вид  F-35C

| Показатель        |       |       |       |
| ----------------- | ----- | ----- | ----- |
| Длина, м          | 15,57 | 15,57 | 15,67 |
| Размах, м         | 10,67 | 10,67 | 13,11 |
| Высота, м         | 4,39  | 4,36  | 4,48  |
| Площадь крыла, м² | 42,74 | 42,74 | 62,06 |

### Масса
| Показатель            | F35A              | F35B             | F35C               |
| --------------------- | ----------------- | ---------------- | ------------------ |
| Масса пустого         | 13 290 кг         | 14 729 кг        | 15 686 кг          |
| Снаряжённая           | 24 471 кг         | 22 240 кг        | 25 896 кг          |
| Максимальная взлётная | около 31 751 кг   | около 27 215 кг  | около 30 320 кг    |
| Масса топлива         | 8391 кг (10,3 м³) | 6123 кг (7,8 м³) | 9111 кг (11,25 м³) |

### Технические характеристики
| Параметр                                              | F35A              | F35B              | F35C              |
| ----------------------------------------------------- | ----------------- | ----------------- | ----------------- |
| Экипаж:                                               | 1 человек         | 1 человек         | 1 человек         |
| Тяга двигателя без форсажа:                           | 13 000 кгс        | 12 250 кгс        | 13 000 кгс        |
| Тяга на форсаже:                                      | 19 500 кгс        | 18 600 кгс        | 19 500 кгс        |
| Максимальная скорость:                                | 1930 км/ч (1,6 М) | 1450 км/ч (1,2 М) | 1450 км/ч (1,2 М) |
| Крейсерская скорость:                                 | 850 км/ч          | 850 км/ч          | 850 км/ч          |
| Дальность полёта:                                     | 2220 км           | 1670 км           | 2220 км           |
| Боевой радиус действия без ПТБ и дозаправки в воздухе | 1080 км           | 0833 км           | 1140 км           |
| Продолжительность полёта:                             | 2 ч. 36 мин.      | 2 ч. 36 мин.      | 2 ч. 36 мин.      |
| Практический потолок                                  | свыше 15 000 м    | свыше 15 000 м    | свыше 15 000 м    |
| Скороподъёмность на уровне моря                       | 240 м/с           | 240 м/с           | 240 м/с           |
| Максимальная эксплуатационная перегрузка              | +9 G              | +7,0 G            | +7,5 G            |
| Нагрузка на крыло при нормальной взлётной массе       | 569 кг/м²         | 520 кг/м²         | 606 кг/м²         |
| Нагрузка на крыло при максимальной взлётной массе     | 744 кг/м²         | 632 кг/м²         | 744 кг/м²         |
| Тяговооружённость при боевой массе (100 % топлива)    | 0,87              | 0,90              | 0,75              |
| при нормальной взлётной массе                         | 0,8               | 0,88              | 0,75              |
| при максимальной взлётной массе                       | 0,67              | 0,72              | 0,64              |

### Вооружение
| Тип вооружения или параметр         | F35A                                                                                         | F35B                                                                                   | F35C                                                                                   |
| ----------------------------------- | -------------------------------------------------------------------------------------------- | -------------------------------------------------------------------------------------- | -------------------------------------------------------------------------------------- |
| Пушечное вооружение                 | 1 × 25-мм встроенная авиационная четырёхствольная пушка GAU-22/A Equalizer со 182 выстрелами | 1 × 25-мм авиационная пушка GAU-22/A Equalizer в подвесном контейнере с 220 выстрелами | 1 × 25-мм авиационная пушка GAU-22/A Equalizer в подвесном контейнере с 220 выстрелами |
| Боевая нагрузка                     | 8160 кг                                                                                      | 6800 кг                                                                                | 8160 кг                                                                                |
| Точек крепления, внутренних/внешних | 4 / 6                                                                                        | 4 / 6                                                                                  | 4 / 6                                                                                  |
| УРВВ                                | AIM-120 AMRAAM, AIM-132 ASRAAM, AIM-9X Sidewinder, IRIS-T                                    | AIM-120 AMRAAM, AIM-132 ASRAAM, AIM-9X Sidewinder, IRIS-T                              | AIM-120 AMRAAM, AIM-132 ASRAAM, AIM-9X Sidewinder, IRIS-T                              |
| УРВП                                | AGM-154 JSW, AGM-158 JASSM                                                                   | AGM-154 JSW, AGM-158 JASSM                                                             | AGM-154 JSW, AGM-158 JASSM                                                             |

- Управляемые бомбы:
  -  — GBU-10
  -  — GBU-12
  -  — GBU-15
  -  — GBU-24
  -  — GBU-27
  -  — GBU-28
  -  — В61-11 или В61-12 (ядерная, тактическая и стратегическая)[210]
- Классические кассетные бомбы:
  -  — GBU-31
  -  —  MK-82
  -  —  MK-84
  -  — CBU-87
  -  — CBU-89
- Ракеты воздух-земля:
  -  — BRIMSTONE
  -  —  STORM
  -  — ALARM
  -  — TAURUS
- Ракета воздух-воздух:
  -  — AIM-9
  -  — AIM-120
  -  — AIM-132
  -  — AIM-2000
  -  — METEOR

### Двигатель

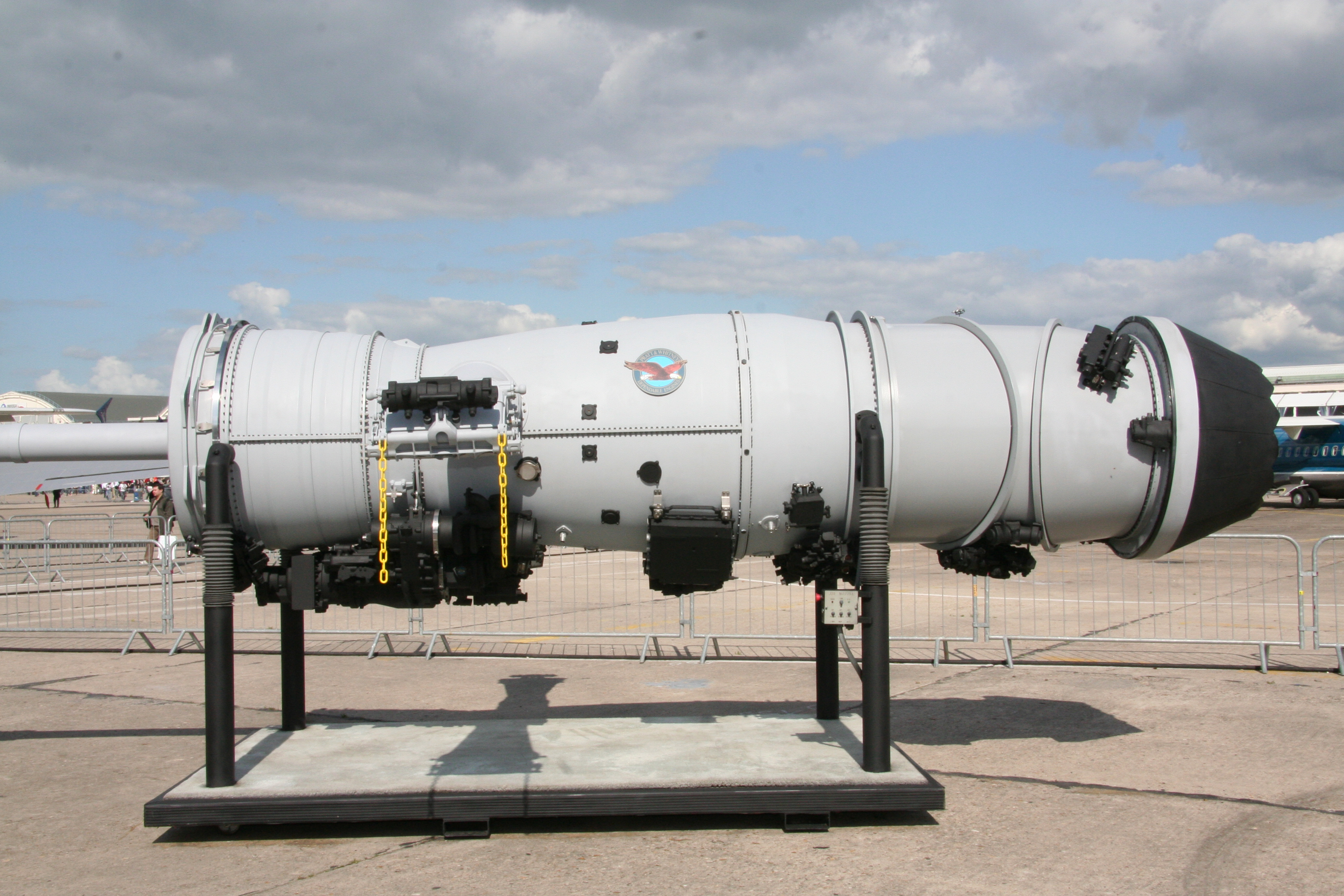
Двигатель F135-600 с выходным валом (слева)

Двигатель P&W F135,был выбран для привода самолёта F-35 и был реализован в трёх вариантах:
- F135-PW-100-на самолёте F-35A с классическим взлётом и посадкой.
- F135-PW-400-на самолёте F-35C использующим палубу авианосца для взлёта и посадки.
- F135-PW-600-на самолёте F-35B с системой вертикального взлёта и посадки.

Двигатель F135, изготовленный на базе двигателя F-119 для F-22. 3-ступенчатый компрессор низкого давления с лопатками, выполнен цельнолитым способом, 6-ступенчатый компрессор высокого давления, камера сгорания заимствованы у F-119; температура перед турбиной составляет 1654 °C, это достигнуто благодаря системам охлаждения и сплавам из кобальта; турбина высокого давления одноступенчатая, разработана на базе F-119, с удвоенным охлаждением;
частота вращения 15 000 оборотов в минуту; турбина низкого давления 2-ступенчатая; далее форсажная камера с радар-блоккерами[неизвестный термин].
Двигатель F-35A и F-35C имеет бесфорсажную тягу 13 000 кгс, на форсаже 19 500 кгс. Ресурс разных деталей составляет от 1500 до 4000 часов.
Габариты
- Длина: 5,59 м
- Диаметр: 1,29 м
- Масса: 2450 кг.

### Бортовая радиолокационная станция
- - AN/APG-81[англ.]

## Галерея

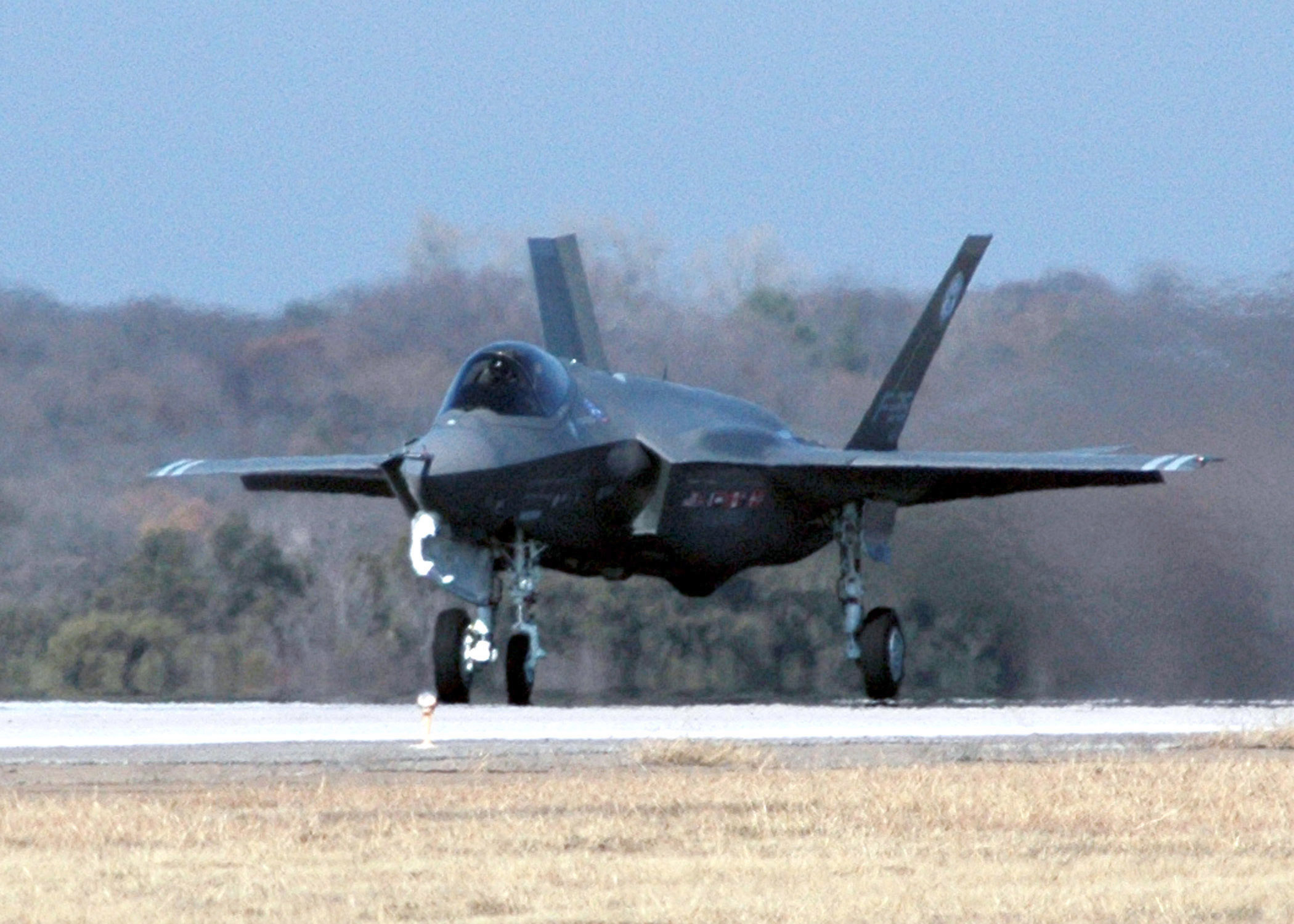
F-35, 15 декабря 2006
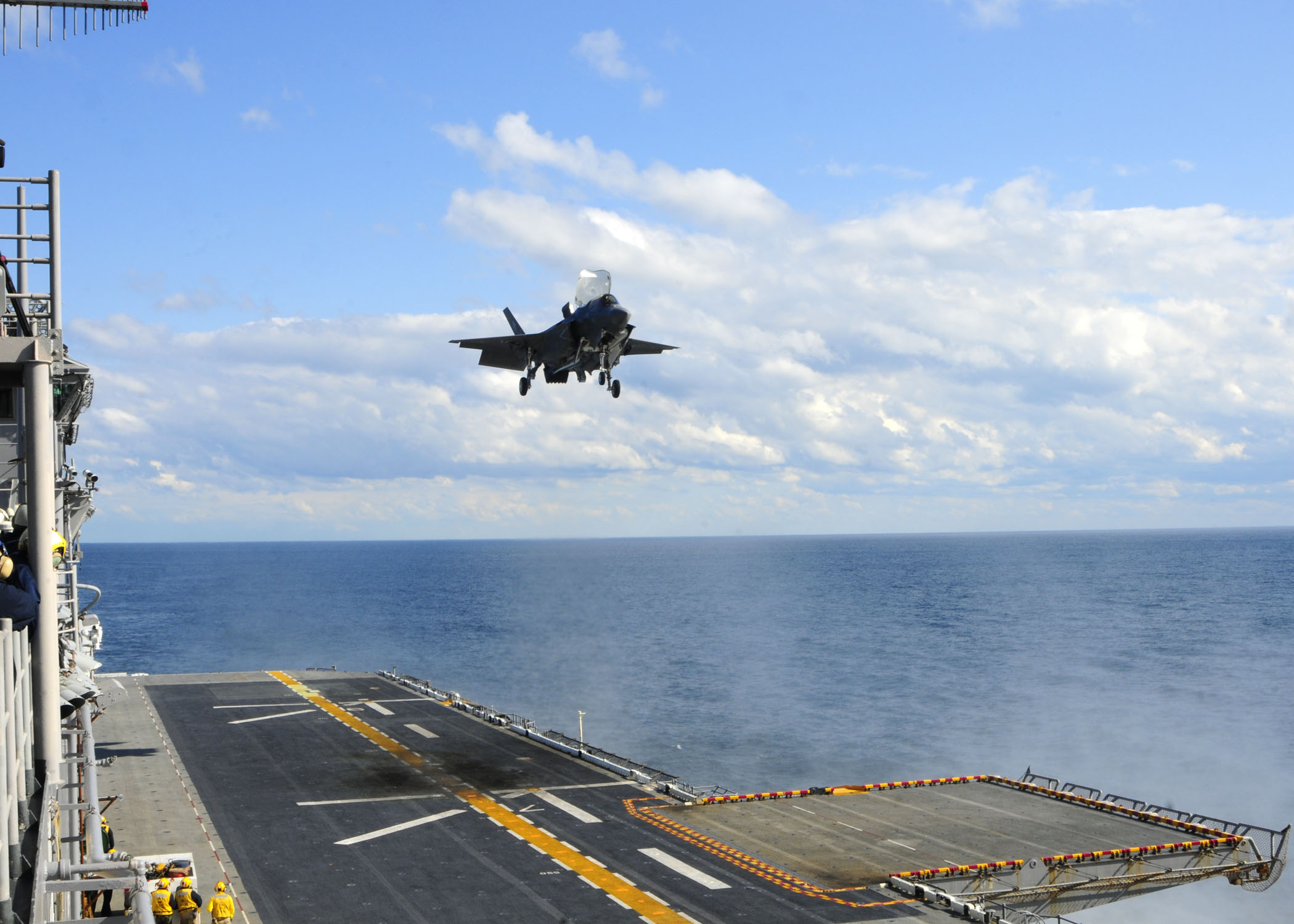
Вертикальная посадка F-35B на палубу УДК «Уосп»
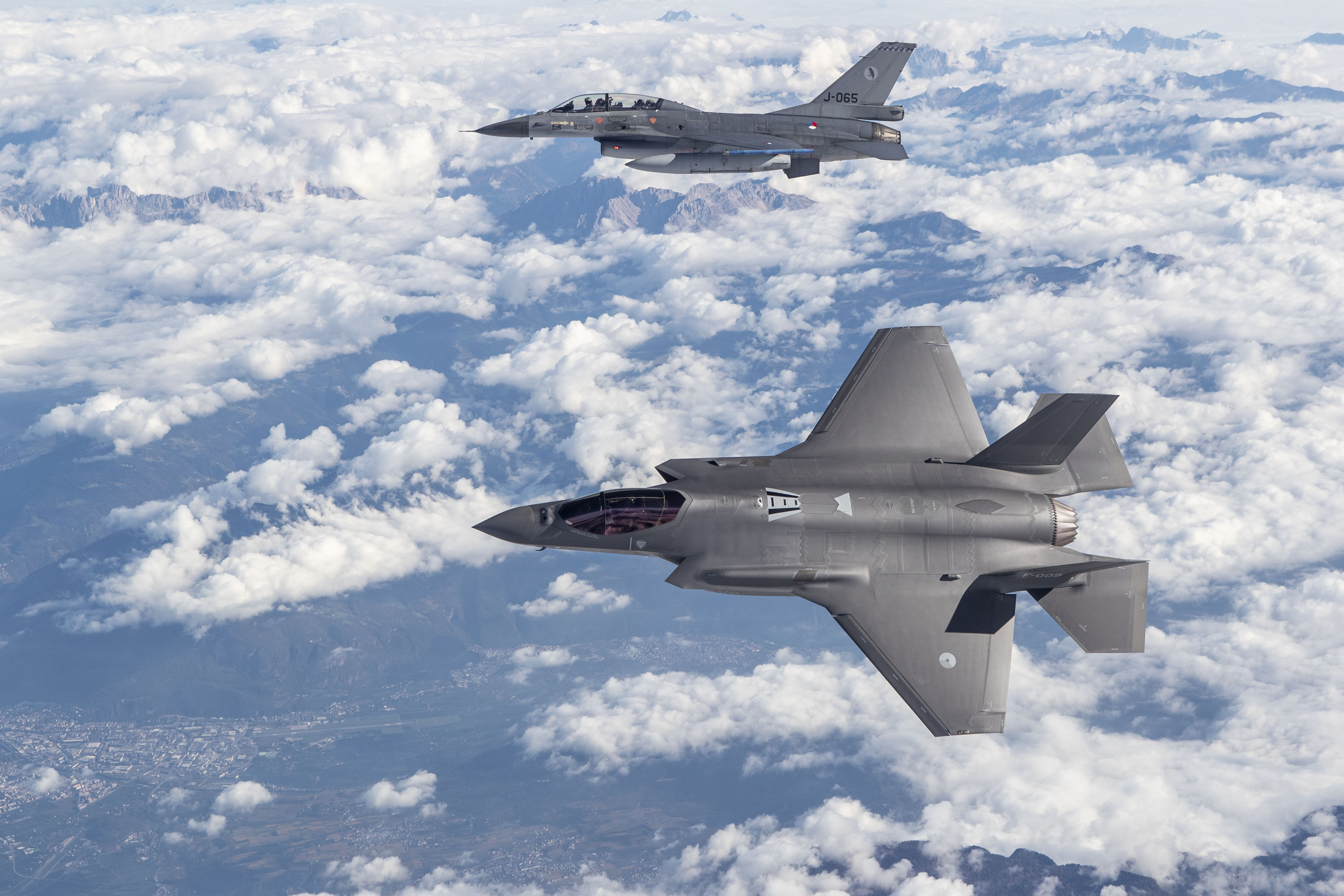
F-16B и F-35A Королевских ВВС Нидерландов
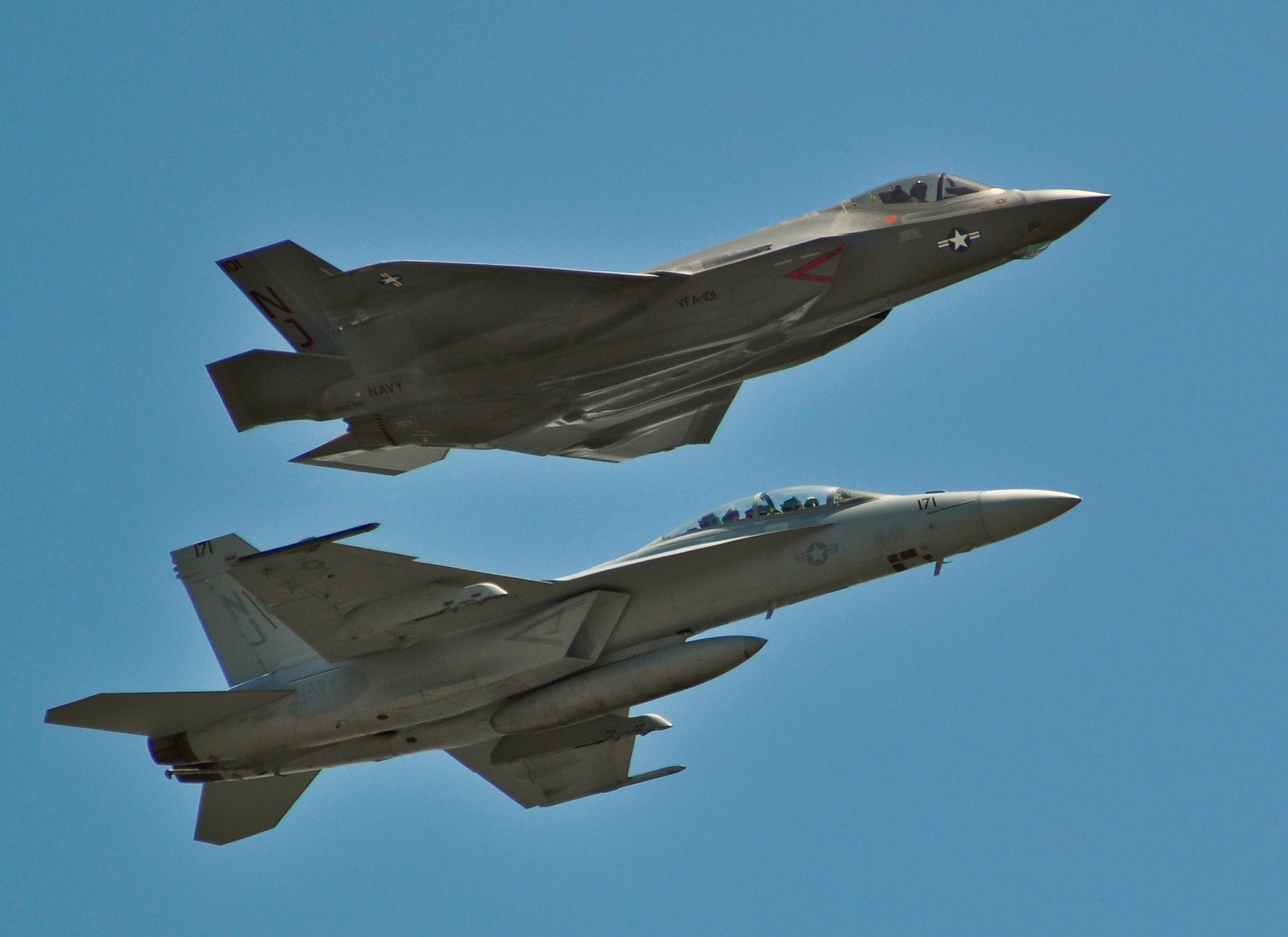
F-35C и F/A-18F Super Hornet
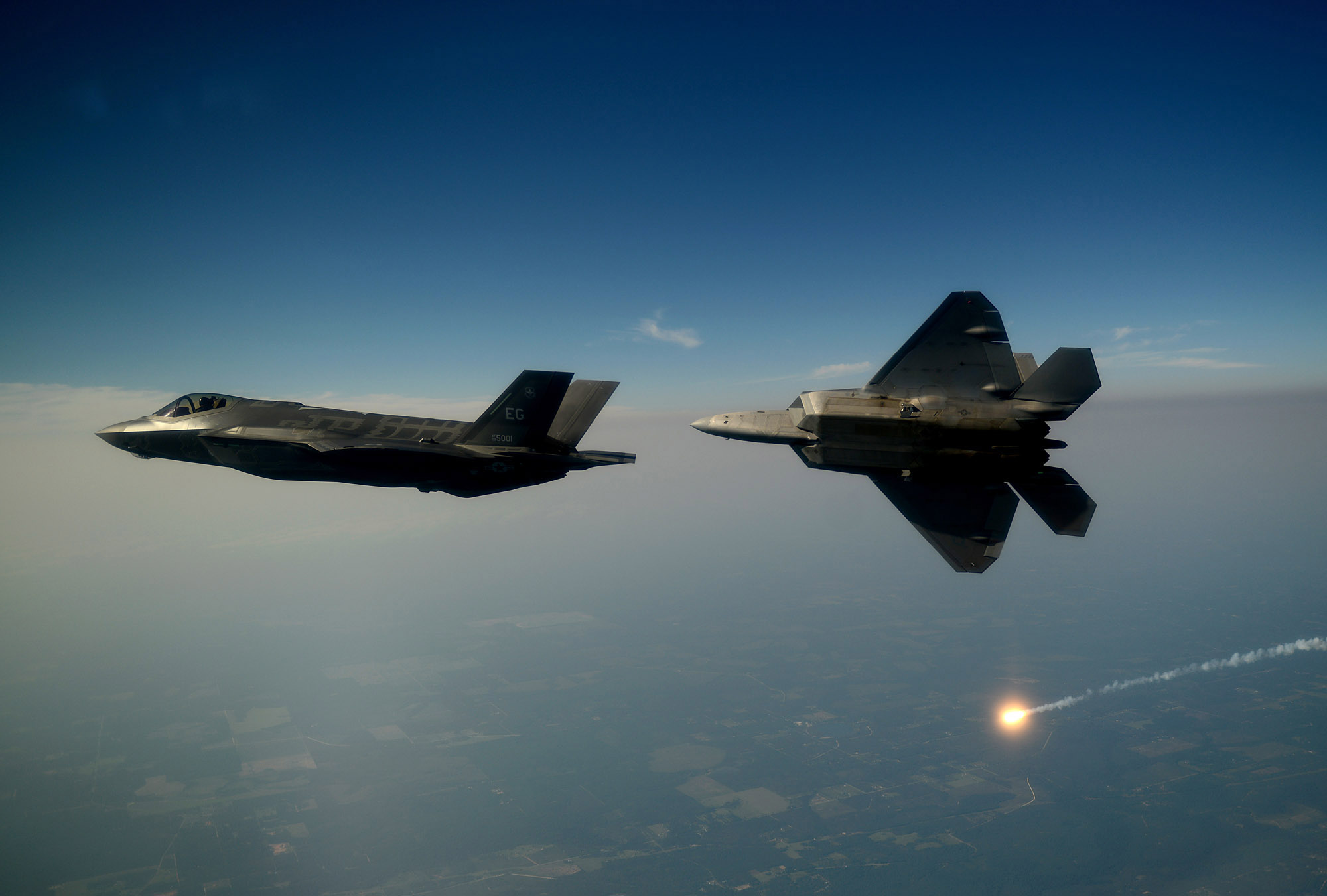
F-35A (спереди) и F-22 Raptor (сзади)
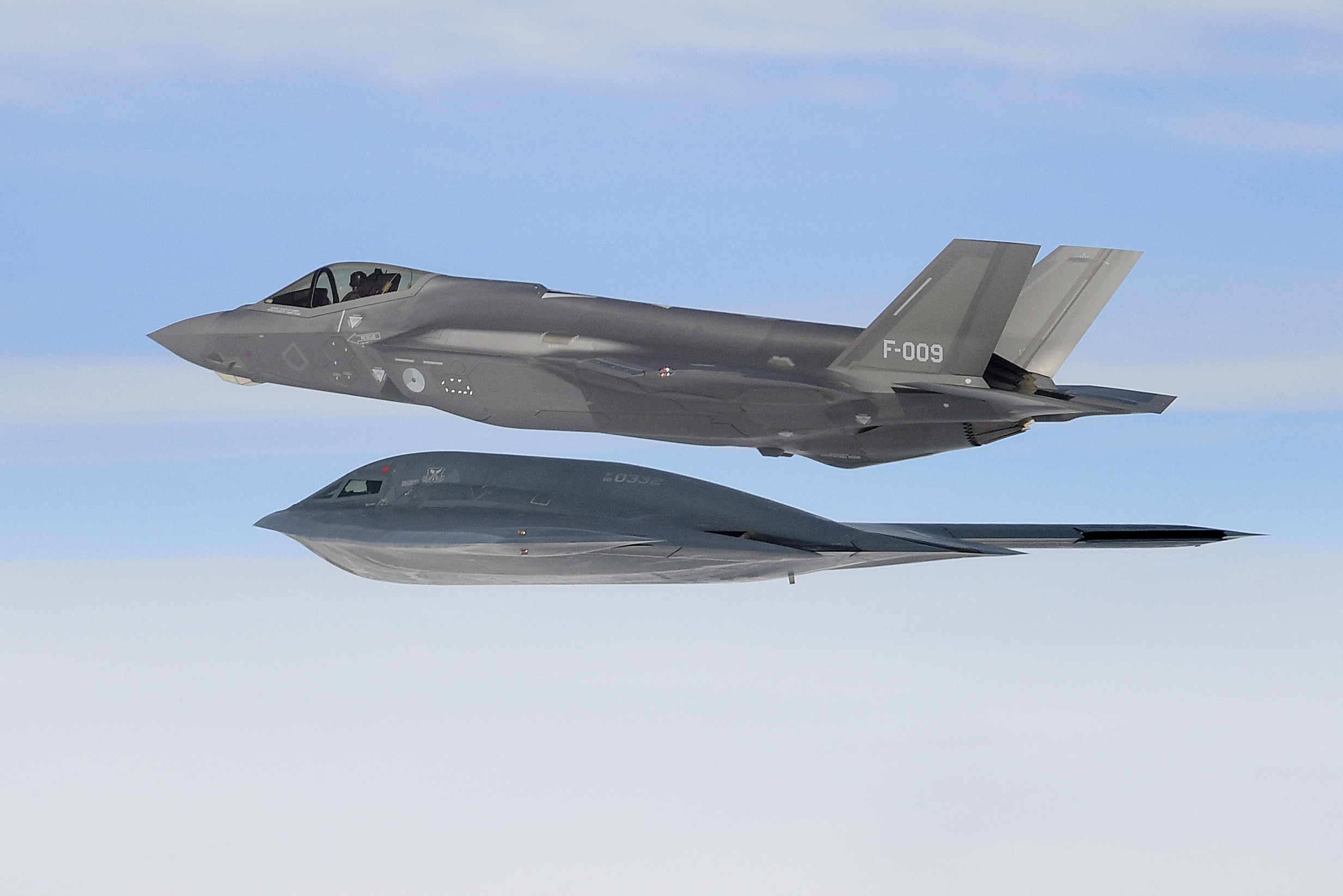
F-35A и B-2 Spirit
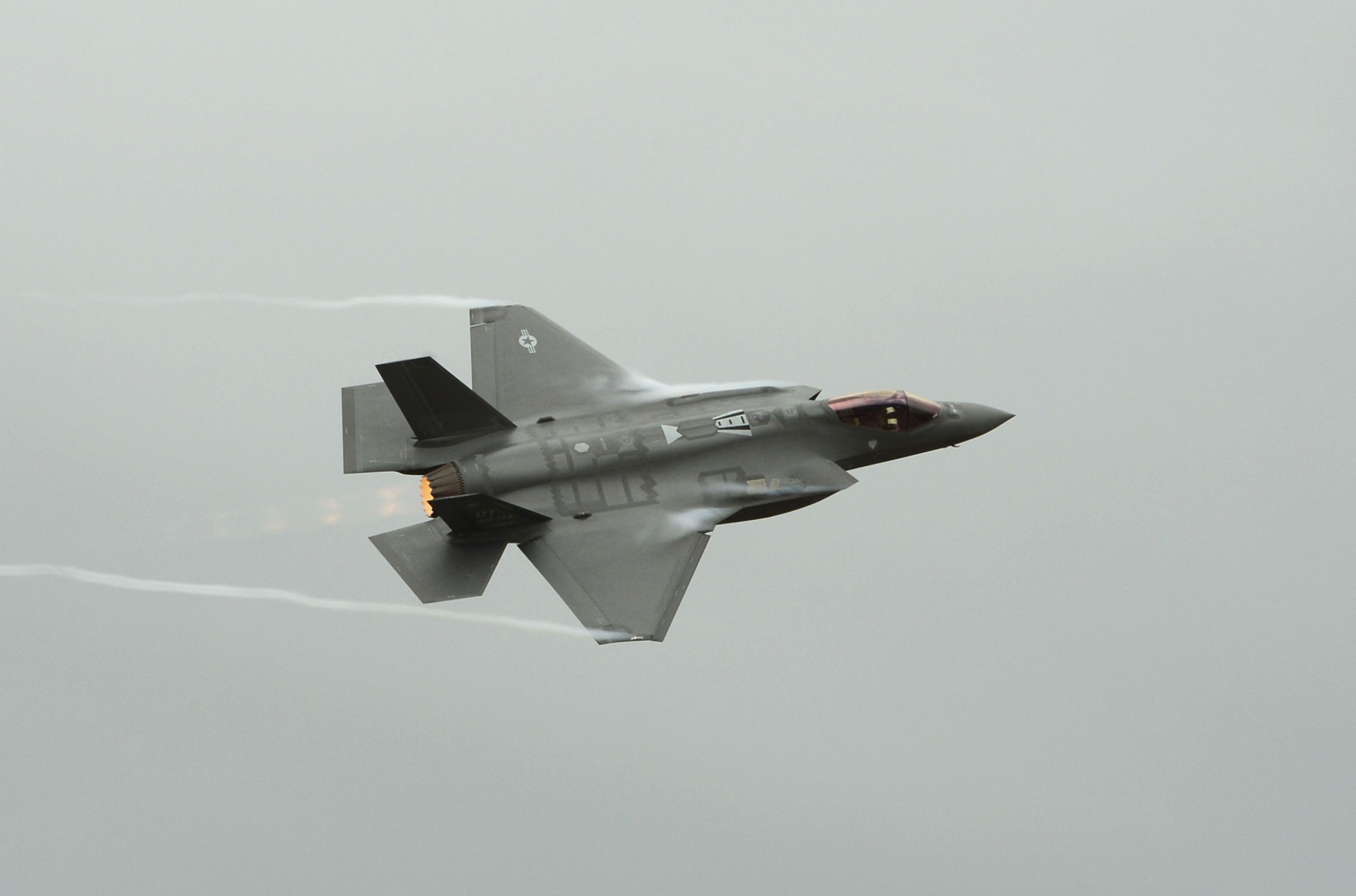
Новый F-35A прибывает на авиабазу ВВС США
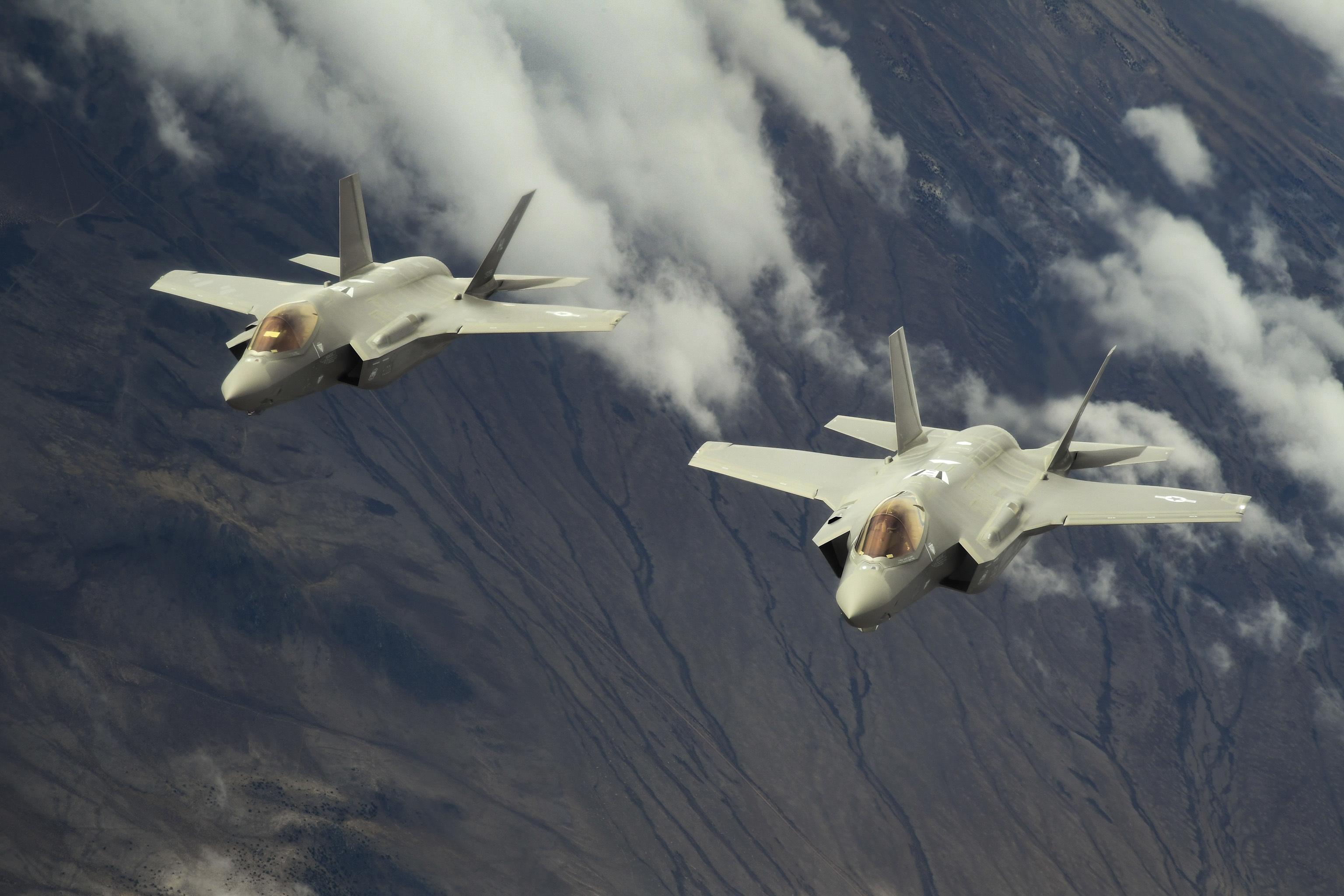
Два F-35A ВВС США, 30 марта 2017
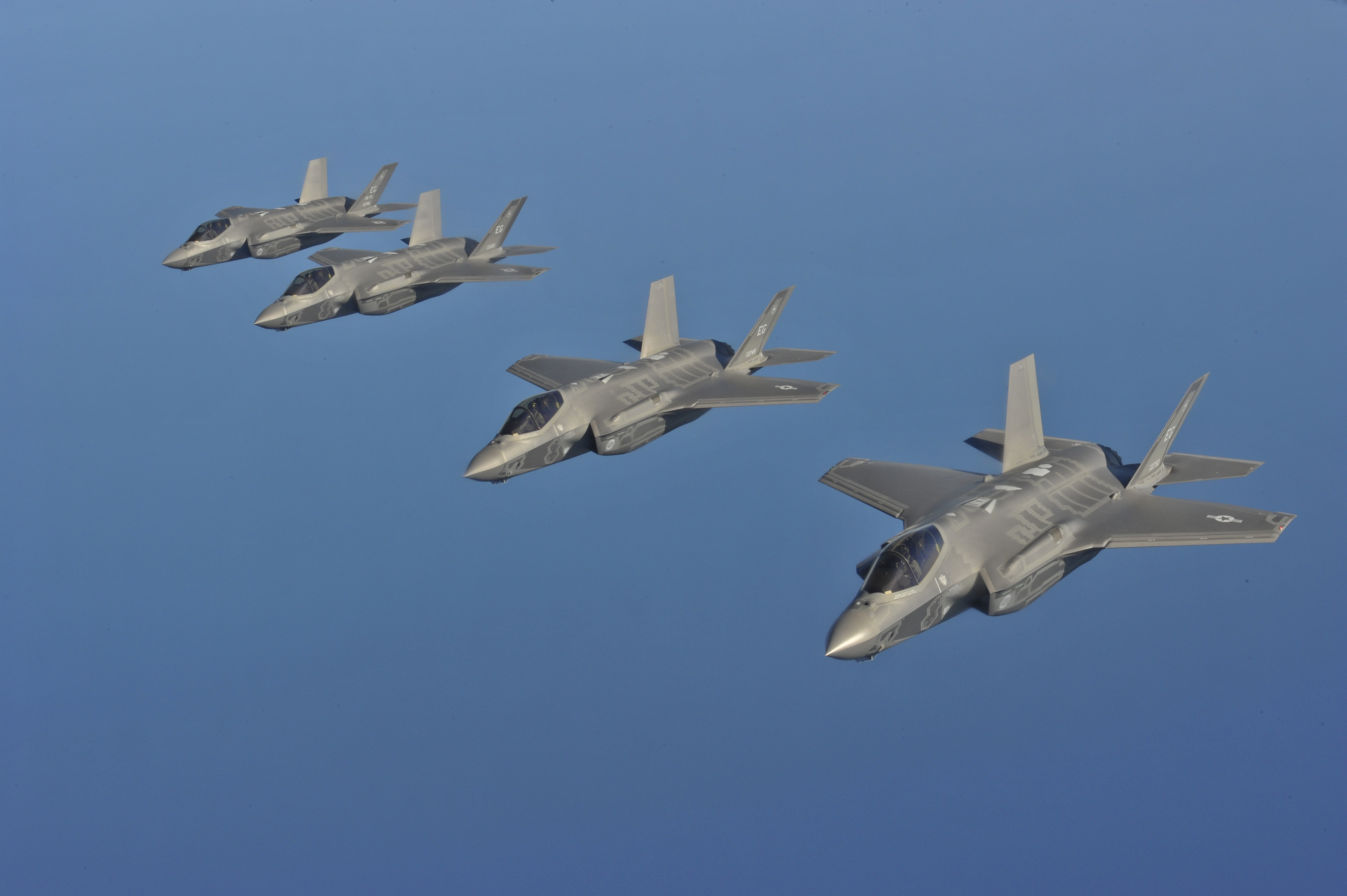
Звено F-35A ВВС США, 15 мая 2013
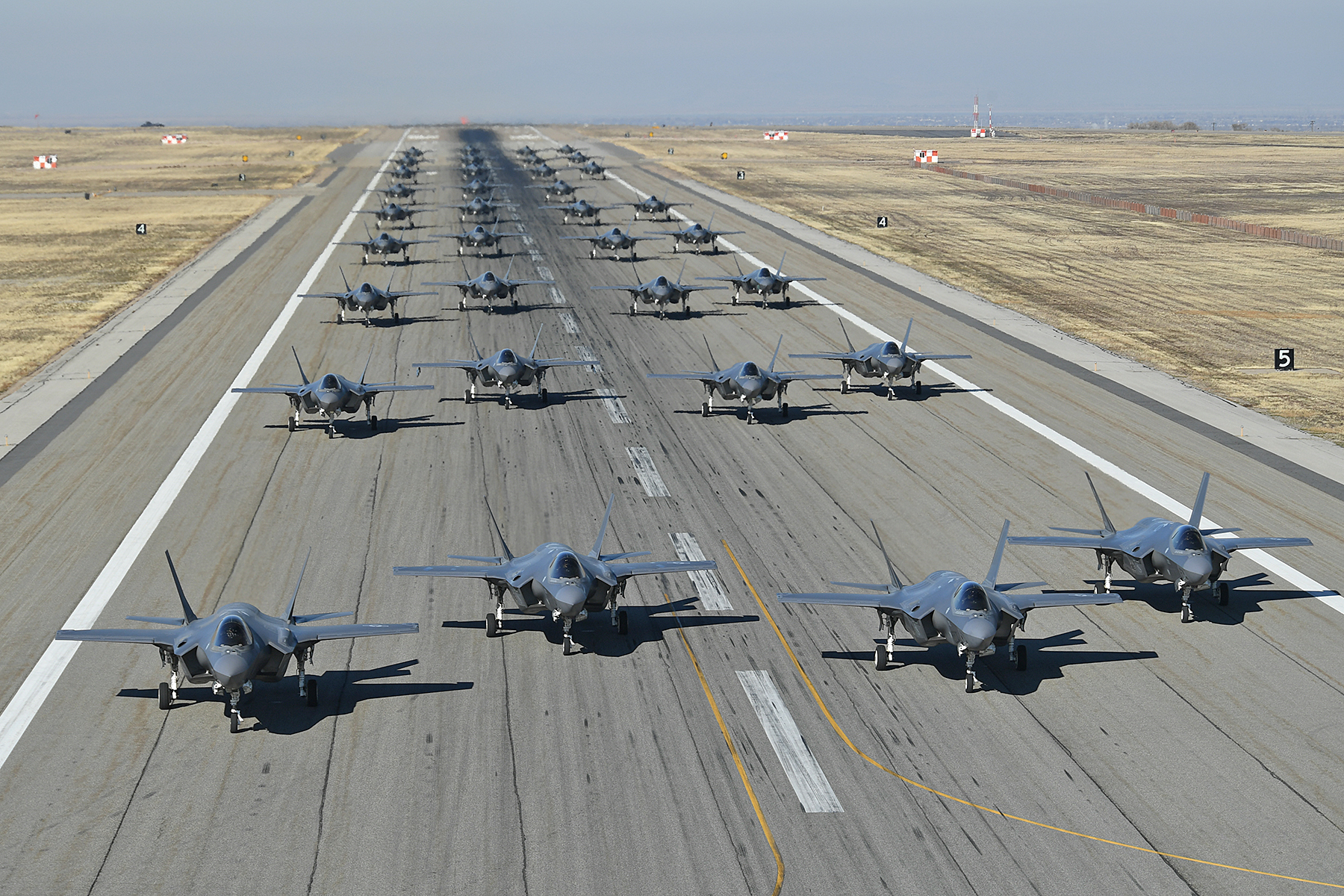
35 F-35A 388-го и 419-го истребительных крыльев ВВС США готовятся к взлёту во время учений, 19 ноября 2018
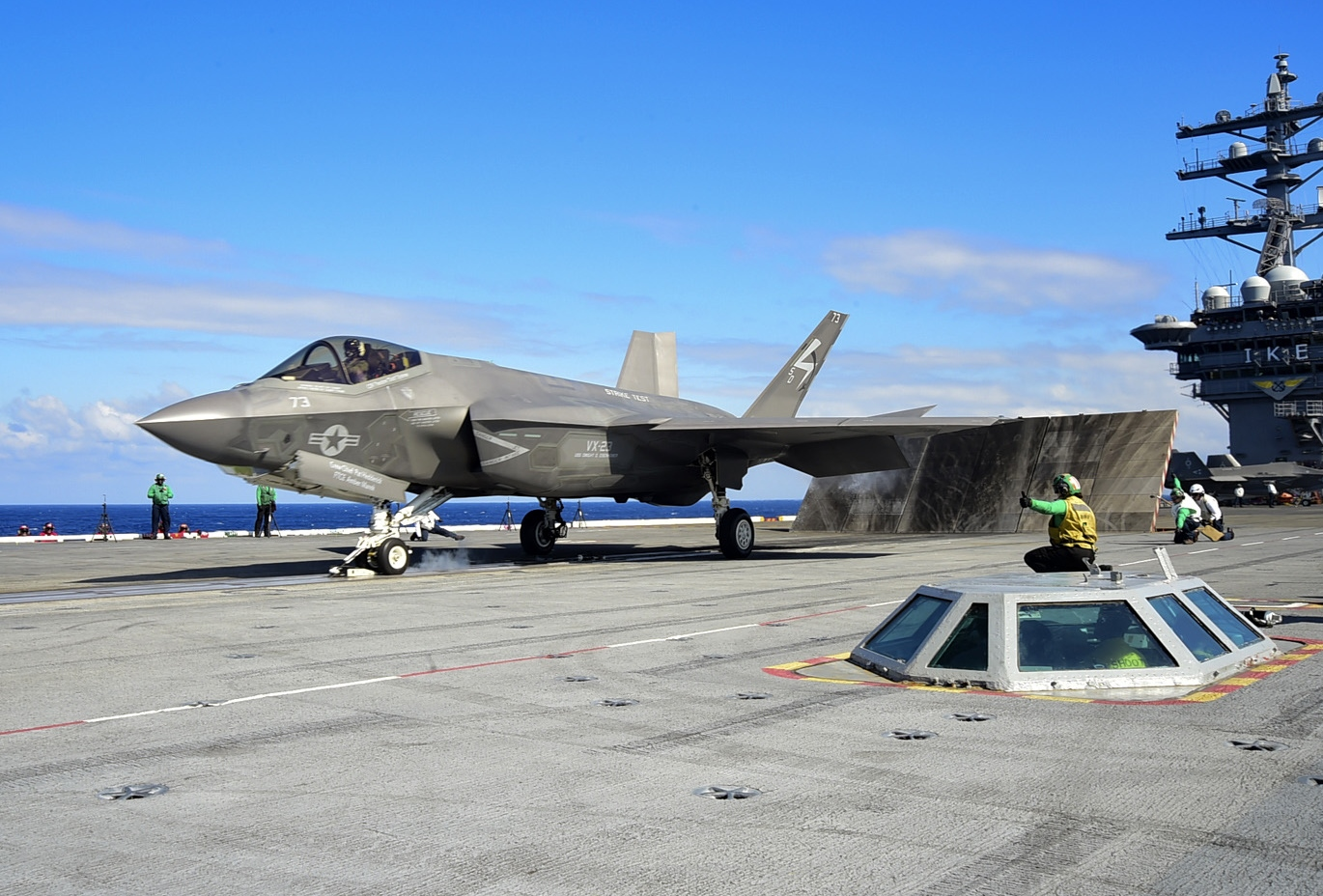
F-35C готовится к взлёту с авианосца CVN-69 «Dwight D. Eisenhower», 3 октября 2015
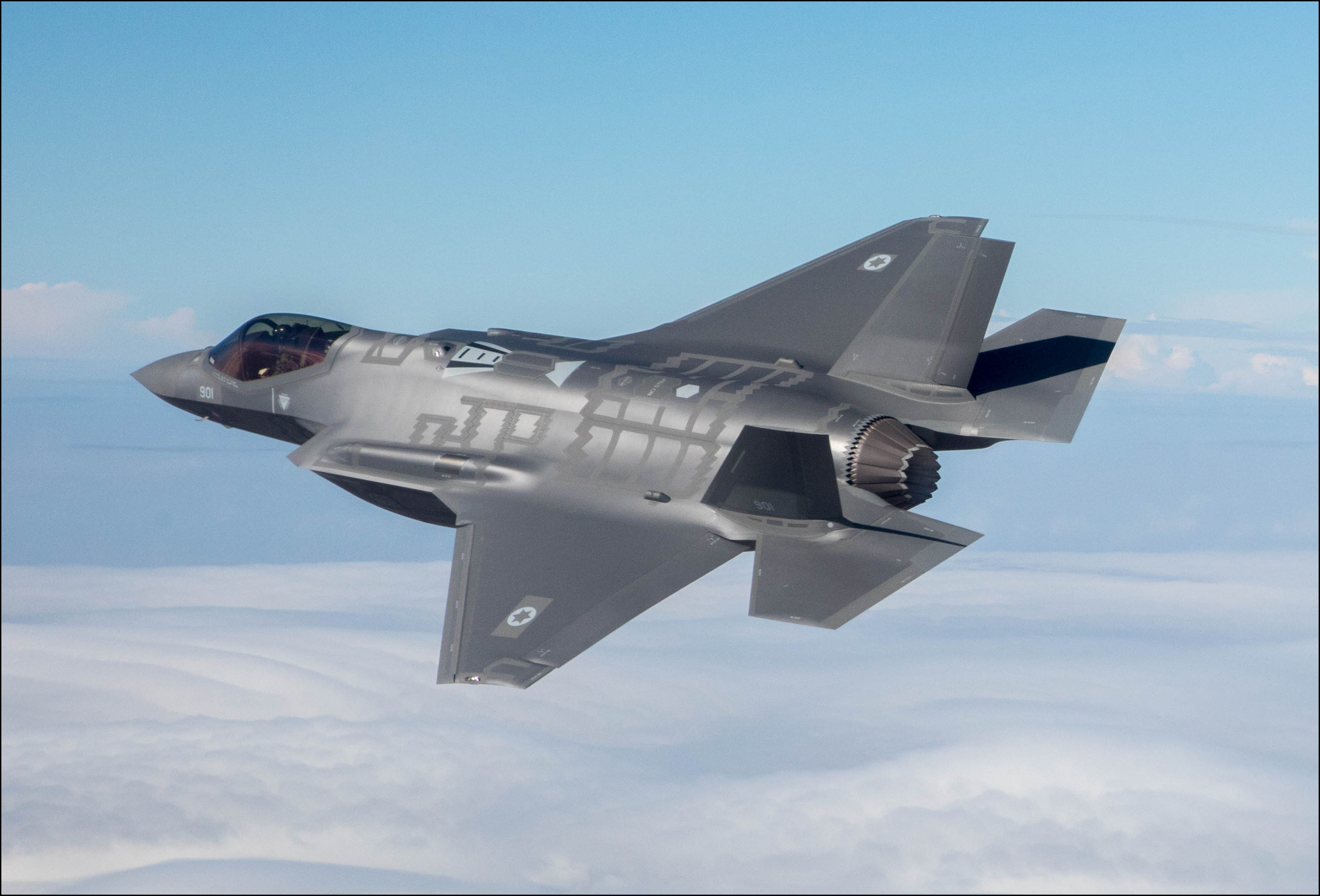
Первый F-35 ВВС Израиля
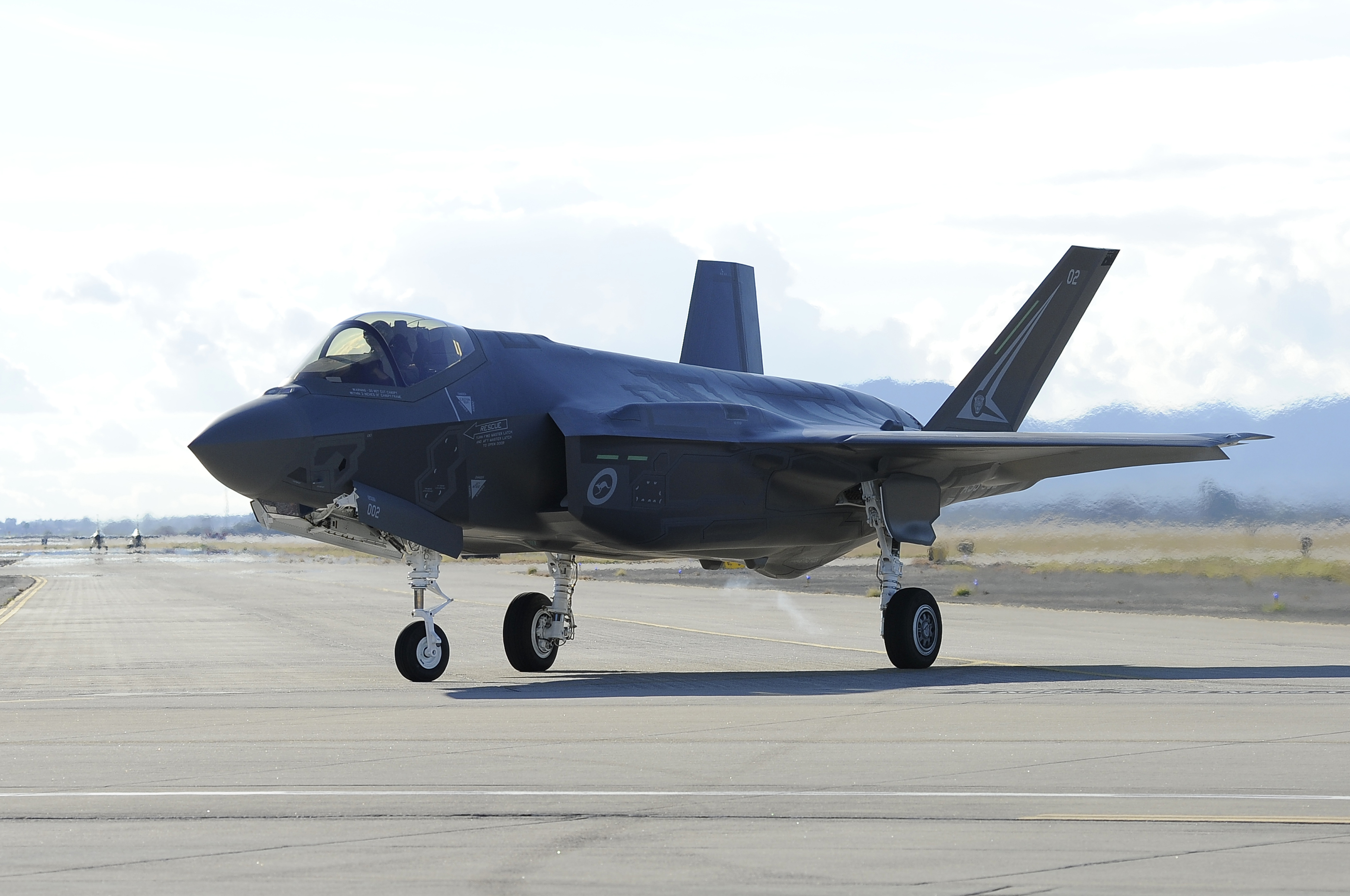
Первый F-35A, полученный Королевскими ВВС Австралии
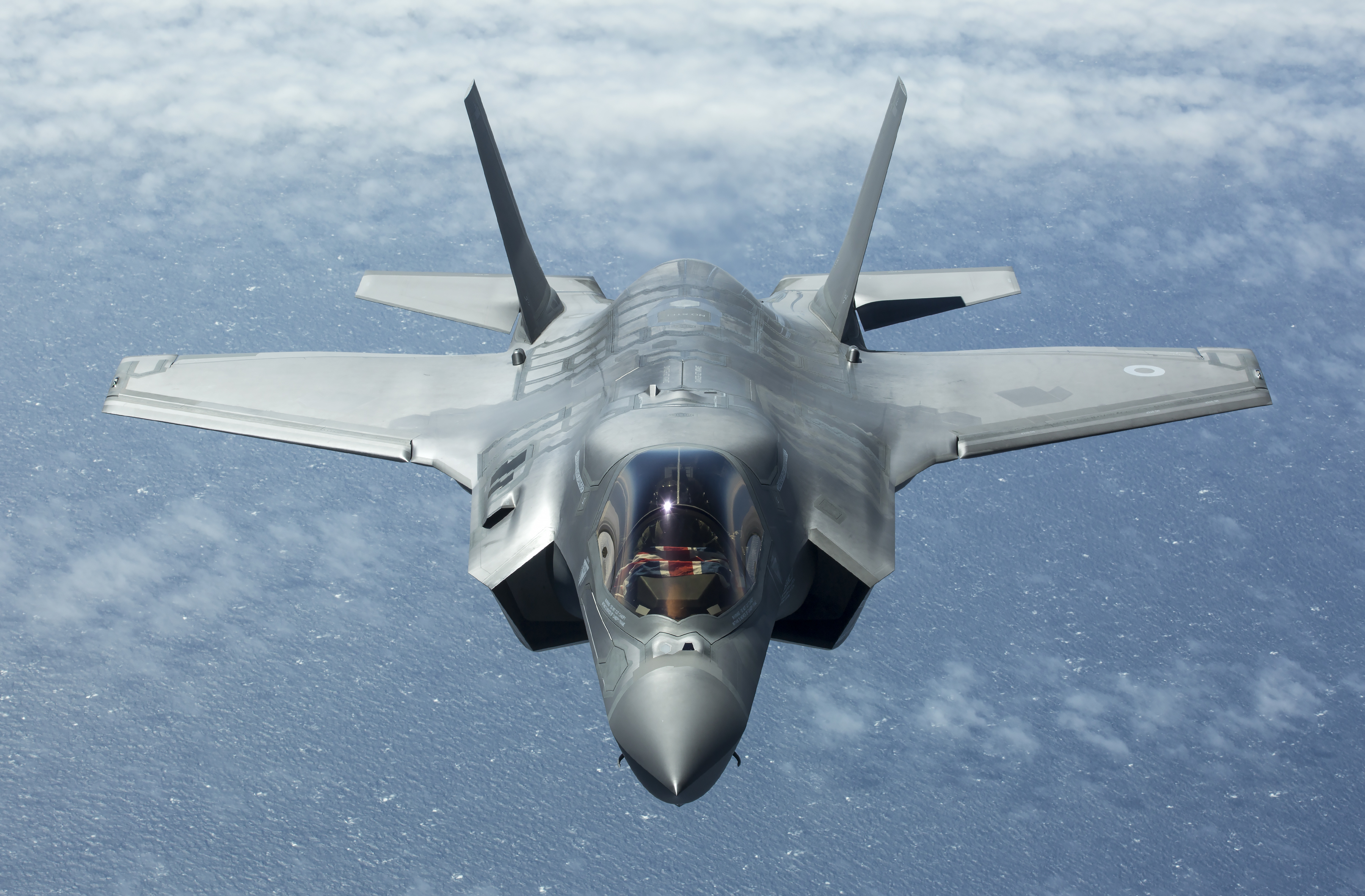
F-35B Королевских ВВС Великобритании
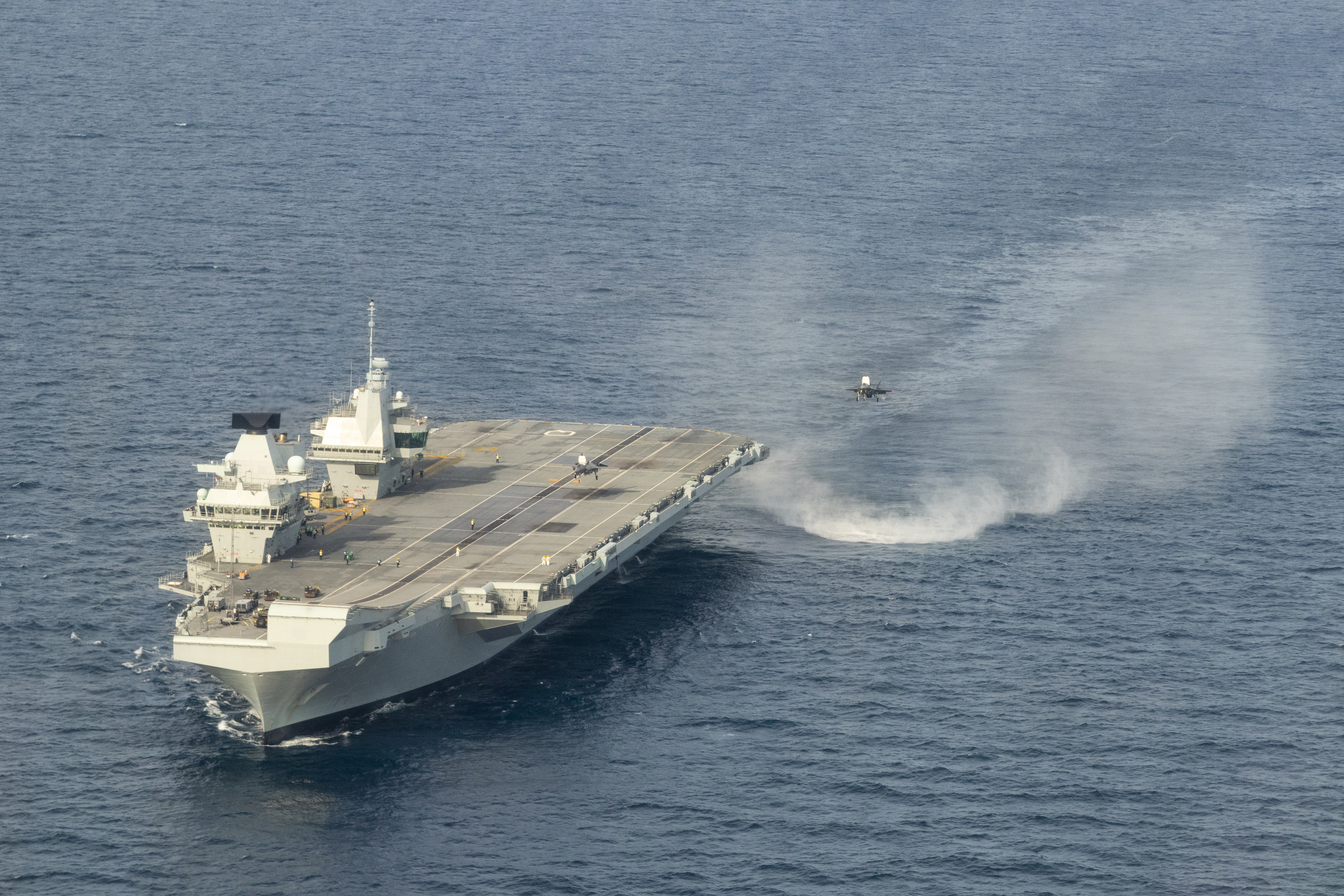
Авианосец Королевского флота «Queen Elizabeth» на первых испытаниях F-35B, 1 ноября 2018
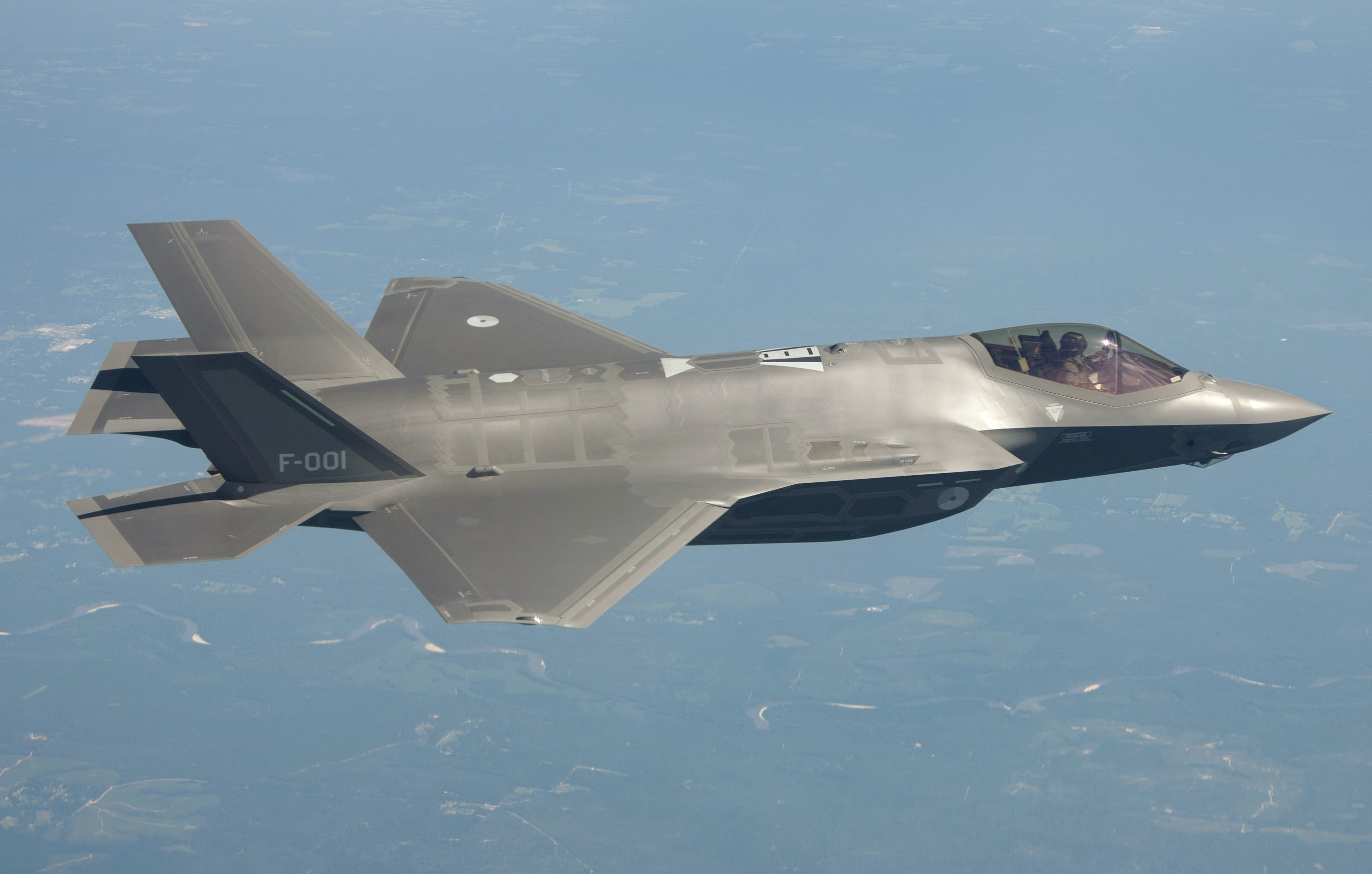
F-35A Королевских ВВС Нидерландов
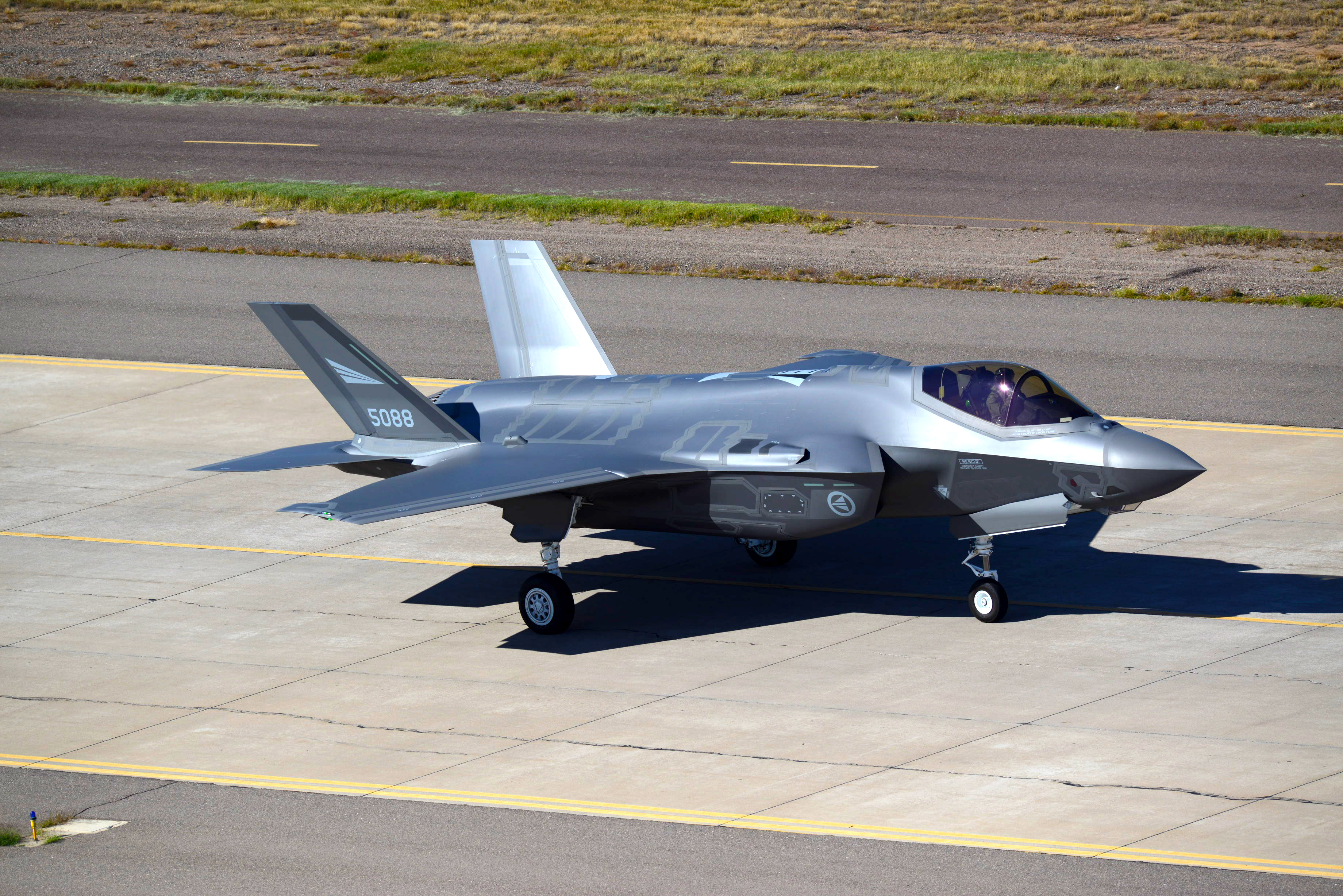
F-35A Королевских ВВС Норвегии
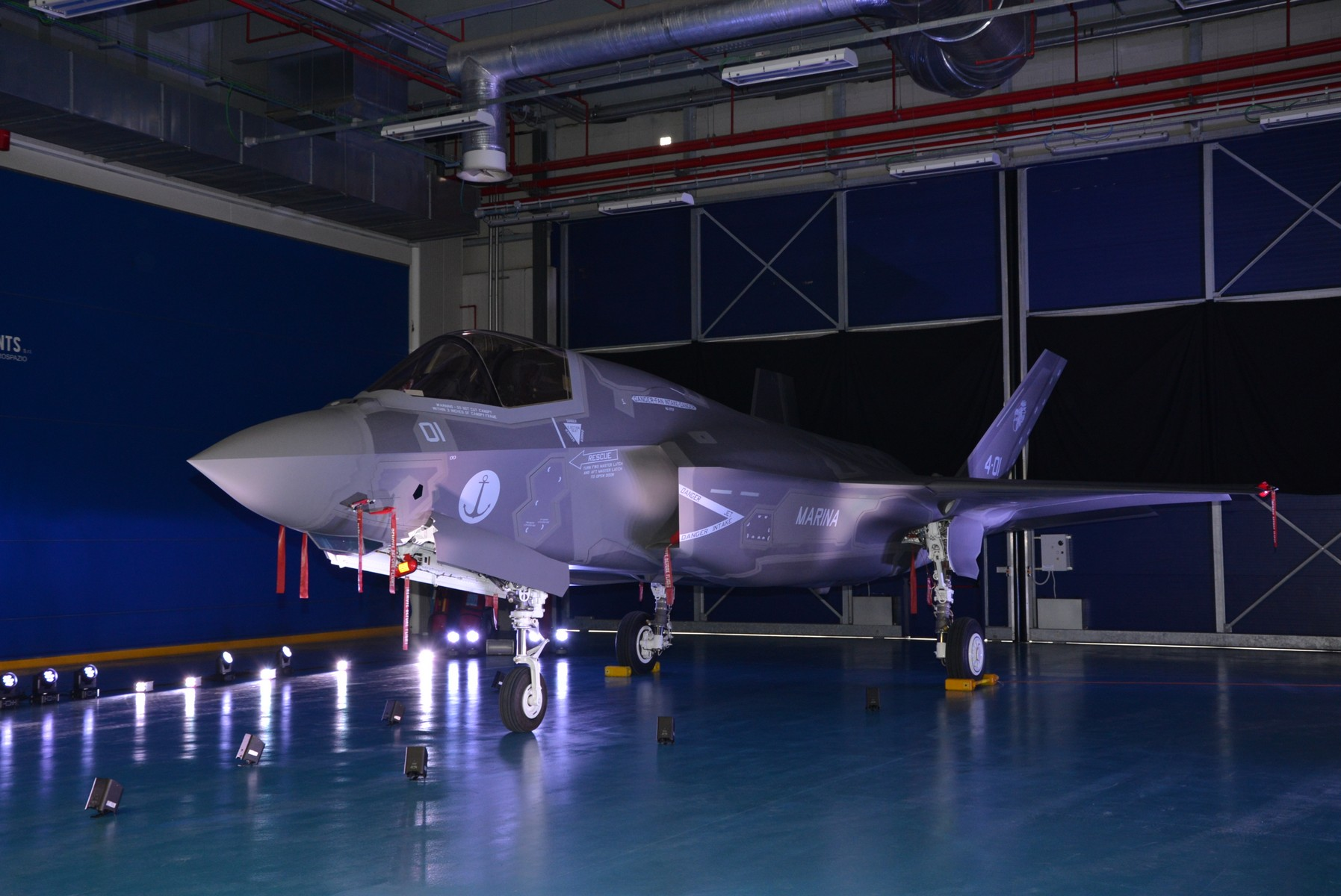
Первый F-35B полученный ВMС Италии
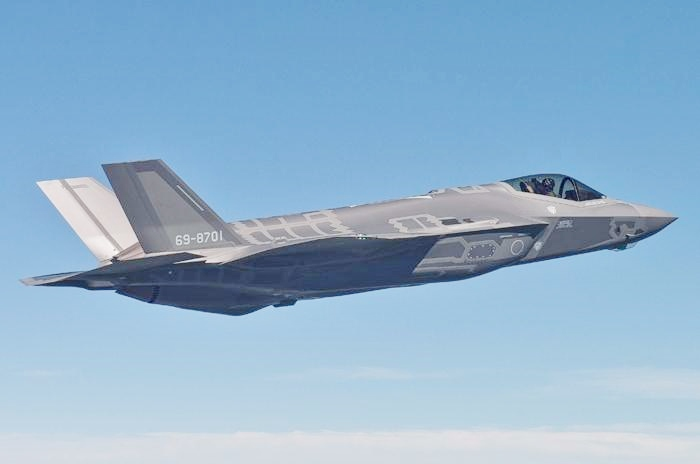
F-35A Самообороны ВВС Японии

## Критика и оценки проекта

### Оценка
В январе 2017 года, по сообщению оборонного издания США Defense News, представитель ВВС Израиля, командующий израильских ВВС генерал Амир Эшель, выразил восхищение оперативным потенциалом истребителя F-35. Выступая на ежегодной конференции в Тель-Авиве, Эшель упомянул, что для активности израильских ВВС в регионе присутствие российских систем С-400 представляет критическую угрозу; что же касается новейших F-35, первая пара которых была передана американцами Израилю в январе, то о них Эшель отозвался как о факторе, который поможет сохранить воздушное превосходство на десятилетия вперёд. В свою очередь, выступавший на той же конференции генерал ВВС США в отставке Гэри Норт, занимающий должность вице-президента в Lockheed Martin, также указал на преимущества F-35 в условиях высокой угрозы, таких как российские С-400.
1 апреля 2019 года в статье The National Interest F-35 назван самым передовым в мире многоцелевым истребителем, который при полной боевой загрузке может превзойти тактический самолёт любой другой страны мира, а сама программа — одно из величайших технологических достижений поколения, программа, которая обеспечит господство в воздухе для США и их союзников во всём мире до середины столетия. Кроме того, указывается на положительный экономический эффект компании производителя.
Business Insider включил F-35 в список самых мощных вооружений стран НАТО[значимость факта?].
Американский военный аналитик Коффман Майкл считает, что современные комплексы ПВО С-300, С-400 и перспективная С-500 России способны обнаруживать малозаметные самолёты, такие как F-35 и F-22, хотя пока неизвестно, могут ли они эффективно сопровождать эти самолёты для поражения их зенитными ракетами.

### Критика
В статье посвящённой оценке возможностей истребителя F-35 для прорыва противовоздушной обороны военный аналитик К. Копп назвал технологическую стратегию разработки истребителя провальной. Также отмечено, что с середины 1990-х годов произошли качественные изменения боевых возможностей систем ПВО вероятных противников США (России, Китая и т. п.), в то время, как в процессе разработки F-35 отдельные стороны его малозаметности ухудшились.
Член австралийского парламента и бывший военный эксперт Деннис Дженсен высказал мнение, что F-35 не может составить достойную конкуренцию новейшим средствам ПВО. Он добавил, что США, предлагая своим стратегическим партнёрам истребитель F-35 вместо F-22 Raptor, уподобляются продавцу мотоциклов, который хочет предложить покупателю скутер.
По мнению австралийского аналитического центра Air Power Australia, F-35 не соответствует требованиям к истребителю пятого поколения из-за сравнительно высокой ЭПР, невозможности полёта на сверхзвуковой скорости без использования форсажа,  а также низких маневренности, тяговооружённости и живучести. В свою очередь представители Lockheed Martin заявили, что F-35 способен преодолевать звуковой барьер без использования форсажа и развивать скорость до M=1,2. Также было заявлено, что по результатам первых натурных испытаний ЭПР оказалась ниже, чем было указано в техническом задании и работы по её уменьшению продолжатся.
14 января 2015 года, через 6 лет после первого полёта, F-35A проиграл манёвренный учебный бой F-16D Block 40. Военный корреспондент Дэвид Экс, прочитав отчёт летчика-испытателя, назвал его свидетельством фундаментальных проблем конструкции F-35, который при общей стоимости программы более триллиона долларов является самым дорогим оружием в истории. В 2017 году F-35 впервые приняли участие в учениях ВВС США «Red Flag», в ходе учений F-35 одержали победу 15:1 в воздушных боях с самолётами F-16 «эскадрильи Агрессор».
В марте 2015 года стало известно, что во время испытаний F-35B инженеры столкнулись с проблемой при обнаружении наземных целей, возникающей при полёте в строю. Когда группа F-35 обнаруживает цель, программный комплекс самолётов не может определить является ли угроза единичной или это несколько объектов.
В 2015 году Пентагоном было проведено исследование, которое показало, что катапультный взлёт F-35C может быть опасен для здоровья пилотов. Из 105 лётчиков, 74 после старта с использованием катапульты пожаловались на «умеренную боль», ещё 18 сообщили о «сильной боли», один пилот заявил о «сильной непрекращающейся боли». При взлёте пилоты бьются головой о верхнюю часть кабины, при этом у некоторых из них спадают шлемы.
9 августа 2016 года секретариатом обороны был опубликован внутренний меморандум, посвящённый рискам достижения полной боевой готовности программы JSF в котором был перечислен целый комплекс критических проблем, связанных с боевым применением F-35. Среди наиболее острых недостатков указывается на невозможность использовать встроенную авиапушку без существенной модификации пушечной установки и самолёта, ограниченные возможности при поражении наземных движущихся целей, ограниченные возможности систем ночного видения, неудовлетворительные характеристики сенсоров авионики и т. д. Данный документ спровоцировал горячую дискуссию на страницах самых авторитетных международных печатных и аналитических центров, включая «Блумберг», Aviation Week, Popular Mechanics и др.
В сентябре 2016 года ВВС США временно приостановили эксплуатацию истребителей. Причиной стали механические дефекты в изоляции системы охлаждения топливных баков.
В декабре 2016 года избранный президент США Дональд Трамп заявил, что стоимость программы F-35 вышла из-под контроля. Компания Lockheed Martin, в ответ на критику, инвестировала значительные средства в программу по уменьшению итоговой стоимости самолётов.
Однако независимая израильская пресса высказала озабоченность высокой стоимостью программы разработки, называя сумму 1,5 триллиона долларов, при отсутствии оперативной готовности машины на тот момент. Среди основных проблем было указано на ошибки в программном обеспечении авионики и систем вооружения (на 2017 ни один самолёт не может использовать пушку в бою, максимум двумя ракетами воздух-воздух может оперировать программное обеспечение), опасность задействования системы катапультирования для пилотов, вес которых менее 75 килограммов, неудобство использования нашлемного оснащения, которое обладает такими габаритами, что затрудняет пилотам даже поворот головы в кабине. Цитируя подробный отчёт директора отдела проверки и тестирования Пентагона (DOT&E) доктора М. Гилмора, было указано на наличие 91 дефекта (только по категориям 1 и 2). Приводятся данные, что самолёт станет полностью функционален не ранее 2021 года.
В октябре 2017 года стало известно, что пилоты F-35 продолжают сообщать о симптомах, которые могут свидетельствовать о кислородном голодании. Жалобы поступали на головокружение, покалывание пальцев и дезориентацию.
В ноябре 2017 стало известно, что Пентагон на 30 дней заморозил программу оснащения вооружённых сил истребителями F-35 после того, как на самолётах нашли следы коррозии, превышающей допустимые пределы.
По состоянию на 2018 год, согласно докладу Пентагона, в общей сложности не устранены порядка тысячи различных дефектов.
111 дефектов относятся к первой категории сложности (могут привести к гибели, тяжёлой травме, профессиональным заболеваниям), а 855 — ко второй (неисправность отдельных элементов конструкции и бортовых систем).
Так, полёт в грозу угрожает самолёту разрушением планера из за чрезмерного содержания пластиков, а также угрозы взрыва топлива в баках без соответствующей защиты; улучшенные версии программного обеспечения для истребителя появлялись уже 31 раз, однако некоторые ключевые недостатки до сих пор не исправлены.
Доля готовых к бою самолётов находится на уровне около 50 %, причём её не удаётся существенно повысить с октября 2014 года.
Комитет Палаты представителей США по вооружённым силам заявил, что F-35C имеет недостаточный для поражения вражеских целей боевой радиус. По мнению экспертов, проблема возникла из-за того, что авианосцам, на которых будут базироваться F-35C, придётся держаться от врага на большом расстоянии, чтобы не стать жертвой ракетной атаки. Также утверждается, что новый военно-морской истребитель, разработка которого стала частью самой дорогостоящей военной программы в истории США, уже устарел.
В январе 2019 года «Блумберг» опубликовал доклад Пентагона, в котором приведены факты о выявленных критических проблемах с надёжностью и долговечностью самолёта, точностью его оружия, программным обеспечением.
Многие из 60 F-35B подлежат списанию из-за усталостных разрушений планера наступивших примерно в 4 раза раньше срока, а высокотехнологичное покрытие, благодаря которому новые истребители оказываются невидимы для радаров противника, изнашивается быстрее, чем ожидалось (исчезновение покрытия на F-22 в боевой обстановке ранее также регистрировалось).
В апреле 2020 года Defense News сообщило, что для предотвращения повреждений хвостовой части F-35 при движении на сверхзвуковой скорости, вместо технического решения, требующего длительной разработки и лётных испытаний, будет введено эксплуатационное ограничение. Отмечается, что данное решение сделает невозможным для F-35C проведение сверхзвуковых перехватов.
В январе 2021 года интернет-издание Hush-Kit опубликовало мнение анонимного пилота о кабине F-35. Технологию шлема лётчик назвал великолепной, при этом отметив, что предпочёл бы интегрированному в него функционалу традиционный ИЛС. Положительную оценку за широкую вариативность отображаемой информации получил сенсорный экран, однако в условиях полёта примерно каждая пятая попытка взаимодействия с ним может быть неудачной. Ещё одной особенностью назван голосовой ввод, но пилот не счёл её полезной и не стал бы на неё полагаться в реальной обстановке, при перегрузках.
Ранее исполняющий обязанности министра обороны США Патрик Шанахан назвал программу F-35 «провальной».
46 истребителей F-35 вышли из строя из-за проблем с двигателями по причине неожиданного износа.